# Умершие в мае 2025 года
Это список известных людей, соответствующих установленным критериям значимости (см. Википедия:Критерии значимости персоналий), умерших в мае 2025 года.
Причина смерти указывается лишь в исключительных случаях (убийство, самоубийство, гибель в результате военных действий, смертная казнь, ДТП или несчастные случаи). В остальных случаях — не указывается.

## 31 мая

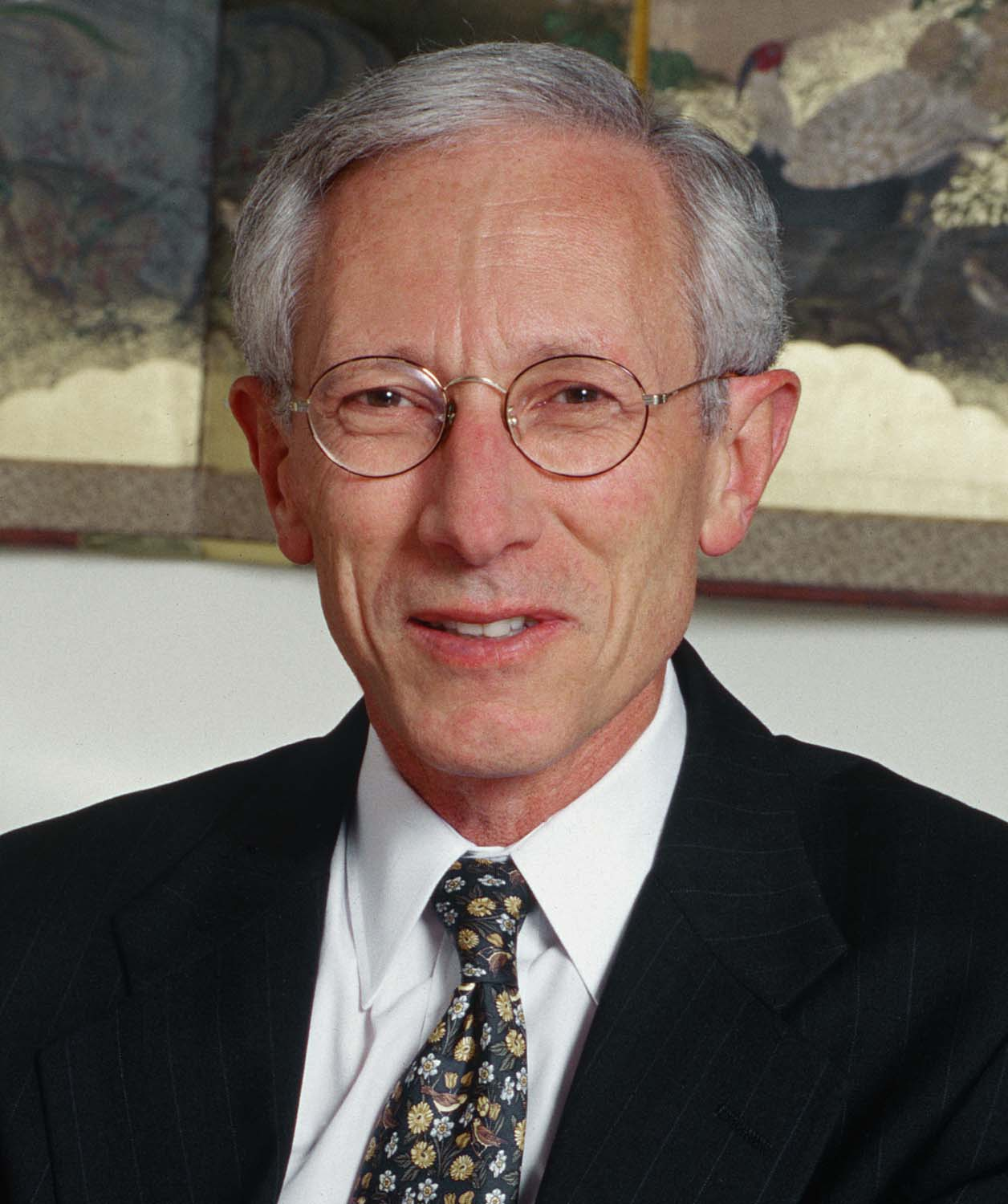
Стэнли Фишер

- Андраде, Адольфо[исп.] (75) — колумбийский футболист, игрок национальной сборной[1].
- Маккаллум, Майк (68) — ямайский боксёр[2].
- Липпинкотт, Джоан[англ.] (89) — американская органистка[3].
- Омонуллаева, Дилором[узб.] (65) — советский и узбекский композитор[4].
- Пеллегрини, Эрнесто[итал.] (84) — итальянский предприниматель, президент футбольного клуба «Интернационале» (1984—1995)[5].
- Слай, Уильям С.[англ.] (92) — американский биохимик, член Национальной академии наук США (1989), первооткрыватель синдрома Слая[6].
- Стюарт, Лачи[англ.] (81) — британский стайер, участник Олимпийских игр (1972)[7].
- Тапар, Валмик[англ.] (73) — индийский журналист, телеведущий и защитник природы[8].
- Фишер, Стэнли (81) — американо-израильский экономист, председатель Центрального банка Израиля (2005—2013), вице-председатель Федеральной резервной системы США (2014—2017)[9].
- Хедерман, Карменсита[англ.] (85) — ирландский политик, мэр Дублина (1987—1988), сенатор (1989—1993)[10].

## 30 мая

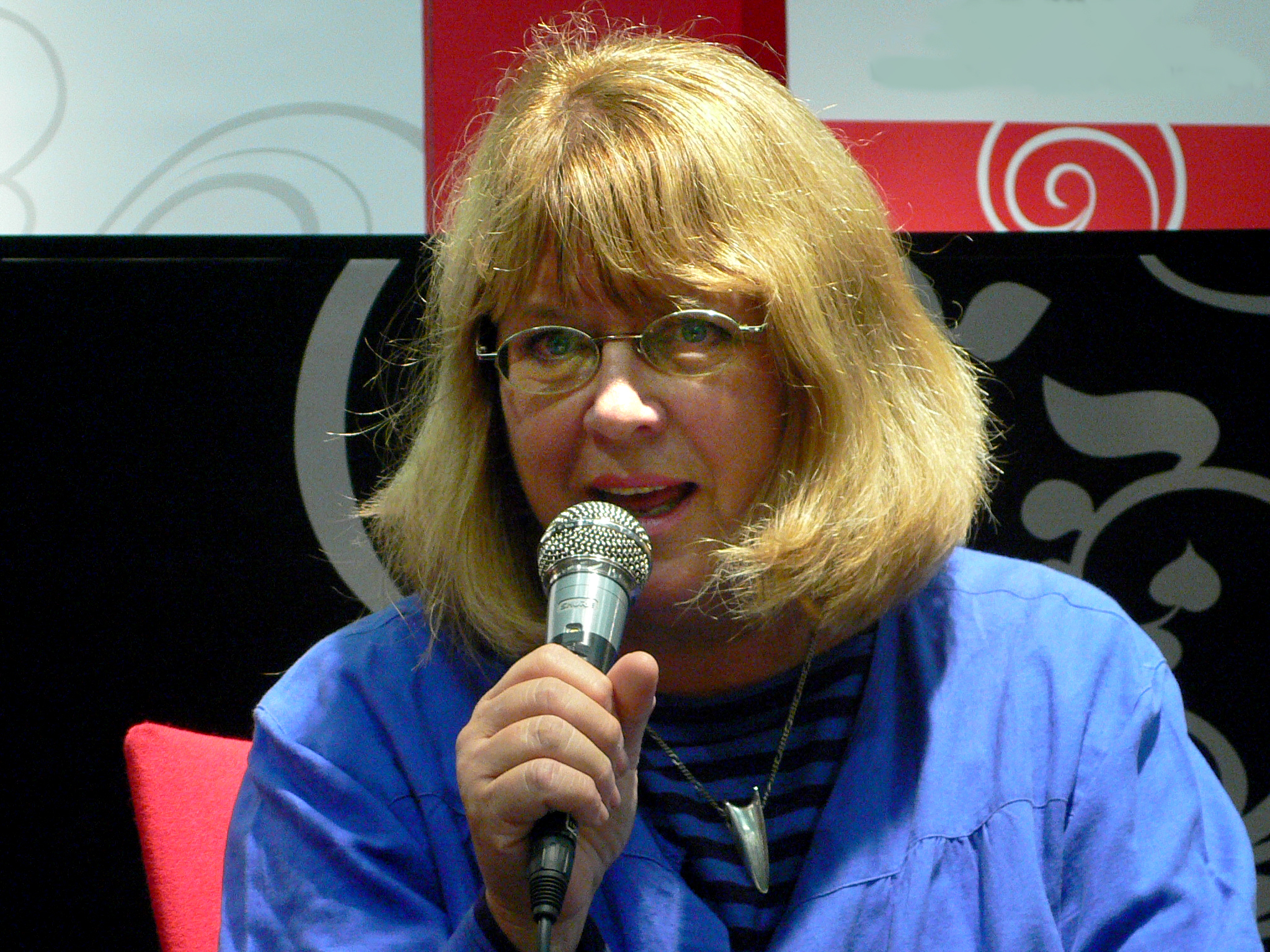
Катарина Мазетти

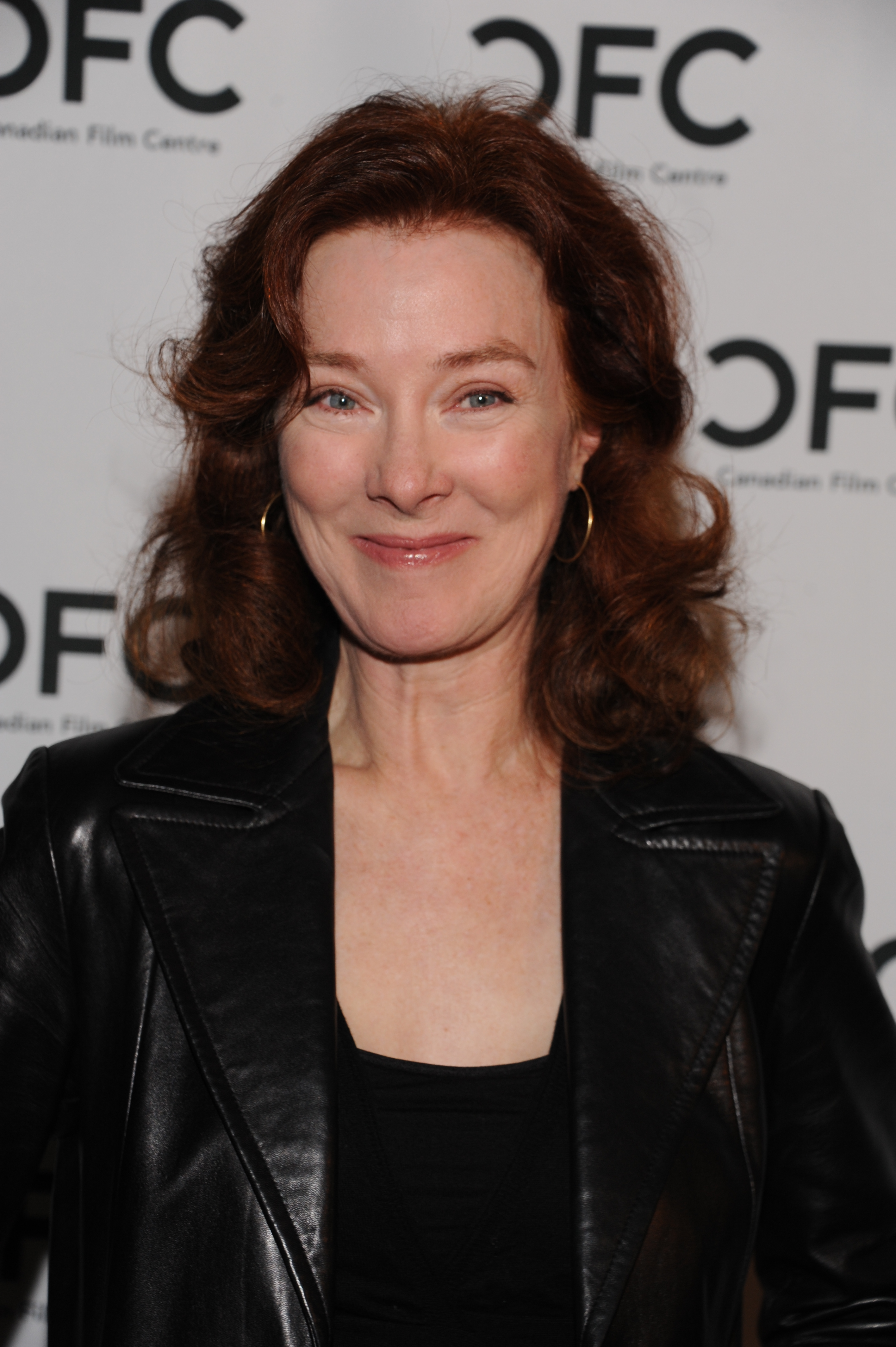
Валери Махаффей

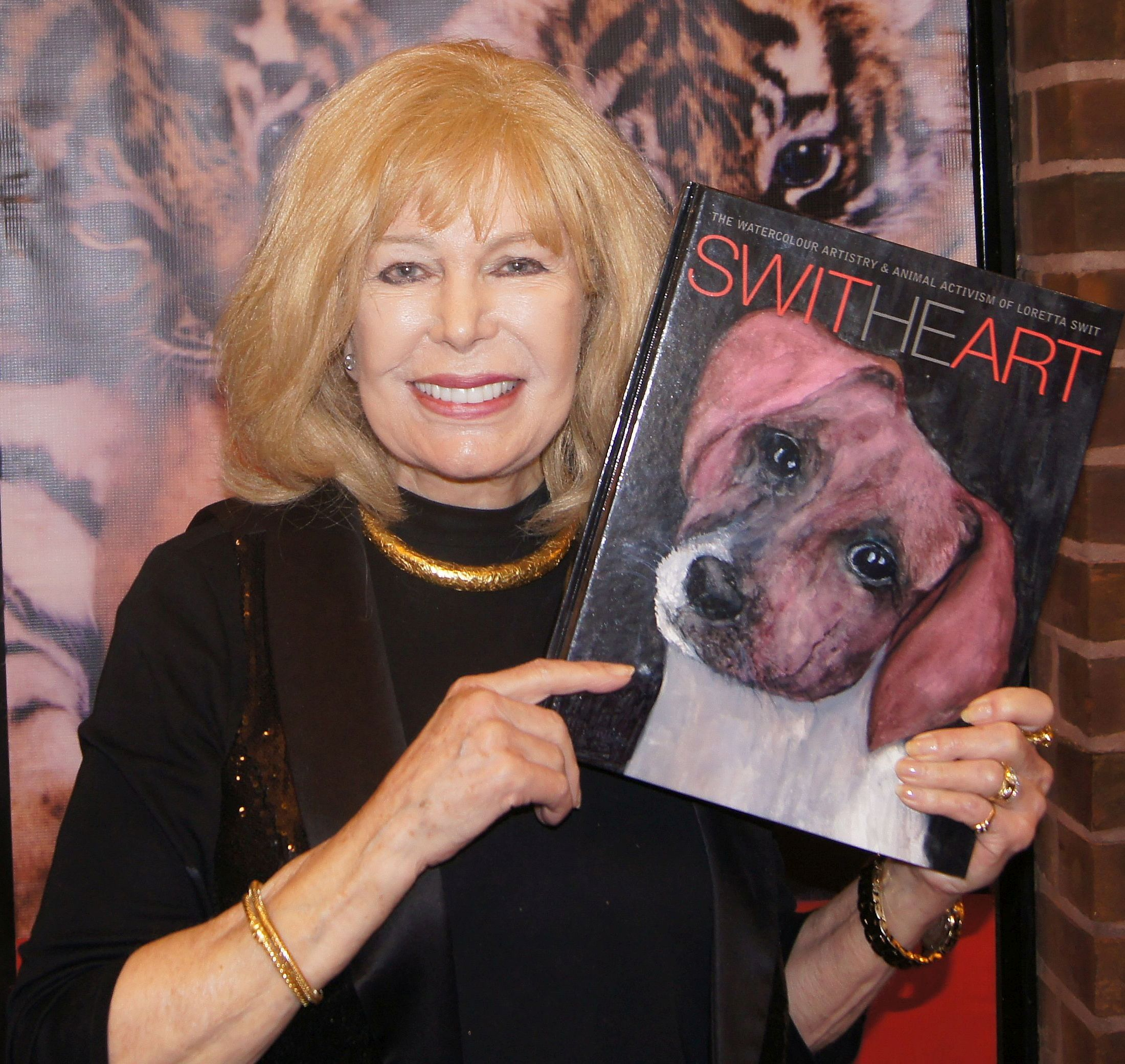
Лоретта Свит

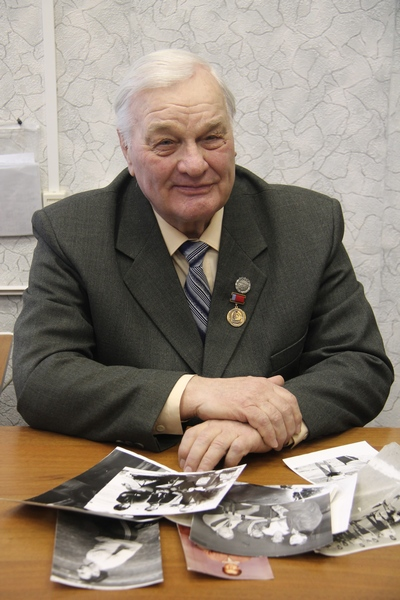
Борис Семёнов

- Андрашич, Степан[хорв.] (83) — хорватский журналист[11].
- Больё, Этьен-Эмиль[фр.] (98) — французский биохимик и эндокринолог, член (с 1982) и президент (2003—2004) Французской академии наук[12].
- Виктор, Рене (86) — американская актриса[13].
- Журавков, Юрий Михайлович (86) — советский и российский архитектор, член-корреспондент РААСН[14].
- Лесик, Сергей Иванович (83) — советский и российский чабан-овцевод, полный кавалер ордена Трудовой Славы[15].
- Мазетти, Катарина (81) — шведская писательница и журналистка[16].
- Макдональд, Джеймс Гектор (100) — канадский католический прелат, епископ Шарлоттауна (1982—1991), архиепископ Сент-Джонса (1991—2000)[17].
- Махаффей, Валери (71) — американская актриса, лауреат премии «Эмми» (1992)[18].
- Примичерио, Марио[итал.] (84) — итальянский политик, мэр Флоренции[итал.] (1995—1999)[19].
- Рудова, Татьяна Кузьминична (84) — советская и российская актриса, заслуженная артистка Российской Федерации[20].
- Свит, Лоретта (87) — американская актриса, двукратный лауреат премии «Эмми» (1980, 1982)[21].
- Семёнов, Борис Андреевич (86) — советский и российский тренер по лёгкой атлетике, заслуженный тренер РСФСР (1979)[22].
- Спан, Пауль Бернд[нем.] (85) — немецкий экономист, разработчик концепции налога Спана[англ.][23].
- Стус, Владимир Иванович (91) — советский и украинский военный и политический деятель, начальник войск Дальневосточного (1982—1985) и Западного (1985—1990) пограничных округов КГБ СССР (1982—1985), народный депутат Украины (1990—1994) .
- Трэшер, Джон[англ.] (81) — американский научный и политический деятель, президент Университета штата Флорида (2014—2021)[24].
- Чан Юн Чан[кор.] (64) — южнокорейский волейболист, участник Олимпийских игр (1984, 1988)[25].
- Чупренски, Эмил (64) — болгарский боксёр, двукратный чемпион Европы (1983, 1985) бронзовый призёр чемпионата мира (1986)[26].

## 29 мая

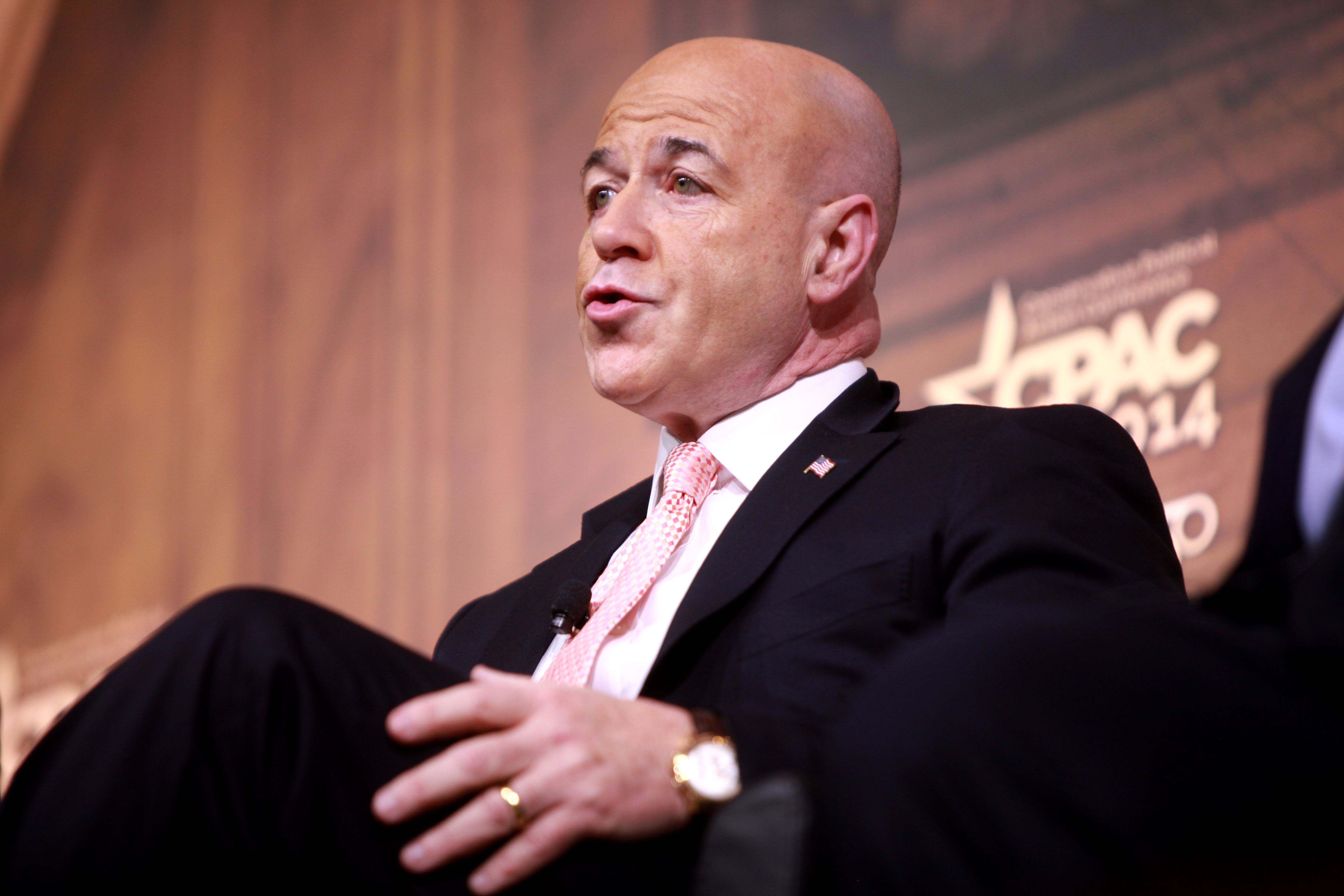
Бернард Керик

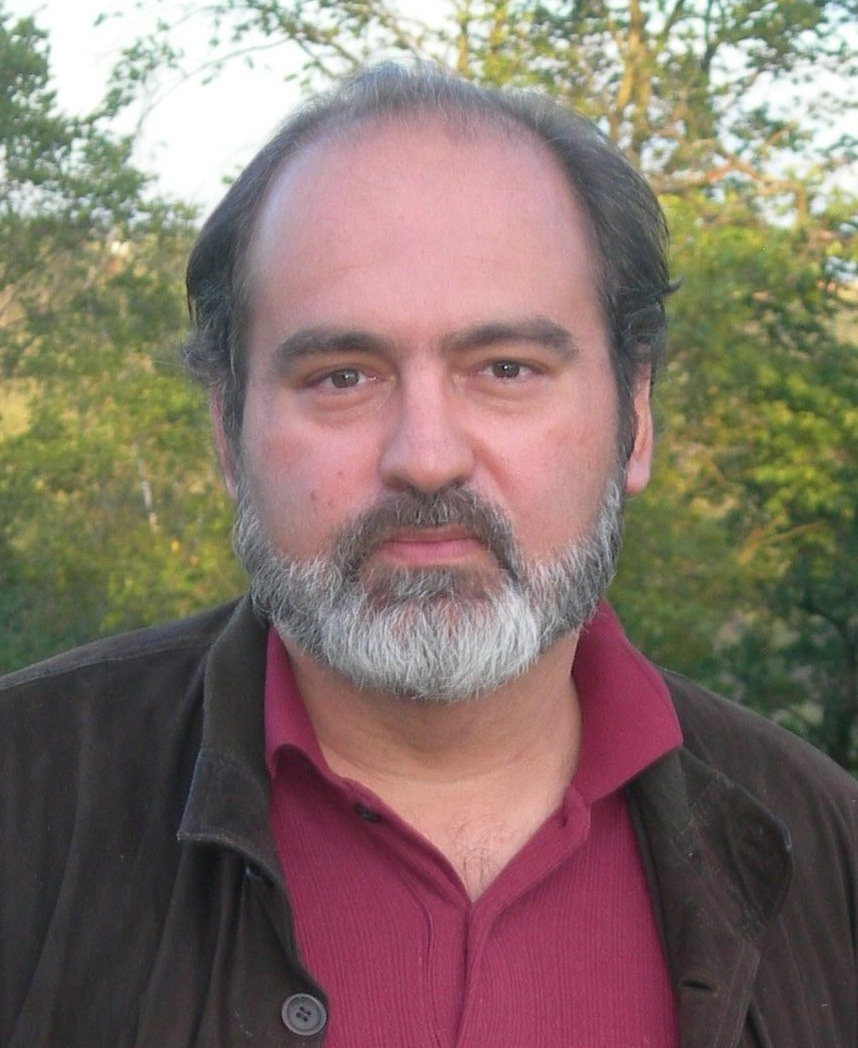
Алексей Лидов

- Белем, Леорне[порт.] (87) — бразильский политик, член Палаты депутатов (1979—1987)[27].
- Ветё, Тамаш (90) — датский дирижёр[28].
- Керик, Бернард (69) — сотрудник американских правоохранительных органов, министр внутренних дел Ирака (2003)[29].
- Клаузен, Альф (84) — американский кинокомпозитор, двукратный лауреат премии «Эмми» (1997, 1998)[30].
- Лидов, Алексей Михайлович (66) — советский и российский историк и теоретик искусства, византолог, религиовед, академик РАХ (2012)[31].
- Лисицын, Александр Николаевич (70) — советский и российский актёр, народный артист Карелии[32].
- Макдональд, Сьюзен (90) — американская арфистка и музыкальный педагог[33].
- Раджеш[там.] (75) — индийский актёр[34].
- Уодсворт, Чарльз[англ.] (96) — американский пианист[35].
- Шпёрри, Френи[нем.] (87) — швейцарский политик, член Национального совета Швейцарии (1986—1996), член Совета кантонов (1996—2003)[36].
- Эгиагарай, Хуан Мануэль[исп.] (79) — испанский политик, министр промышленности и энергетики (1993—1996)[37].

## 28 мая

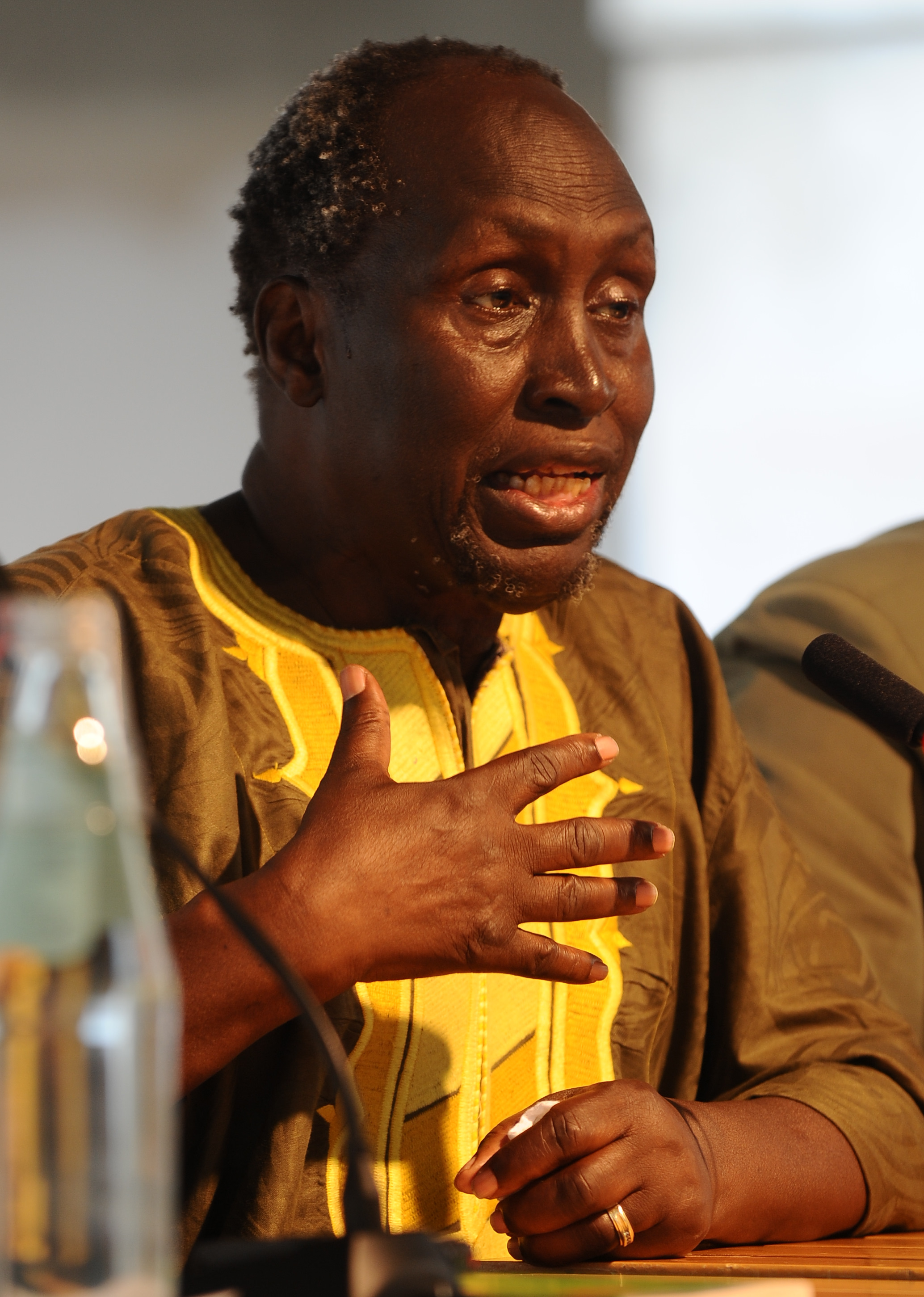
Нгуги Ва Тхионго

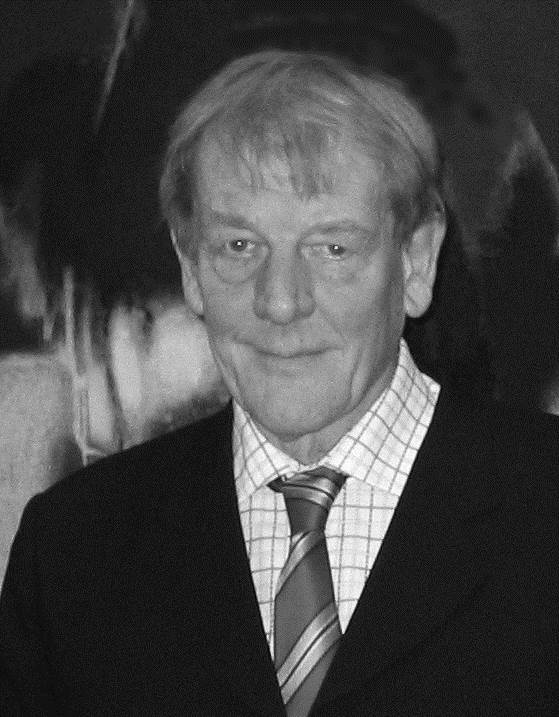
Пер Нёргор

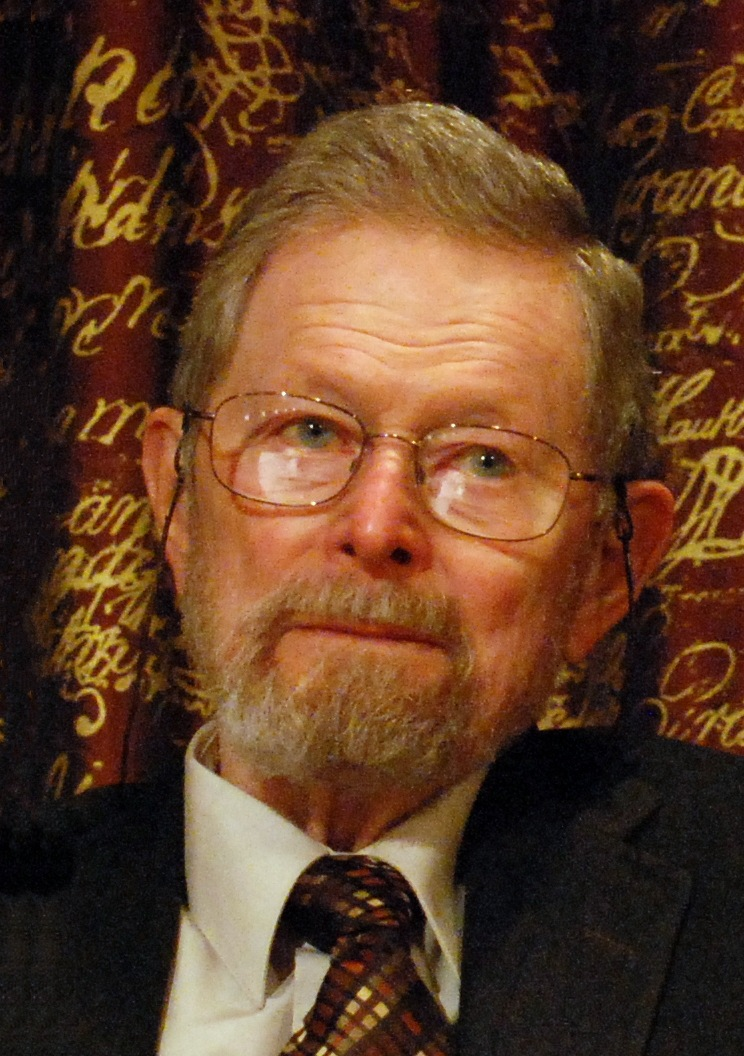
Джордж Элвуд Смит

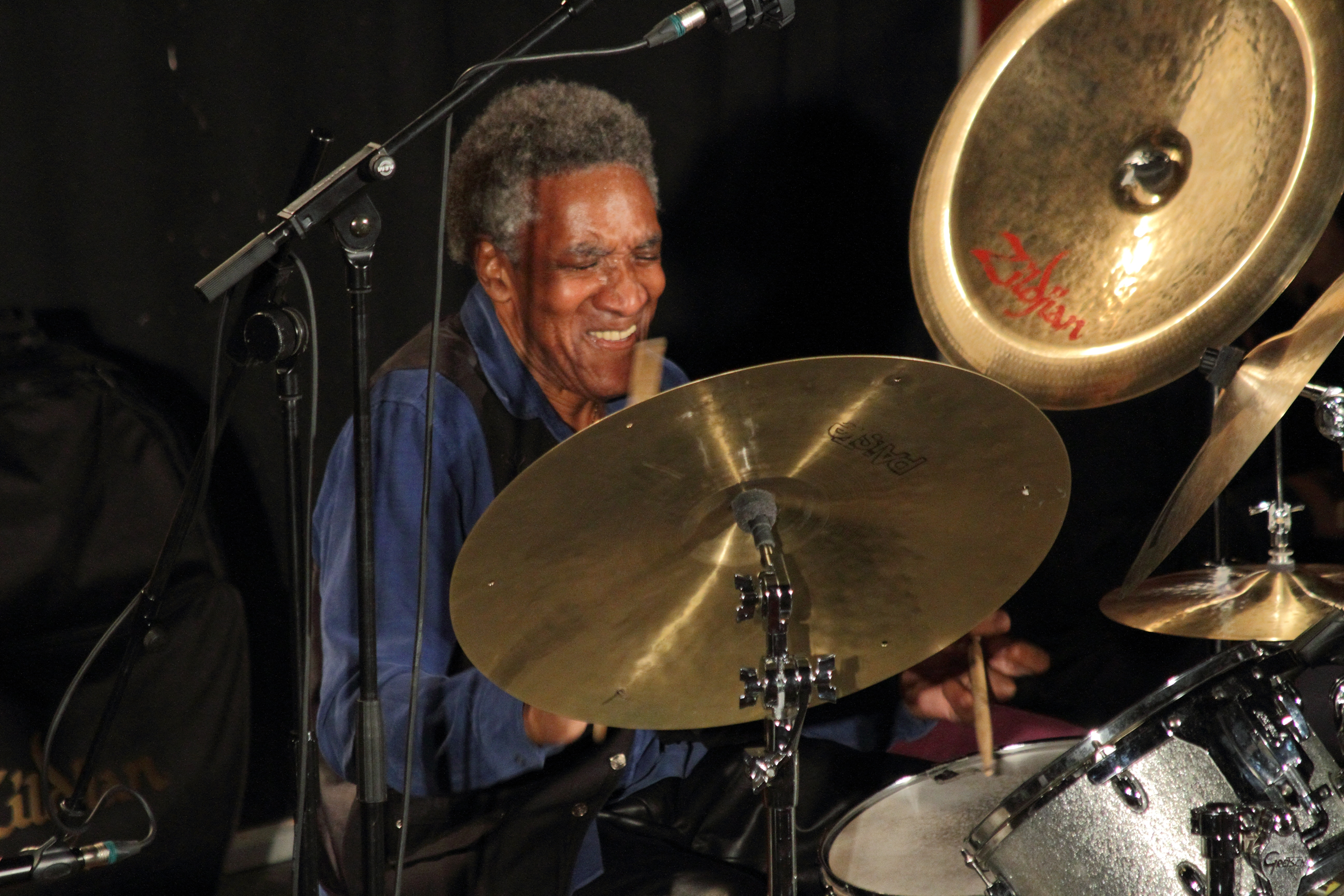
Эл Фостер

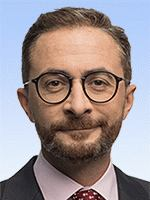
Сергей Швец

- Азамбужа, Маркос[порт.] (90) — бразильский дипломат, посол в Аргентине (1992—1997) и Франции (1997—2003)[38].
- Гейлани, Хамит[тур.] (77) — турецкий политический деятель, депутат парламента Турции (2007—3011)[39].
- Гутьеррес, Жан-Карло[англ.] (92) — итальянский спортсмен-конник, участник Олимпийских игр (1956)[40].
- Дхиндса, Сухдев Сингх[англ.] (89) — индийский политический деятель, депутат парламента (2004—2022)[41].
- Качинская, Лариса Яковлевна (77) — советский и российский писатель, заслуженный работник культуры РФ[42].
- Конотей-Ахулу, Феликс[англ.] (94) — ганский врач и генетик[43].
- Кроуфорд, Грэм[англ.] (77) — шотландский футболист (о смерти объявлено в этот день)[44].
- Лапиш, Карой[венг.] (99) — венгерский патолог и онколог, действительный член АН Венгрии (1979), иностранный член АМН СССР / РАМН (1986—2014), иностранный член РАН (2014)[45].
- Морган, Мухаммед Саид Херси (76) — сомалийский политический и военный деятель, министр обороны (1990—1991)[46].
- Нгуги Ва Тхионго (87) — кенийский писатель[47].
- Нёргор, Пер (92) — датский композитор[48].
- Роберт, Жак[фр.] (96) — французский юрист и деятель образования, президент университета Пантеон-Ассас (1979—1984)[49].
- Садуллаев, Азимбой Садуллаевич (78) — советский и узбекский математик, академик АН РУз (1995)[50].
- Смит, Джордж Элвуд (95) — американский физик, лауреат Нобелевской премии по физике (2009)[51].
- Узунян, Эльвира Григорьевна (90) — советская и армянская певица, народная артистка Армянской ССР (1978), народная артистка Грузинской ССР (1985)[52].
- Фостер, Эл (82) — американский джазовый барабанщик[53].
- Фуэнтес, Луиса[исп.] (76) — перуанская волейболистка, участница Олимпийских игр (1968, 1976)[54].
- Хасимиков, Салман Алхазурович (72) — советский борец вольного стиля и рестлер, многократный чемпион мира и Европы[55].
- Швец, Сергей Фёдорович (48) — украинский политический деятель, депутат Верховной рады (с 2019)[56].

## 27 мая

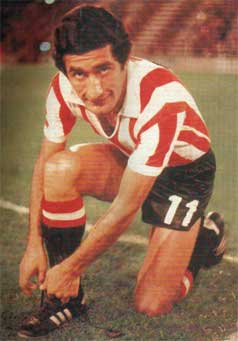
Хуан Рамон Верон

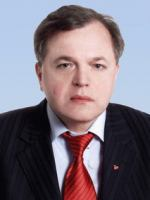
Сергей Потимков

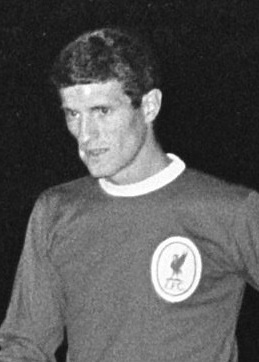
Уилли Стивенсон

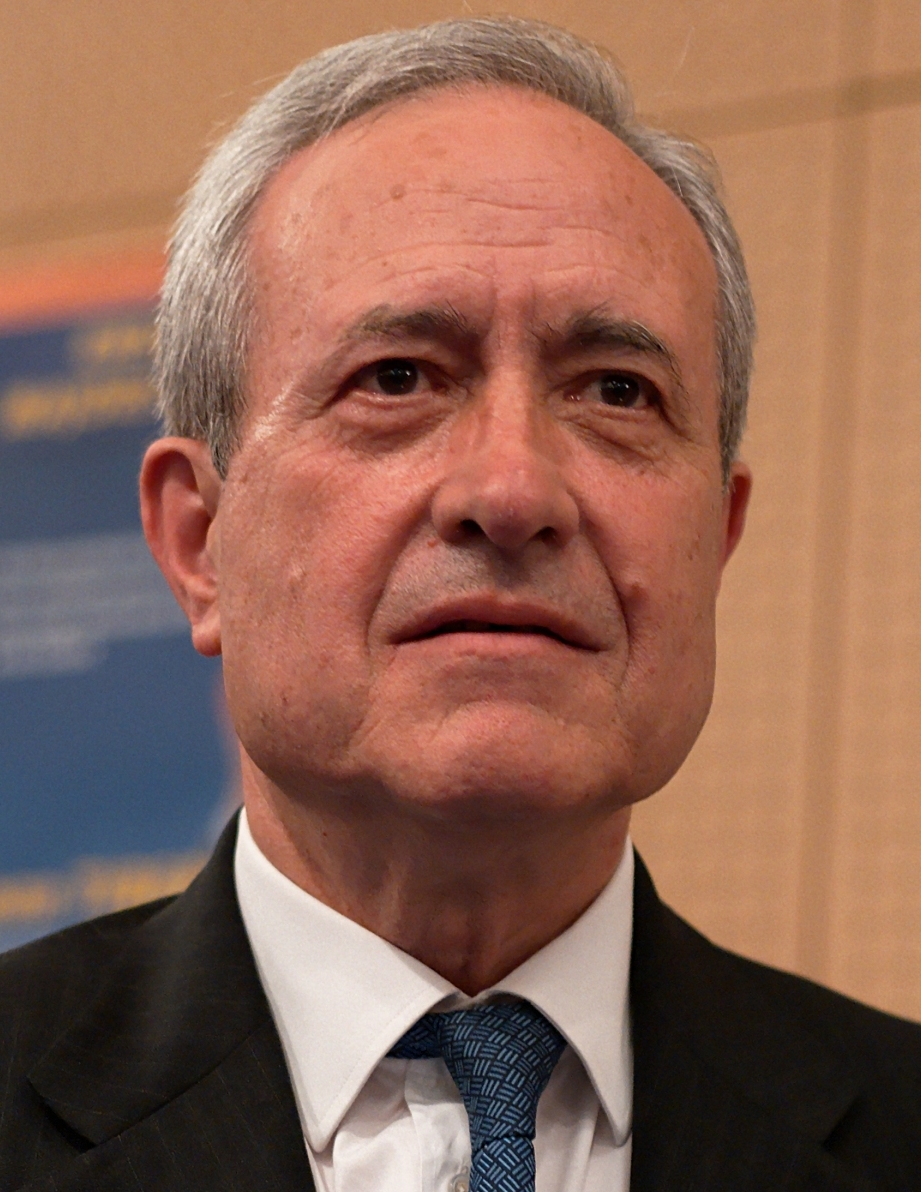
Жан Тибери

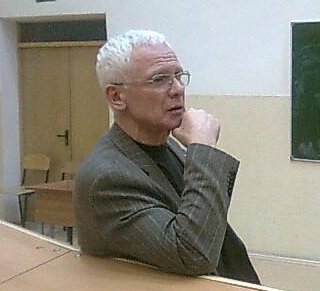
Сергей Тресвятский

- Агилар, Фредди[англ.] (72) — филиппинский музыкант, певец и автор песен[57].
- Айзенстат, Джанет (89) — канадский политолог[58].
- Андреев, Дмитрий Анатольевич (53) — советский и российский хоккеист и хоккейный тренер[59].
- Балдиня, Элвира (105) — советская и латвийская актриса, заслуженная артистка Латвийской ССР (1955)[60].
- Верон, Хуан Рамон (81) — аргентинский футболист, игрок национальной сборной[61].
- Гейл, Эд[англ.] (61) — американский каскадёр и актёр[62].
- Гоук, Джим[англ.] (79) — канадский политик, член Палаты общин Канады (1993—2006)[63].
- Келлок, Брайан[англ.] (63) — шотландский джазовый пианист[64].
- Макилхени, Барри[англ.] (65) — британский журналист[65].
- Мичелотто, Клаудио[итал.] (82) — итальянский велогонщик[66].
- Нгари, Идрисс[фр.] (79) — габонский политик, министр национальной безопасности (1994—1999), министр транспорта (1999—2002), министр внутренних дел (2002—2004), министр общественных работ (2004—2007), министр туризма (2007—2009), министр здравоохранения (2009), депутат Национального собрания (1996—2018)[67].
- Потимков, Сергей Юрьевич (70) — украинский политик, депутат Верховной рады (1998—2002, 2006—2007)[68].
- Стивенсон, Уилли (85) — шотландский футболист[69].
- Сунь Синь[кит.] (86) — китайский физик, академик КАН (2013)[70].
- Тибери, Жан (90) — французский политик, мэр Парижа (1995—2001)[71].
- Тресвятский, Сергей Николаевич (71) — советский и российский лётчик-испытатель, заслуженный лётчик-испытатель Российской Федерации[72].
- Фунтиков, Василий Владимирович (62) — советский и российский актёр[73].

## 26 мая

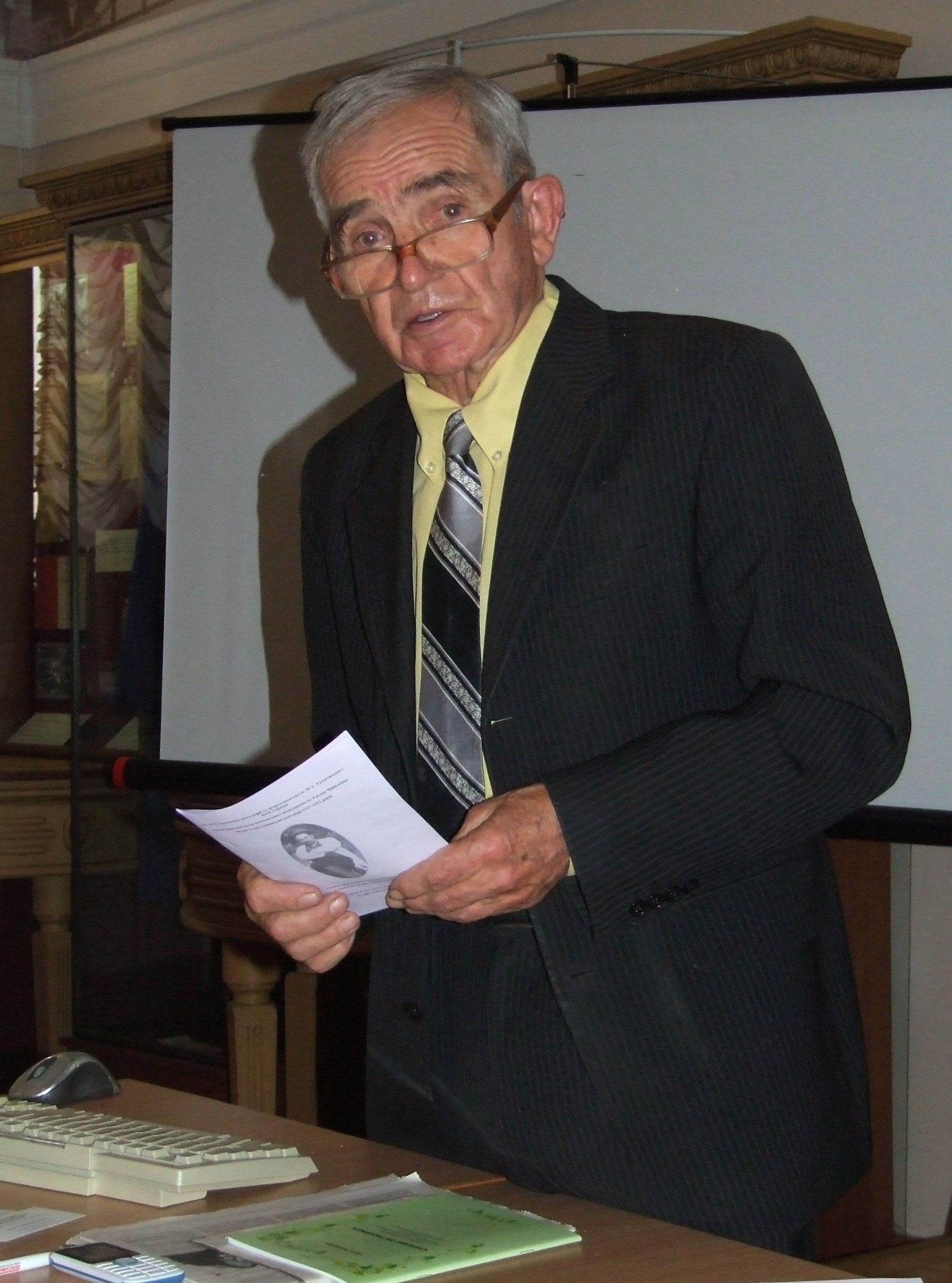
Юрий Гнаткевич

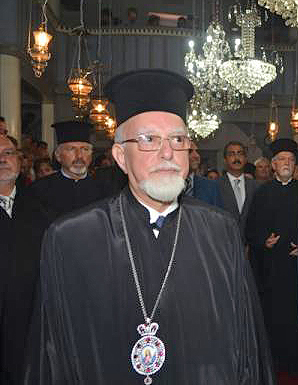
Митрополит Кирилл

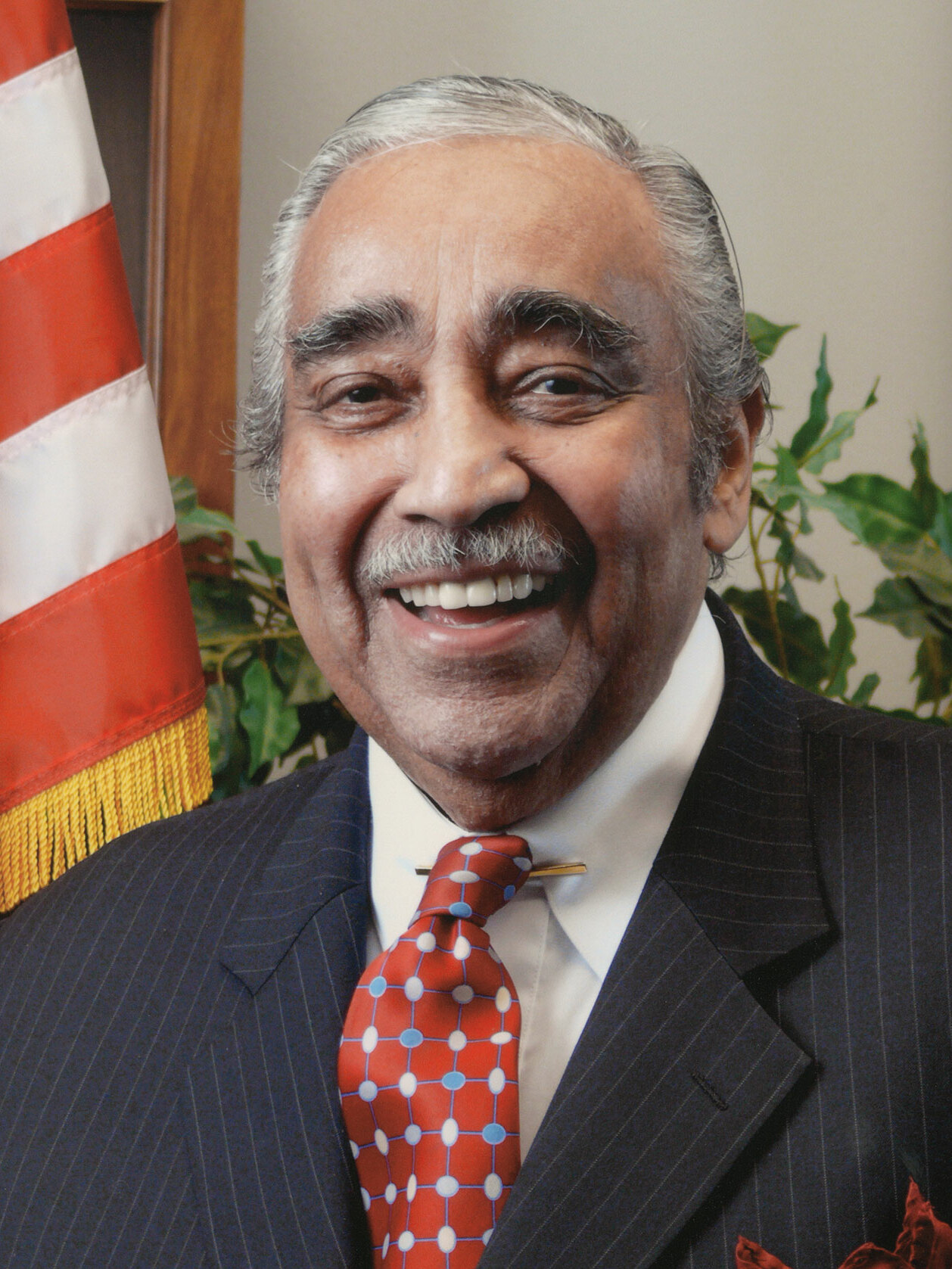
Чарльз Рейнджел

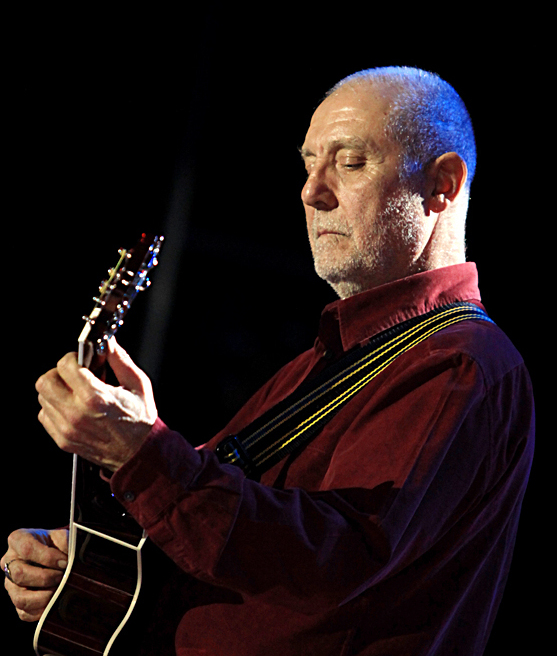
Ильхан Шешен

- Абриаль, Жан-Реймон[фр.] (86) — французский учёный-компьютерщик, изобретатель Z-нотации[74].
- Азфар, Камалуддин[англ.] (95) — пакистанский политик, губернатор Синда (1995—1997)[75].
- Бамба, Рам Пракаш[англ.] (99) — индийский математик, член Индийской национальной академии наук (1955)[76].
- Басеотто, Антонио Хуан (93) — аргентинский католический прелат, епископ Аньятуи (1992—2002), военный ординарий Аргентины (2002—2007)[77].
- Валид аль-Джасем[англ.] (65) — кувейтский футболист, участник чемпионата мира (1982)[78].
- Гнаткевич, Юрий Васильевич (85) — украинский политический деятель, депутат Верховной рады (1990—1994, 2006—2012)[79].
- Джарвик, Роберт (79) — американский учёный в области создания искусственного сердца[80].
- Дроздова, Любовь Петровна (72) — российский юрист, председатель Самарского областного суда (2007—2019)[81].
- Каминский, Михаил Давидович (71) — советский и узбекский актёр и режиссёр, заслуженный артист Узбекистана[82].
- Кахикало, Виктор Гаврилович (84) — советский и российский селекционер сельскохозяйственных животных[83].
- Кирилл (Драгунис) (83) — иерарх Константинопольской православной церкви, митрополит Мосхонисийский (с 2020)[84].
- Косилова, Елена Владимировна (58) — российский философ[85].
- Рейнджел, Чарльз (94) — американский политический деятель, член Палаты представителей (1971—2017)[86].
- Сааков, Борис Аркадьевич (87) — советский сценарист[87].
- Файе, Ибу[фр.] (55) — сенегальский барьерист, участник Олимпийских игр (1996, 2000)[88].
- Хакимов, Зафар Абдуллаевич[узб.] (82) — советский и узбекский археолог, министр культуры Узбекистана (1992—1993)[89].
- Шешен, Ильхан (76) — турецкий музыкант, автор песен, певец и актёр[90].
- Шмелёва, Елена Яковлевна (67) — советский и российский лингвист[91].

## 25 мая

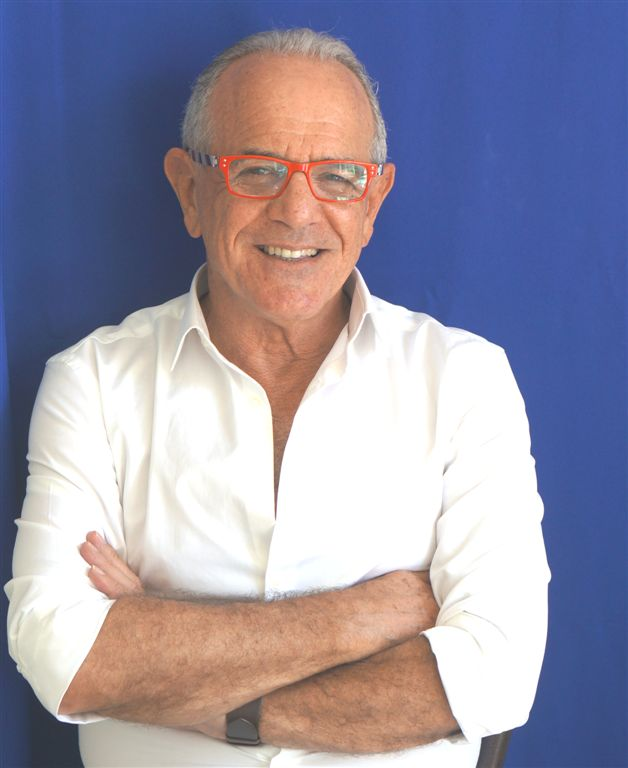
Яир Варди

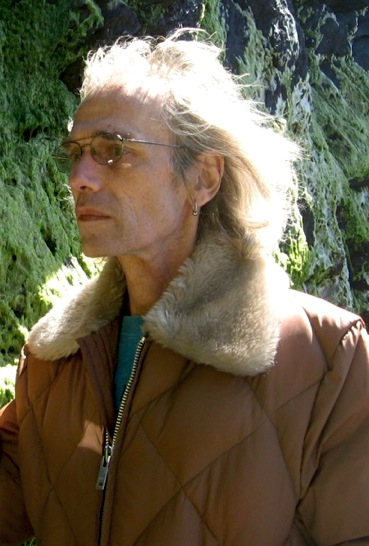
Саймон Хаус

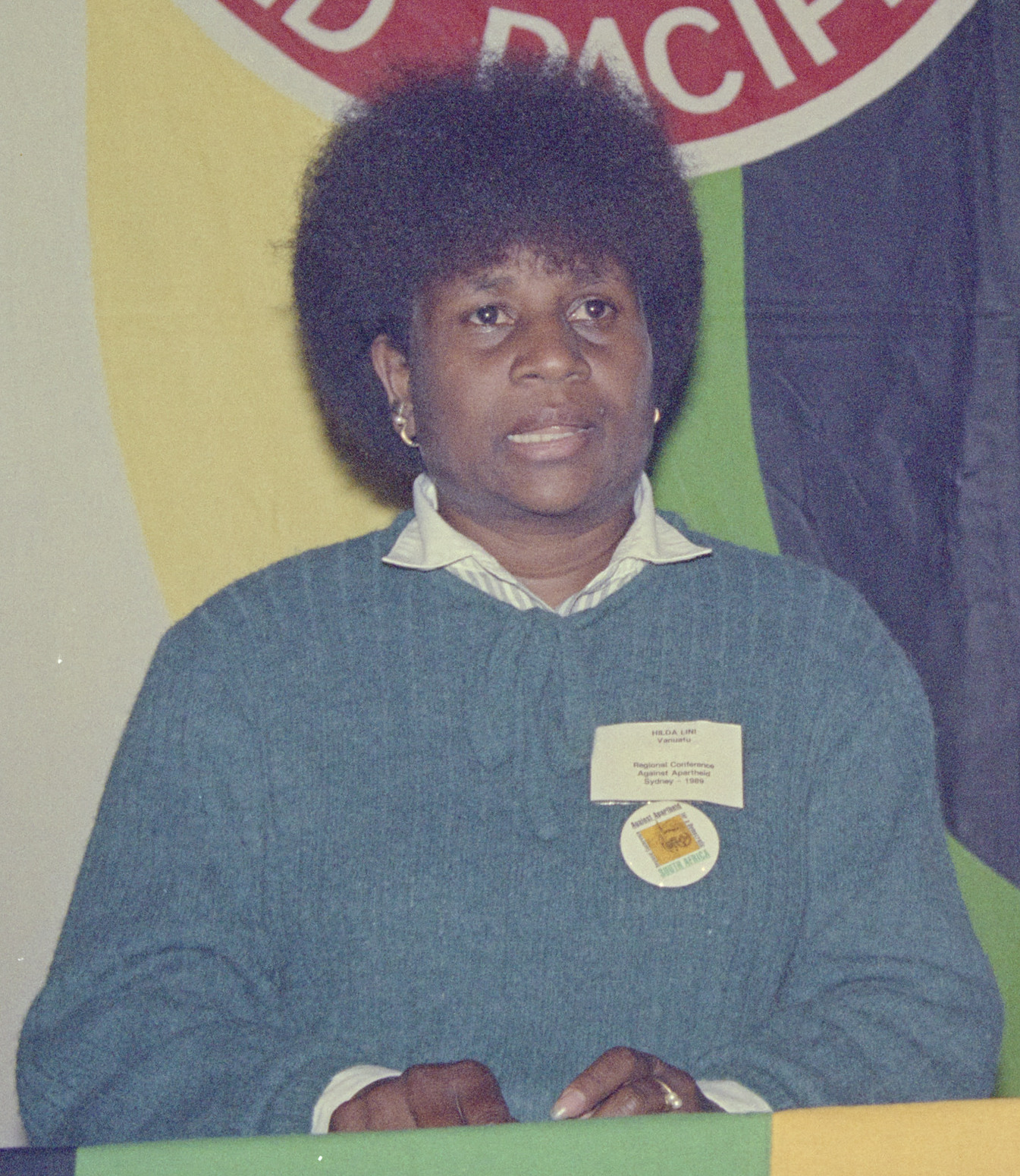
Мотарилавоа Хильда Лини

- Агилар, Альберто Луис[исп.] (74) — боливийский политик, депутат Парламента (2002—2006)[92].
- Ассаф, Валид[араб.] (64) — палестинский политический деятель, министр сельского хозяйства (2012—2014)[93].
- Варди, Яир (76) — израильский танцор и хореограф[94].
- Сибилёв, Михаил Николаевич (80) — украинский правовед, член-корреспондент НАПрН Украины (1993)[95].
- Тайлер, Харрисон Раффин[англ.] (96) — американский инженер-химик, бизнесмен, специалист по охране памятников и защите исторического наследия, внук 10-го президента США Джона Тайлера[96].
- Тандберг, Монна[норв.] (85) — норвежская актриса[97].
- Томашова, Мари[чеш.] (96) — чехословацкая и чешская актриса[98].
- Хаус, Саймон (76) — британский рок-музыкант[99].
- Хильда Лини, Мотарилавоа (70/71) — вануатская политическая деятельница, борец за права женщин, министр юстиции (1996)[100].
- Эспри, Билл (88) — английский футболист и футбольный тренер, тренер Сборной Сирии по футболу[101].

## 24 мая

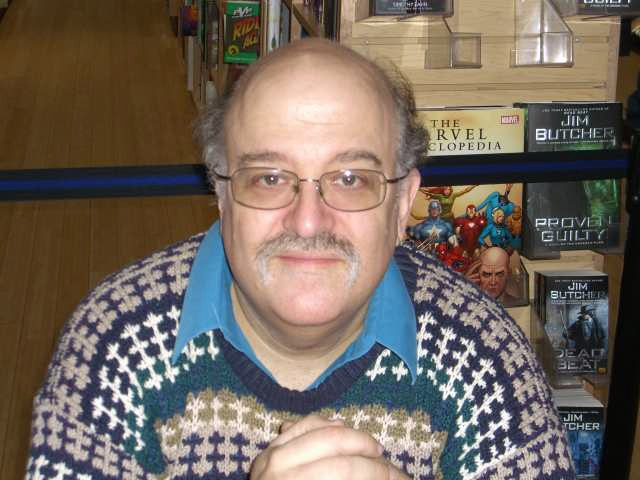
Питер Дэвид

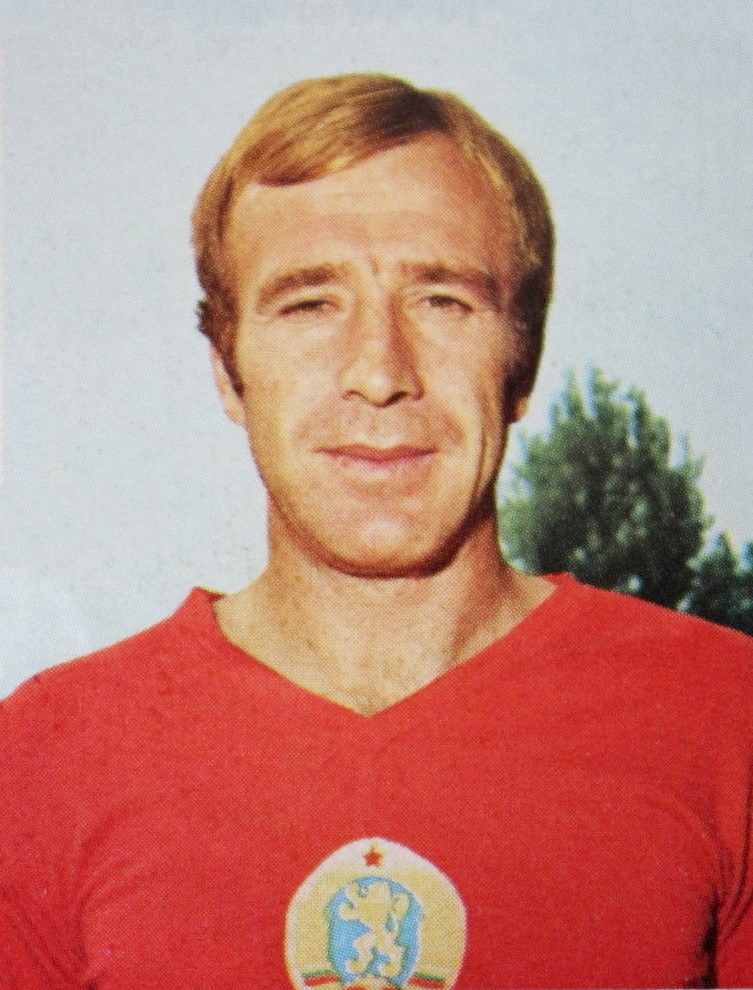
Кирил Ивков

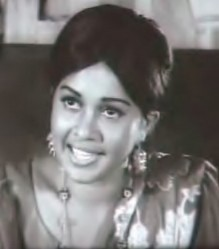
Малини Фонсека

- Бобышев, Лев Николаевич (84) — советский и российский актёр-кукольник, заслуженный артист Российской Федерации (2000)[102].
- Браунмиллер, Сьюзан[англ.] (90) — американская журналистка и писательница[103].
- Бунстра, Кор[нидерл.] (87) — нидерландский бизнесмен, председатель совета директоров Philips (1996—2001)[104].
- Дэвид, Питер (68) — американский писатель и сценарист, автор комиксов[105].
- Ивков, Кирил (78) — болгарский футболист и футбольный тренер, игрок национальной сборной, серебряный призёр Олимпийских игр (1968)[106].
- Львов, Валерий Константинович (72) — советский боксёр, чемпион мира (1978)[107].
- Милкани, Перо[алб.] (85) — албанский кинорежиссёр, народный артист Албании[108].
- Найду, Т. Гопинатх[англ.] (51) — малайзийский футболист[109].
- Офюльс, Марсель[фр.] (96) — французский киноактёр и режиссёр-документалист, лауреат премии «Оскар» (1989)[110].
- Пирс, Гэри (74) — английский футболист[111].
- Рейес, Тересита[исп.] (75) — чилийская актриса[112].
- Реффелл, Дерек (96) — британский адмирал, губернатор Гибралтара (1989—1993) (о смерти объявлено в этот день)[113].
- Рокофиллос, Христос[греч.] (93) — греческий политик и дипломат, депутат Парламента (1977—1981, 1985—2000), посол Греции во Франции и Ватиакане (1982—1987)[114].
- Сидорцов, Владимир Никифорович (89) — белорусский историк[115].
- Фонсека, Малини (78) — ланкийская актриса[116].

## 23 мая

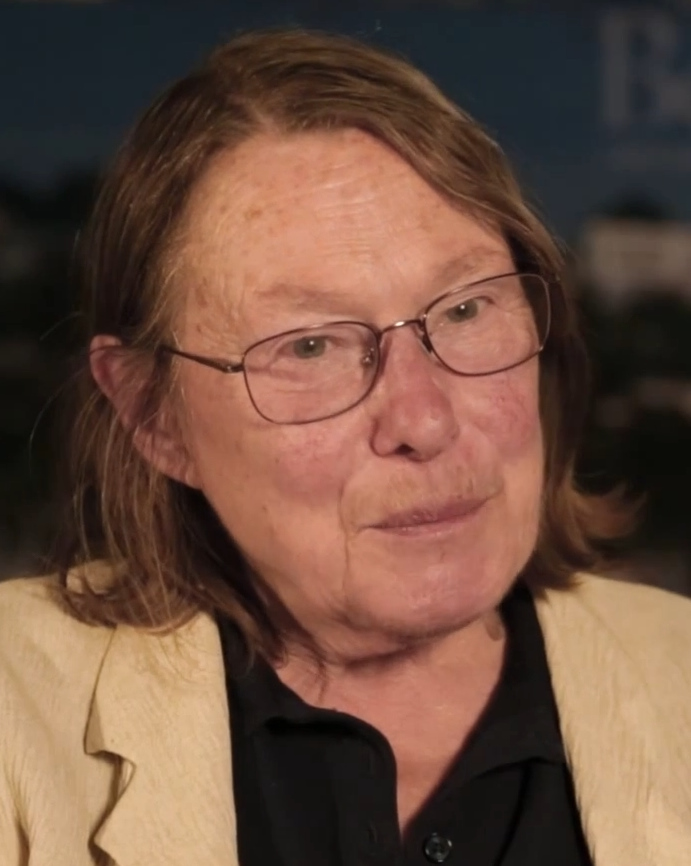
Мэри Гайар

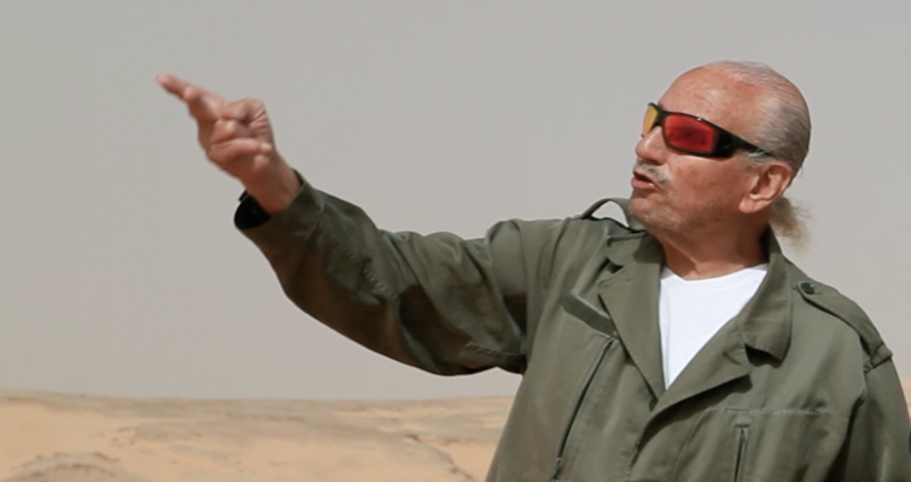
Мохаммед Лахдар-Хамина

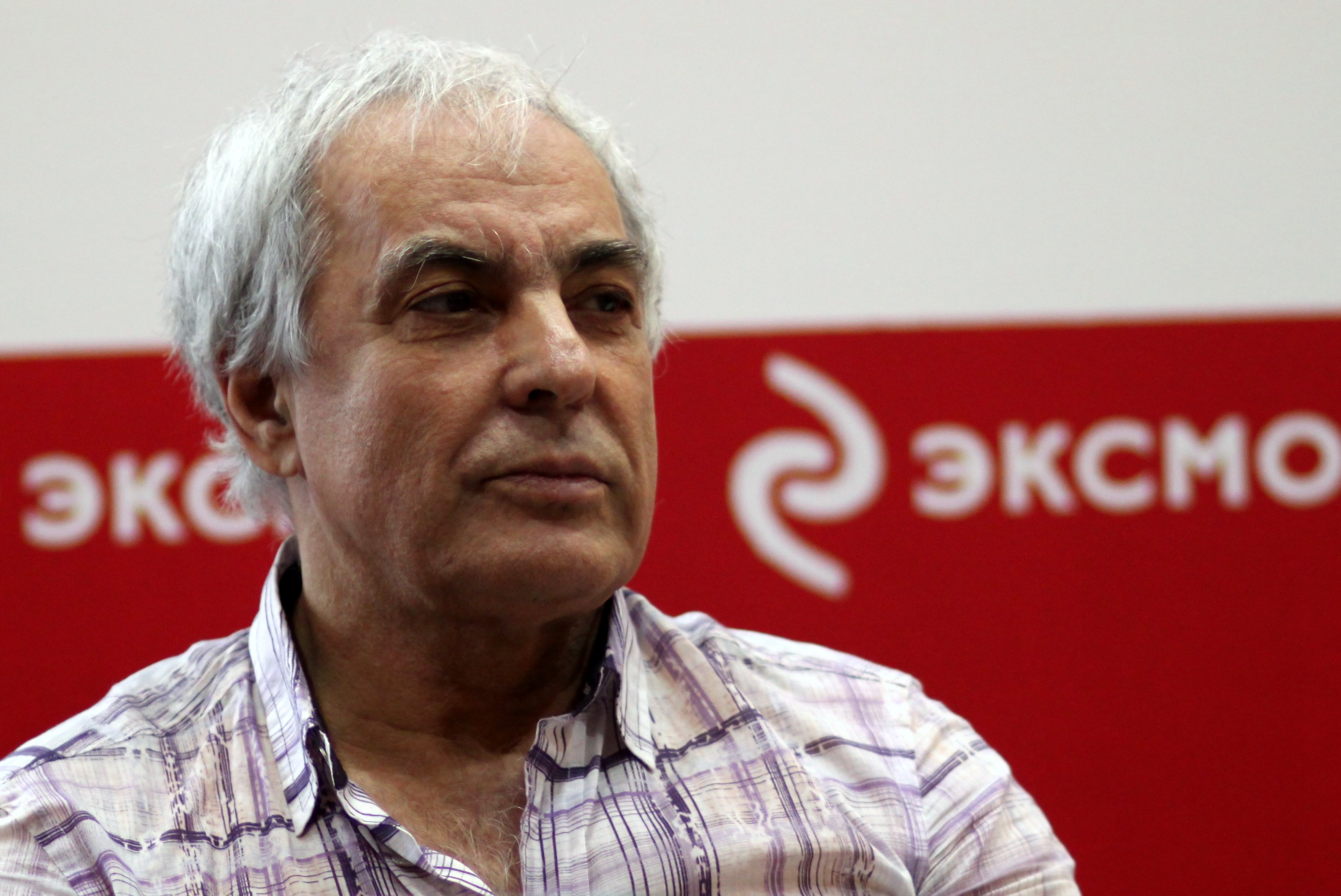
Юрий Никитин

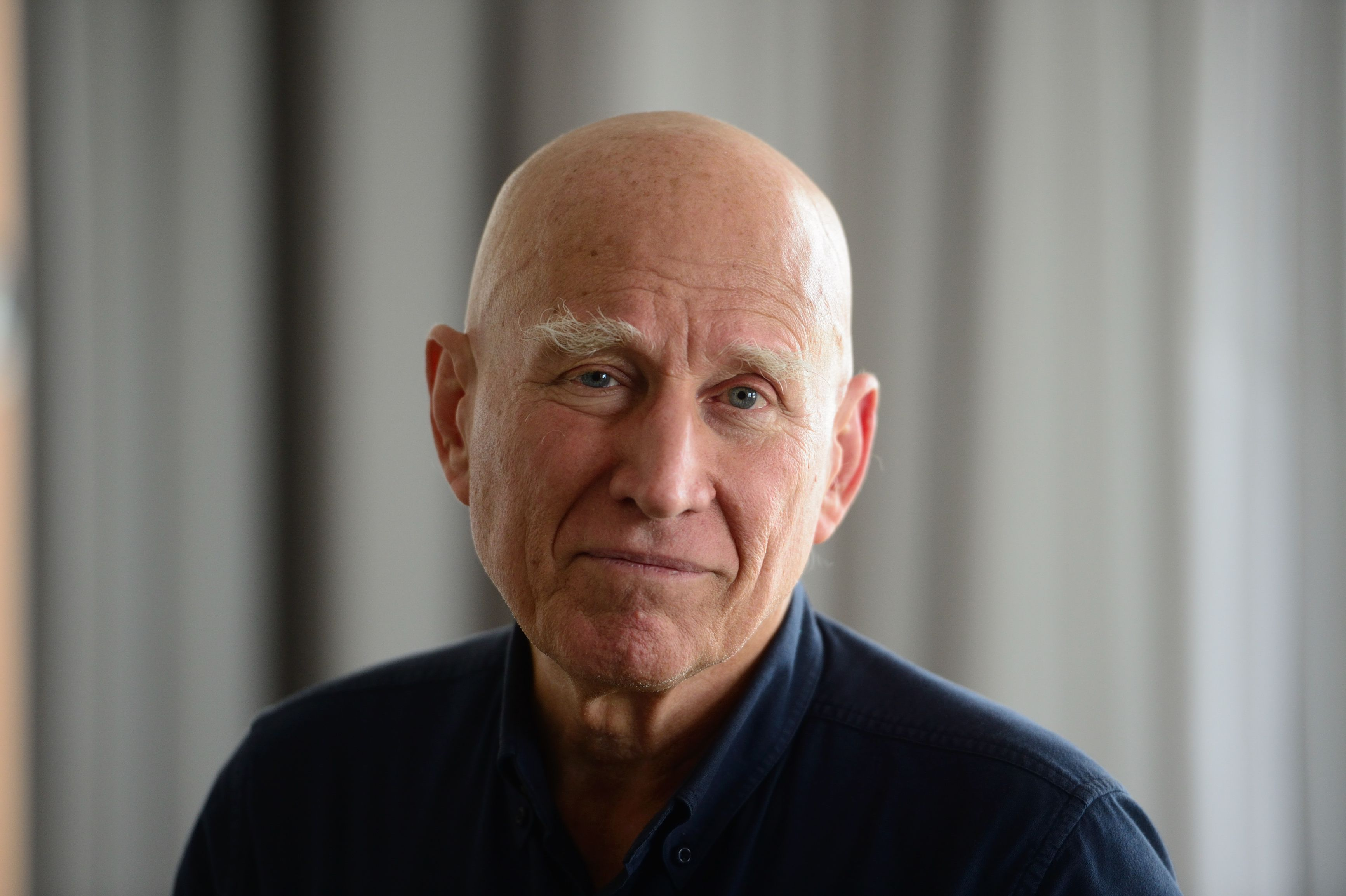
Себастьян Салгаду

- Бережной, Александр Николаевич (67) — советский футболист[117].
- Березников, Николай Николаевич (34) — российский спринтер; погиб на российско-украинской войне (о смерти объявлено в этот день)[118].
- Гайар, Мэри (86) — американский физик-теоретик, член НАН США (1991)[119].
- Де Деус, Луис[порт.] (86) — бразильский политик, член Палаты депутатов (2013—2015)[120].
- Лахдар-Хамина, Мохаммед (95) — алжирский кинорежиссёр и сценарист[121].
- Никитин, Юрий Александрович (Гай Юлий Орловский) (85) — советский и российский писатель-фантаст[122].
- Салгаду, Себастьян (81) — бразильский фотожурналист[123].
- Саракоглу, Рушду[тур.] (77) — турецкий экономист и политик, управляющий Центрального банка Турецкой Республики (1987—1993), депутат Великого национального собрания[124].
- Халоупка, Павел (66) — чехословацкий футболист и футбольный тренер, игрок национальной сборной[125].
- Хаммад, Якин (11) — палестинская гуманитарная активистка и инфлюэнсер; погибла в результате авиаудара ЦАХАЛ по городу Дейр-эль-Балах[126].
- Шейне, Анн (86) — французская писательница[127].
- Эстиме, Жан-Робер[англ.] (83) — гаитянский политик, министр иностранных дел (1982—1985)[128].

## 22 мая

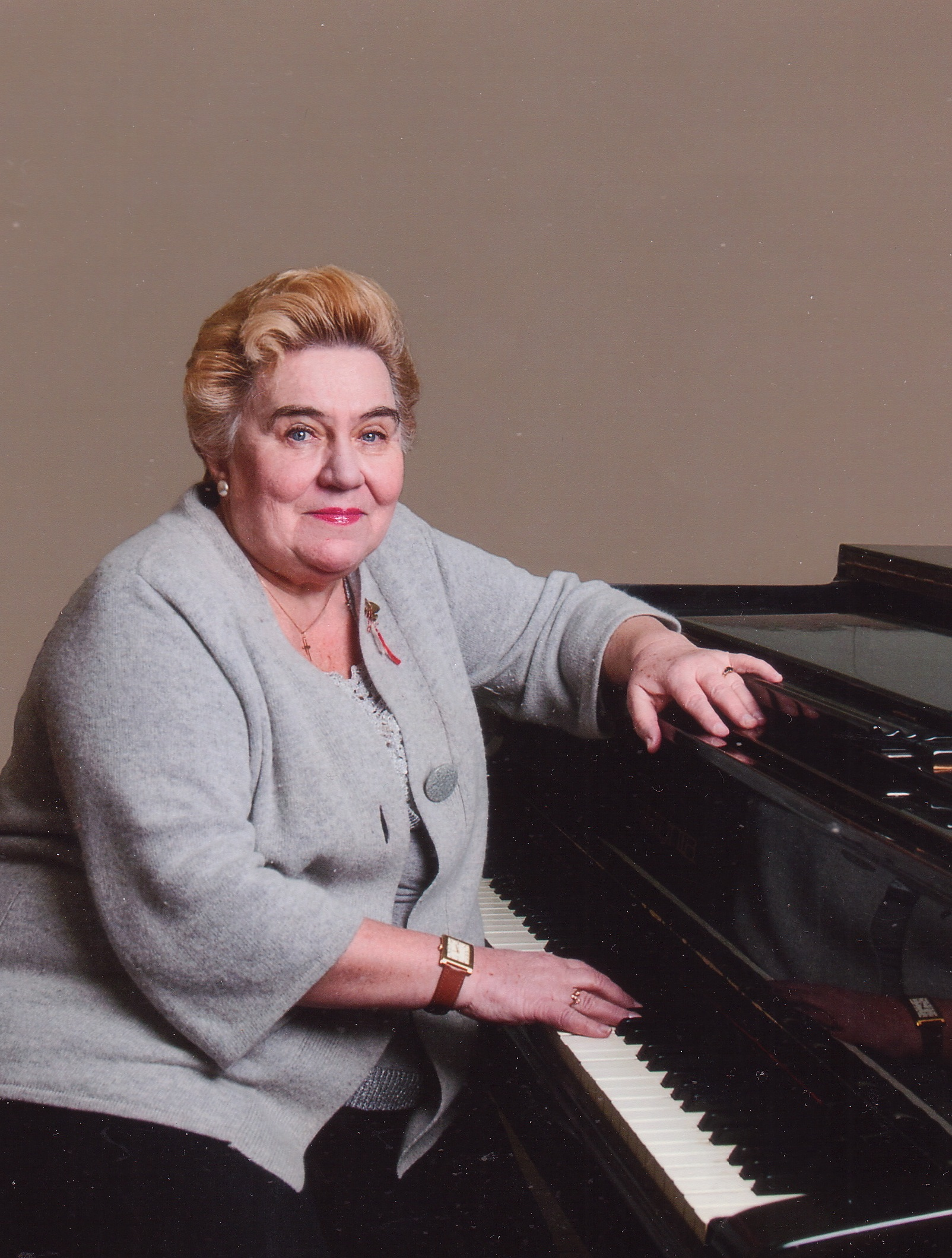
Тамара Гнатив

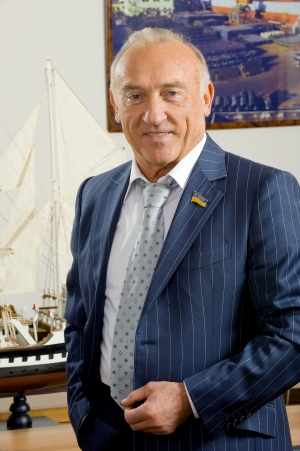
Юрий Крук

Альфредо Паласио Гонсалес

Аманда Филдинг

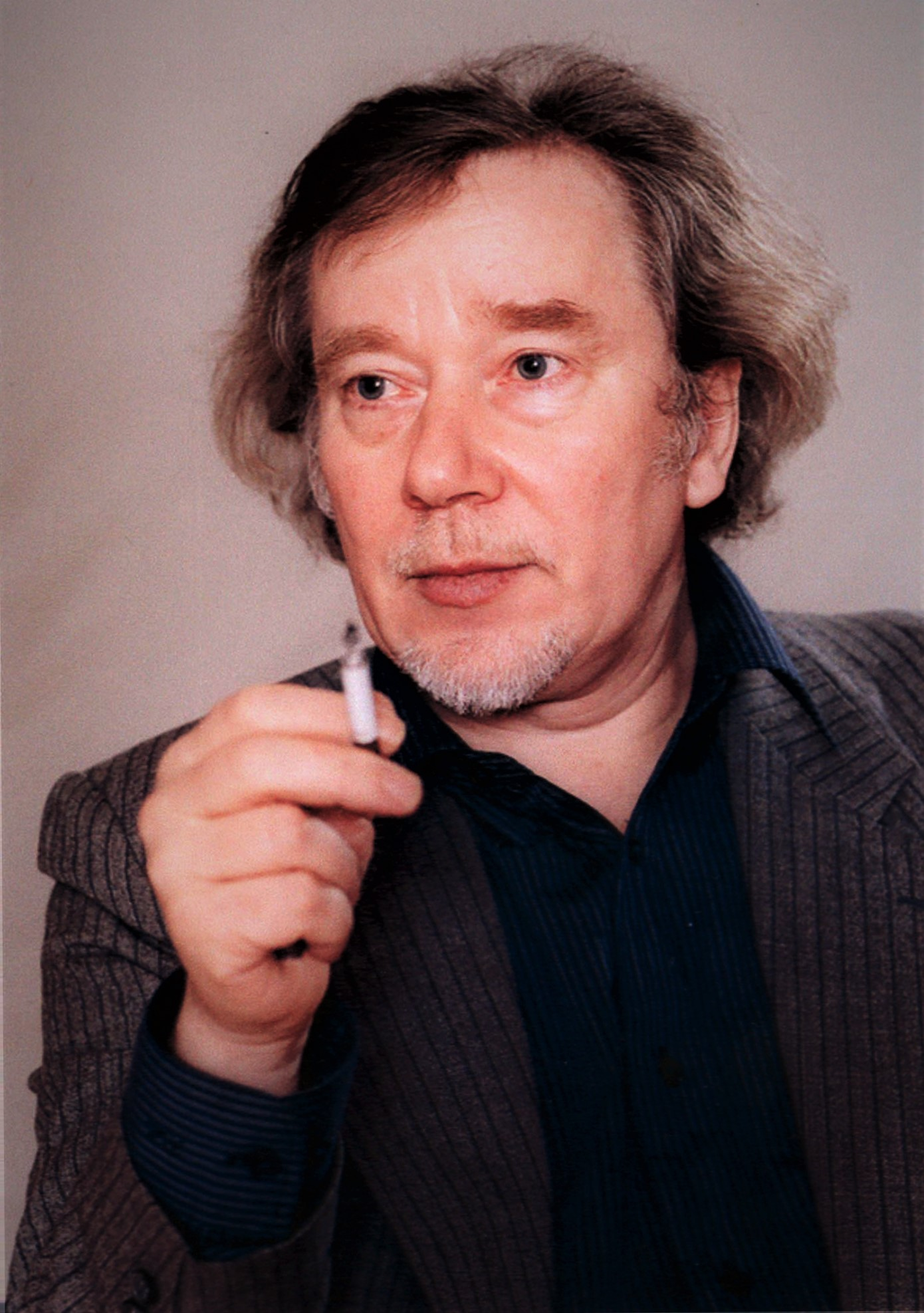
Станислав Шавловский

- Бершайд, Эллен[англ.] (88) — американский психолог, автор модели эмоций в отношениях[англ.][129].
- Бешара, Эванилду[порт.] (97) — бразильский грамматик и филолог, член Бразильской академии литературы (2000)[130].
- Браунворт, Виктория[англ.] (69) — американская журналистка и писательница[131].
- Бухаров, Владимир Семёнович (74) — советский и российский актёр, народный артист Российской Федерации (2024)[132].
- Ван Тао[кит.] (93) — китайский политик, министр нефтяной промышленности (1985—1988), генеральный директор CNPC (1988—1996)[133].
- Гнатив, Тамара Франковна (89) — советский и украинский музыковед, профессор НМАУ[134].
- Крук, Юрий Борисович (83) — украинский политик, депутат Верховной рады (1994—2014)[135].
- Паласио Гонсалес, Альфредо (86) — эквадорский политический деятель, вице-президент (2003—2005), президент (2005—2007)[136].
- Паттерсон, Джеймс Ллойдович (91) — русский поэт, в детстве — киноактёр[137].
- Стеенструп, Мортен[норв.] (72) — норвежский политический деятель, депутат Стортинга (1981—1989)[138].
- Фернандес Файнгольд, Уго[исп.] (78) — уругвайский политический деятель, вице-президент (1998—2000)[139].
- Фербингер, Бургль[нем.] (79) — западногерманская горнолыжница, участница Олимпийских игр (1964, 1968), бронзовый призёр чемпионата мира (1966)[140].
- Филдинг, Аманда (82) — британский реформатор наркополитики[141].
- Чесноков, Николай Николаевич (68) — российский деятель образования, ректор Московской государственной академии физической культуры (с 2023)[142].
- Шавловский, Станислав Семёнович (80) — советский и российский театральный художник[143].
- Шоуп, Гертруда[англ.] (99) — южноафриканский политик, депутат Национальной ассамблеи (1994—1999)[144].

## 21 мая

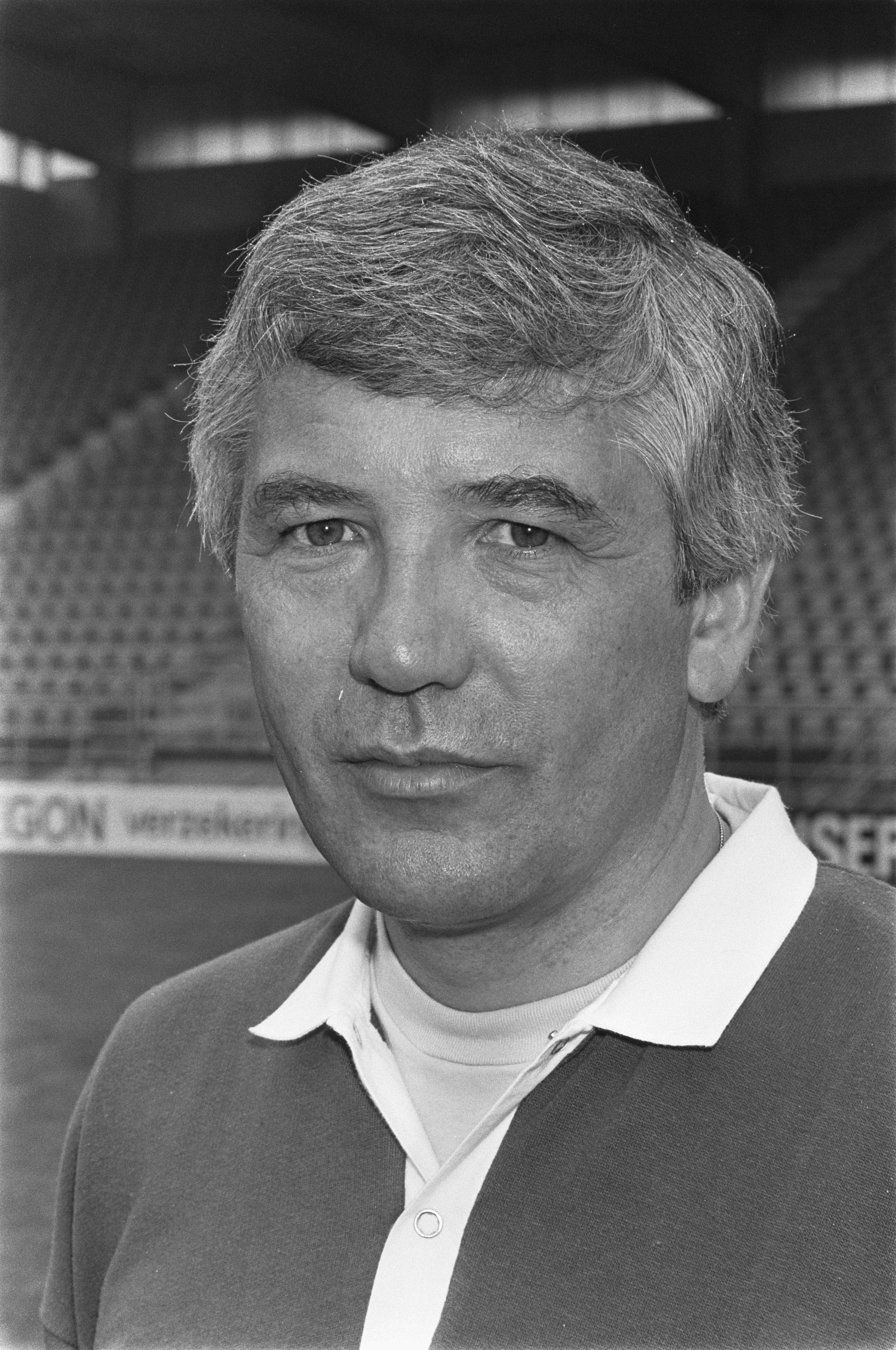
Нол де Рёйтер

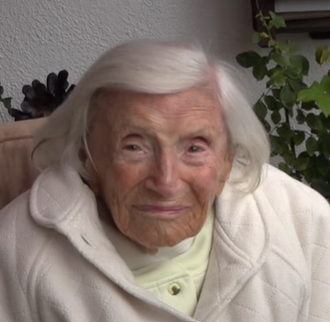
Марта Кон

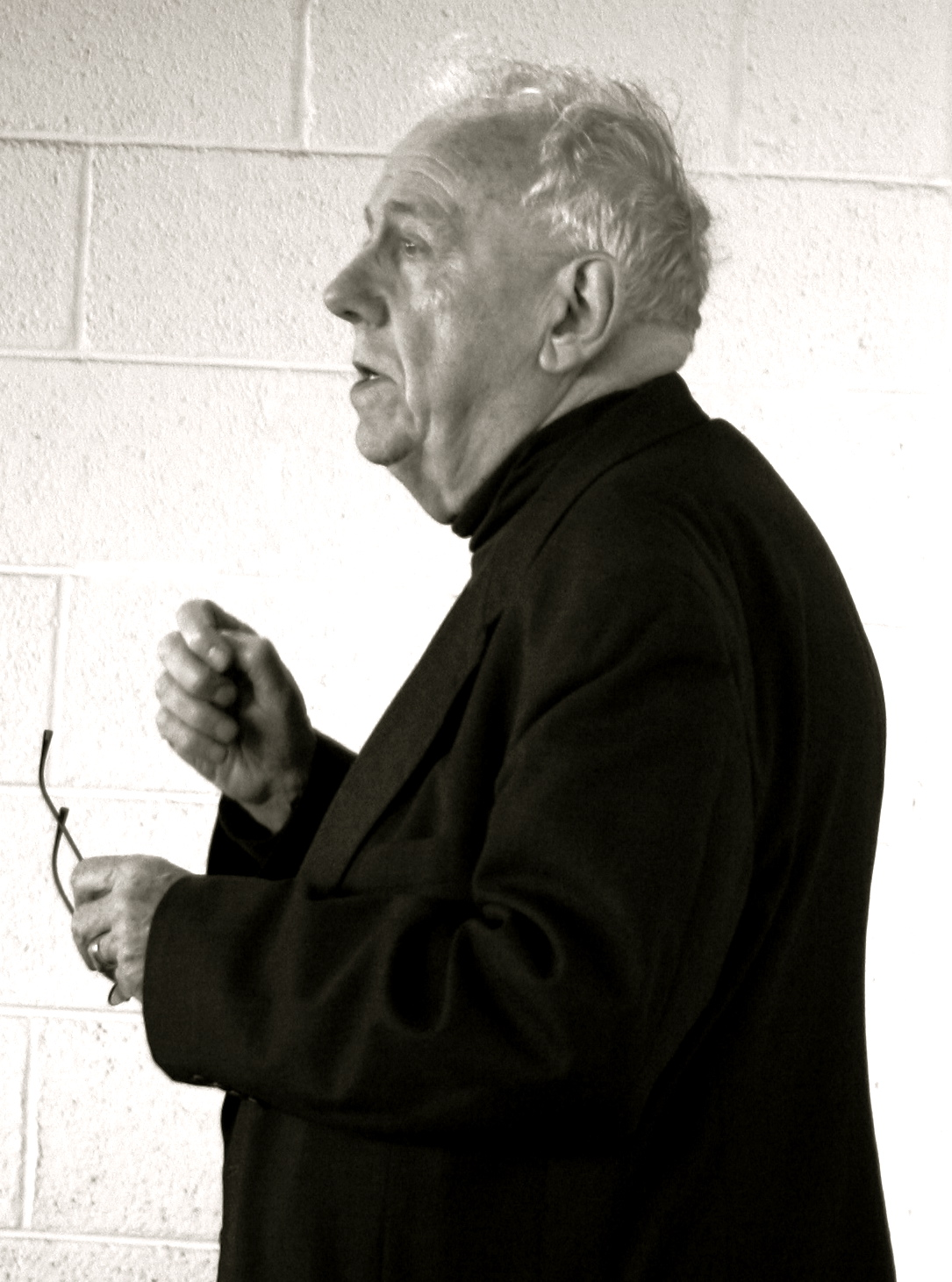
Аласдер Макинтайр

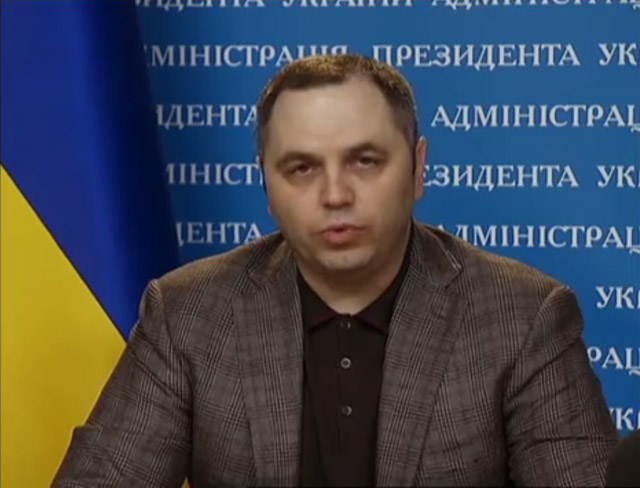
Андрей Портнов

- Гурбанов, Джаваншир Кязим оглы (77) — азербайджанский спортивный функционер[145].
- Гурский, Лешек[пол.] (63) — польский пловец, серебряный призёр чемпионата Европы (1981), участник Олимпийских игр (1980)[146].
- Де Рёйтер, Нол (85) — нидерландский футболист и футбольный тренер[147].
- Доу, Нэнси[англ.] (76) — первая леди Либерии (1980—1990), вдова Сэмюэла Доу[148].
- Дюваль, Доринья (96) — бразильская актриса[149].
- Кон, Марта (105) — французская писательница, медсестра, разведчица, пережившая Холокост[150].
- Конноли, Джерри[англ.] (75) — американский политический деятель, член Палаты представителей (с 2009), председатель Парламентской ассамблеи НАТО (2020—2022, 2024)[151].
- Лебедев, Кирилл Вадимович (33) — российский хоккеист[152].
- Макинтайр, Аласдер (96) — британо-американский философ[153].
- Монтенегро, Глория[исп.] (69) — перуанский политик, депутат Конгресса Республики (2016—2019), министр по делам женщин и уязвимых групп населения (2019—2020)[154].
- Портнов, Андрей Владимирович (51) — украинский политик, депутат Верховной рады (2006—2010); убийство[155].
- Рао, Намбала Кешава[англ.] (69) — индийский политик, генеральный секретарь ЦК Компартии Индии (маоистской) (с 2018); убийство[156].
- Репина, Надежда Алексеевна (78) — советская и российская киноактриса, кинорежиссёр и сценарист[157].
- Сафронов, Александр Александрович (74) — советский и российский актёр, режиссёр и переводчик[158].
- Уильямс, Билли (95) — английский кинооператор, лауреат премии «Оскар» (1983)[159].
- Усуи, Масу (114) — японская супердолгожительница[160].
- Формеля, Мирослав (46) — польский бегун на средние дистанции, серебряный призёр Кубка Европы (2003)[161].
- Шевелёв, Виктор Михайлович (85) — советский хоккеист[162].
- Шёне, Альбрехт[нем.] (99) — немецкий филолог-германист[163].

## 20 мая

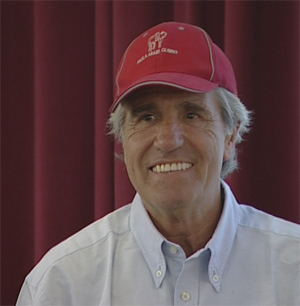
Нино Бенвенути

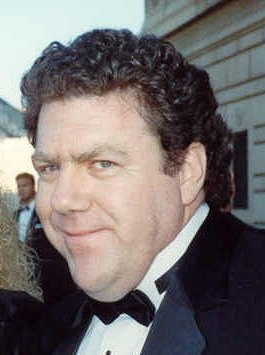
Джордж Вендт

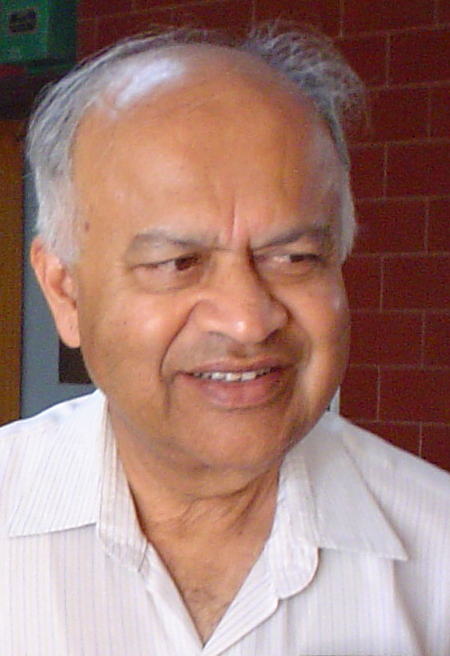
Джайант Нарликар

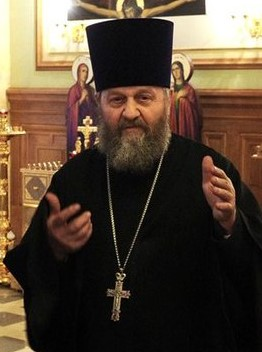
Владимир Сорокин

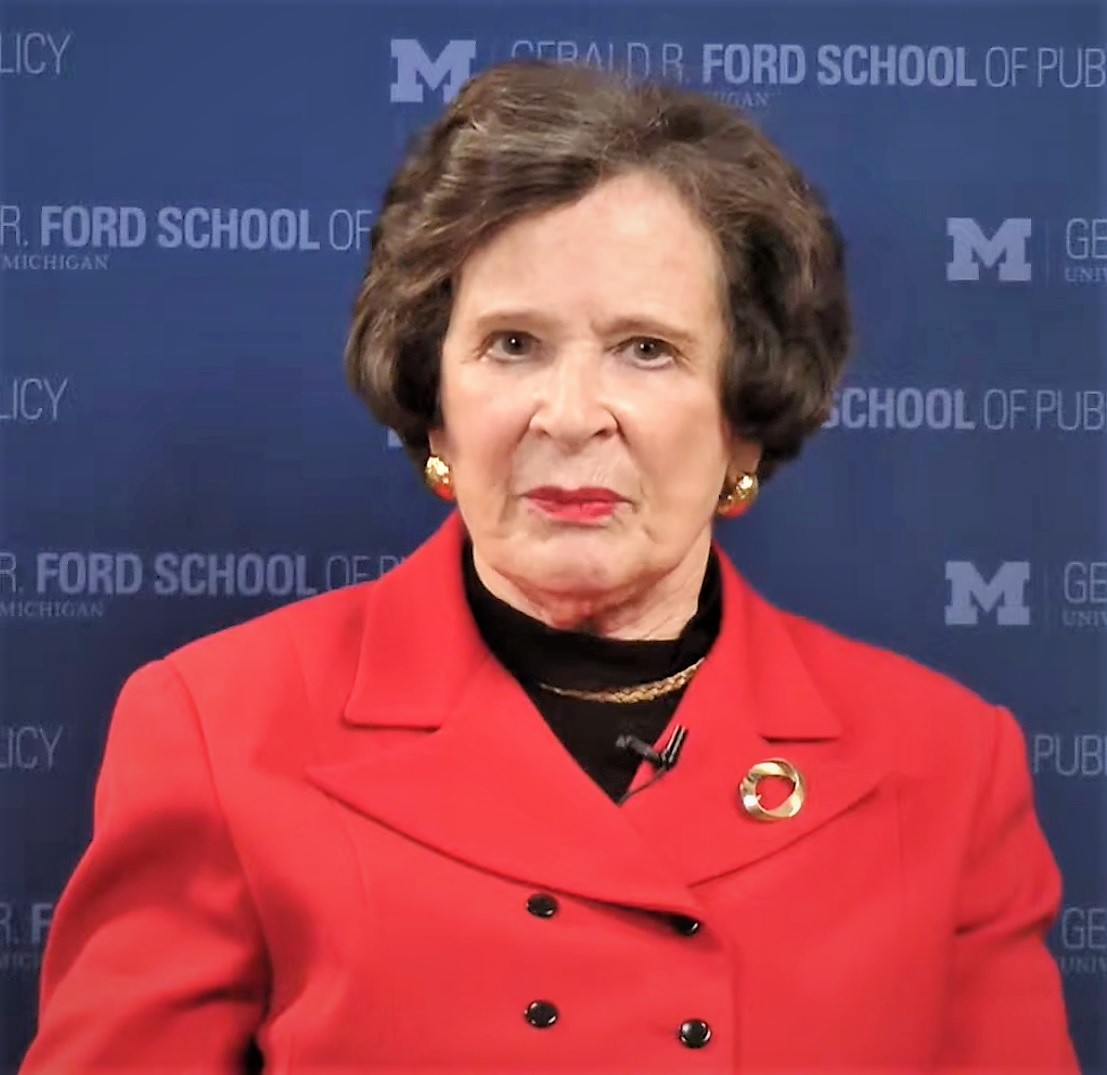
Марина Уитмен

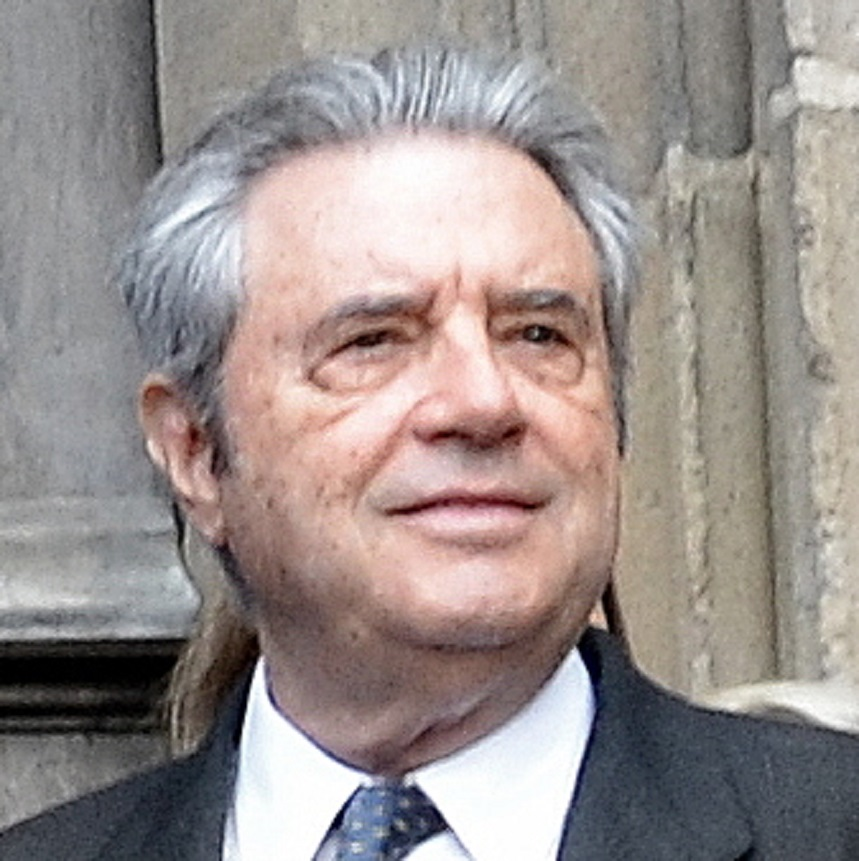
Франсиско де Бурбон-и-Эскасани

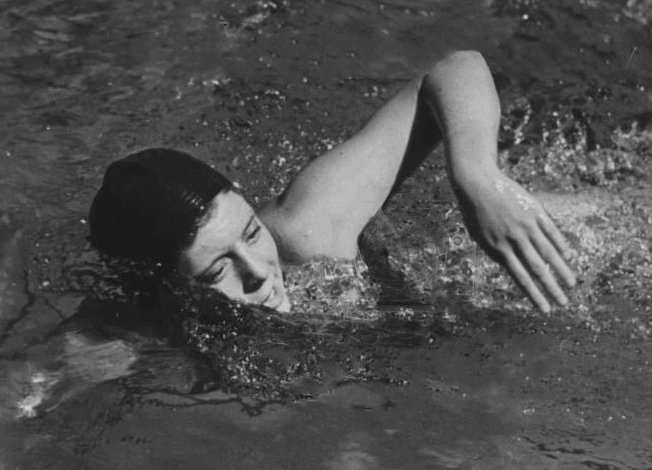
Джоан Харрисон

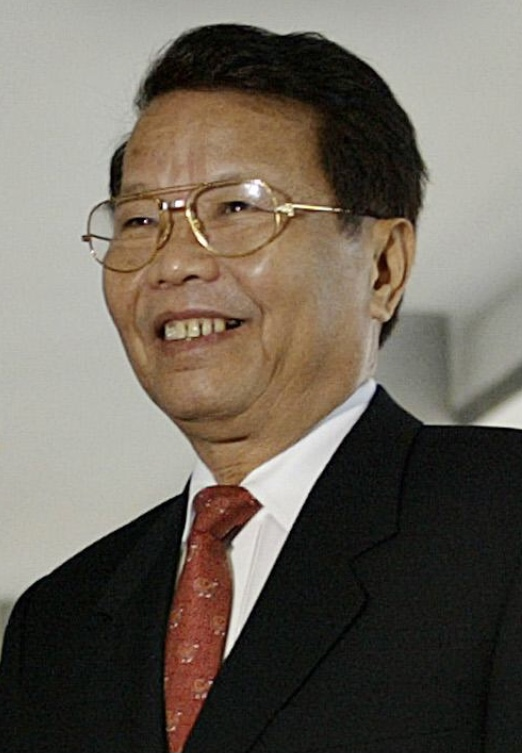
Чан Дык Лыонг

- Абдулла, Ахмадшах[малайск.] (78) — малайзийский политик, губернатор Сабаха (2003—2010)[164].
- Артур, Кей (91) — американская проповедница, писательница и религиозный деятель[165].
- Бенвенути, Нино (87) — итальянский боксёр, чемпион Олимпийских игр (1960), двукратный чемпион Европы (1957, 1959)[166].
- Вендт, Джордж (76) — американский актёр и комик[167].
- Джеймс, Уиллард Дональд[англ.] (97) — американский математик, соавтор оценки Джеймса — Стейна[англ.][168].
- Дилли, Лесли (84) — британский арт-директор и художник-постановщик, лауреат премий «Оскар» (1978, 1982)[169].
- Кинда, Гади (31) — израильский футболист, игрок национальной сборной[170].
- Кондо, Минэ (114) — японская супердолгожительница[171].
- Луми, Харри Вальтерович[эст.] (92) — советский и эстонский политический деятель и предприниматель, председатель Таллинского горисполкома (1984—1990)[172].
- Нарликар, Джайант (86) — индийский астрофизик и писатель[173].
- Нотли, Элис[англ.] (79) — американская поэтесса[174].
- О’Флинн, Патрик[англ.] (59) — британский журналист и политический деятель, депутат Европейского парламента (2014—2019) (о смерти объявлено в этот день)[175].
- Осорес, Мариано[исп.] (98) — испанский режиссёр и сценарист[176].
- Сорокин, Владимир Устинович (86) — протоиерей РПЦ, настоятель Князь-Владимирского собора (с 1997)[177].
- Третов, Майкл (80) — шведский звукорежиссёр[178].
- Уитмен, Марина (90) — американский экономист и предприниматель, дочь Джона фон Неймана[179].
- Уоллес, Биргитта[англ.] (91) — канадский археолог[180].
- Фаррэлл, Алек[англ.] (89) — английский футболист (о смерти объявлено в этот день)[181].
- Франсиско де Бурбон-и-Эскасани (81) — испанский аристократ и предприниматель[182].
- Харрисон, Джоан (89) — южноафриканская пловчиха, олимпийская чемпионка (1952)[183].
- Чан Дык Лыонг (88) — вьетнамский политический и государственный деятель, президент (1997—2006)[184].
- Швайштейн, Моисей Хаимович (88) — советский и российский скрипач и музыкальный педагог[185].
- Шкаликов, Александр Валентинович (54) — российский боксёр, четырёхкратный чемпион России (1992—1995)[186].

## 19 мая

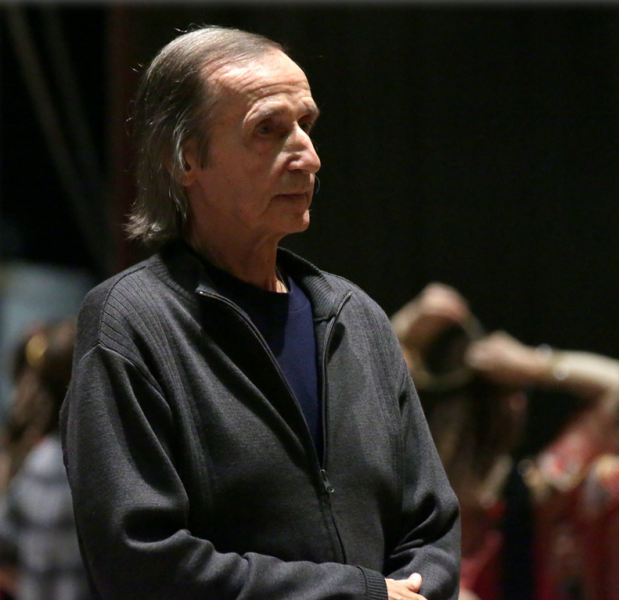
Юрий Владимиров

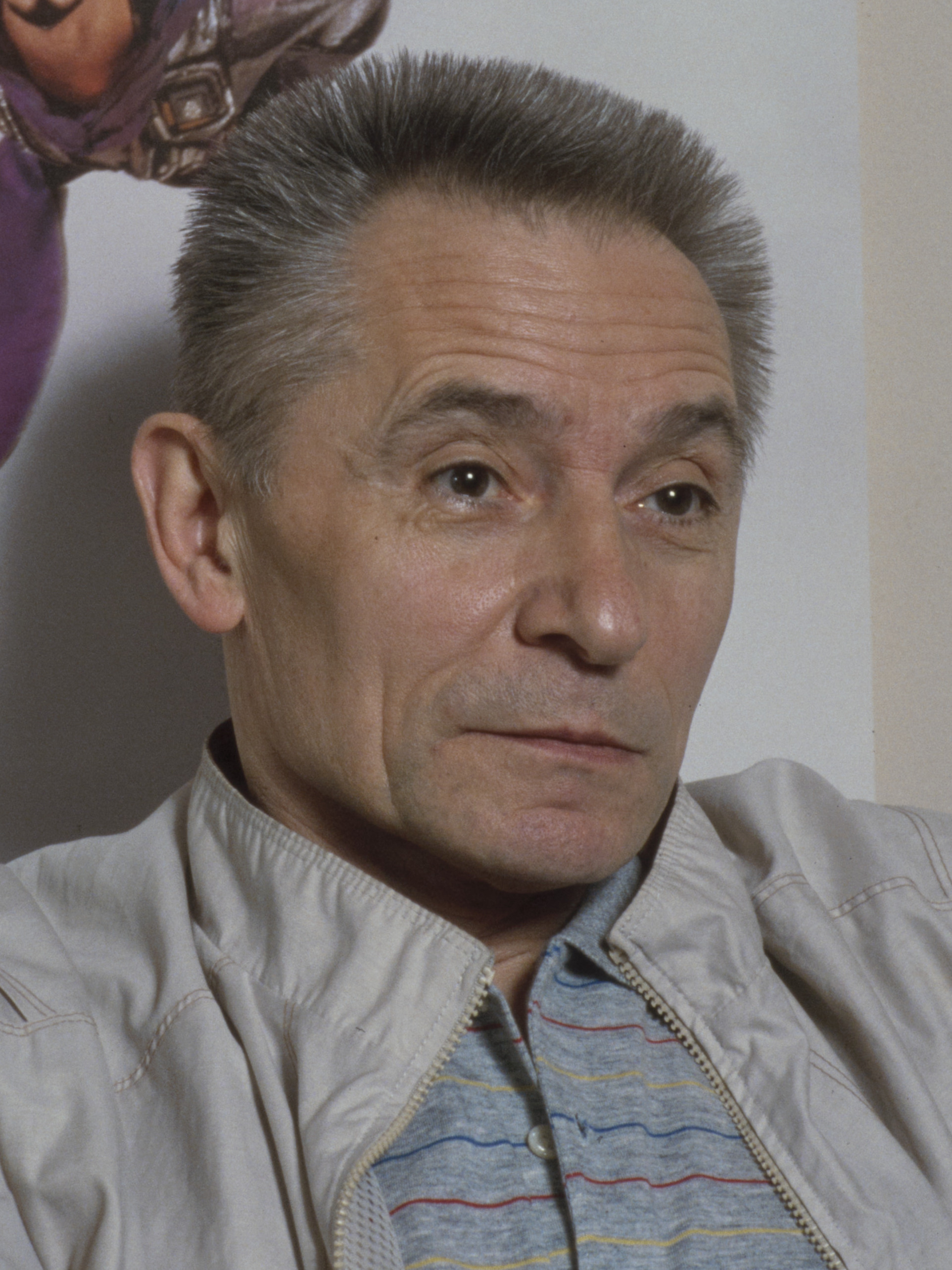
Юрий Григорович

Георг Лейтманн

- Акаагергер, Джозеф[англ.] (69) — нигерийский политический деятель, сенатор (2007—2011)[187].
- Батюнин, Виктор Иванович (92) — советский военачальник, генерал-майор артиллерии (1976)[188].
- Бахадынлы, Юсуф Зия[тур.] (97) — турецкий политический деятель, депутат Великого национального собрания (1965—1969)[189].
- Вигель, Ханс[нидерл.] (83) — нидерландский политический деятель, министр внутренних дел и вице-премьер (1977—1981)[190].
- Владимиров, Юрий Кузьмич (83) — советский и российский артист балета и хореограф, солист Большого театра (1962—1987), народный артист СССР (1987)[191].
- Гетти, Арч (74) — американский историк-советолог[192].
- Гина, Георгий Николаевич (93) — советский и украинский дирижёр, композитор, скрипач и музыкальный педагог, народный артист Украины (2002)[193].
- Григорович, Юрий Николаевич (98) — советский и российский хореограф и балетмейстер, главный балетмейстер Большого театра (1964—1995), народный артист СССР (1973), Герой Социалистического Труда (1986), кавалер ордена Святого апостола Андрея Первозванного (2017)[194].
- Клавель, Аурора (88) — мексиканская актриса[195].
- Лейтманн, Георг (99) — американский физик и инженер[196].
- О’Хаган, Тимоти (80) — британский философ[197].
- Родригес, Игнасио (68) — мексиканский футболист и футбольный тренер, игрок национальной сборной[198].
- Хьюз, Кэтлин (96) — американская актриса[199].

## 18 мая
- Блок-Миримская, Ольга Ивановна (70) — советская и российская актриса, народная артистка Российской Федерации (2006)[200].
- Граузо, Никола[итал.] (76) — итальянский предприниматель и издатель[201].
- Игнатенко, Людмила Сергеевна[укр.] (82) — советская и украинская актриса, заслуженная артистка Украинской ССР (1978)[202].
- Кабанов, Александр Анатольевич (69) — советский и российский актёр[203].
- Колядин, Александр Михайлович (76) — российский муниципальный деятель, мэр Благовещенска (1996—2004)[204].
- Мерриман, Энн[англ.] (90) — британский врач, внесшая значительный вклад в развитие медицины в Африке[205].
- Ночёвкин, Анатолий Петрович (96) — советский партийный и политический деятель, первый секретарь Одесского обкома КПСС (1983-1988), член ЦК КПСС (1986—1989), депутат Совета Союза Верховного Совета СССР 11 созыва (1984—1989)[206].
- О’Брайен, Билл[англ.] (96) — британский политик, член Палата общин (1983—2005)[207].
- Пикула, Наталья Владимировна (51) — российская актриса[208].
- Поморов, Сергей Борисович (69) — советский и российский архитектор[209].
- Степанов, Николай Фёдорович (90) — советский и российский химик, заслуженный профессор МГУ (1998), заслуженный деятель науки Российской Федерации (1999)[210].
- Тилл, Джеймс[англ.] (93) — канадский биофизик, член Лондонского королевского общества (2000)[211].
- Эпштейн, Лесли[англ.] (87) — американский писатель[212].

## 17 мая

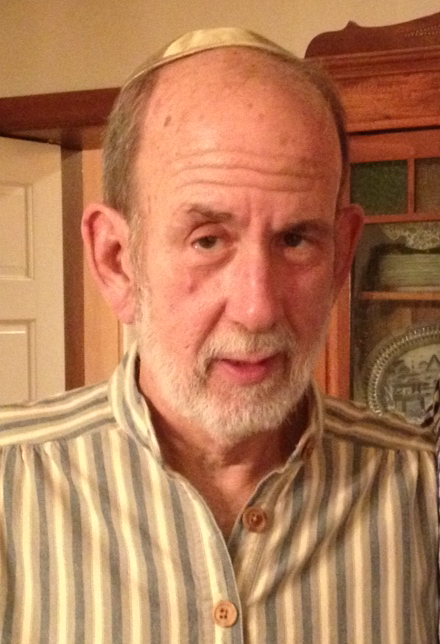
Майкл Ледин

- Веласкес Альварай, Луис[исп.] (71) — венесуэльский политик, депутат Национальной ассамблеи (2000—2004)[213].
- Дуркан, Пол[англ.] (80) — ирландский поэт[214].
- Исмаил, Горгис[араб.] (82) — иракский футболист[215].
- Казак, Али[араб.] (77) — палестинский дипломат[216].
- Кучеренко, Игорь Михайлович (77) — советский и российский политический деятель, народный депутат РСФСР/России (1990—1993)[217].
- Ледин, Майкл (83) — американский историк и философ[218].
- Орт, Элизабет[нем.] (89) — австрийская актриса[219].
- Основский, Анджей[пол.] (76) — польский политический деятель, депутат Сейма (1997—2001)[220].
- Славитт, Дэвид Ритман[англ.] (90) — американский писатель, поэт и переводчик[221].
- Werenoi[фр.] (31) — французский рэпер[222].

## 16 мая

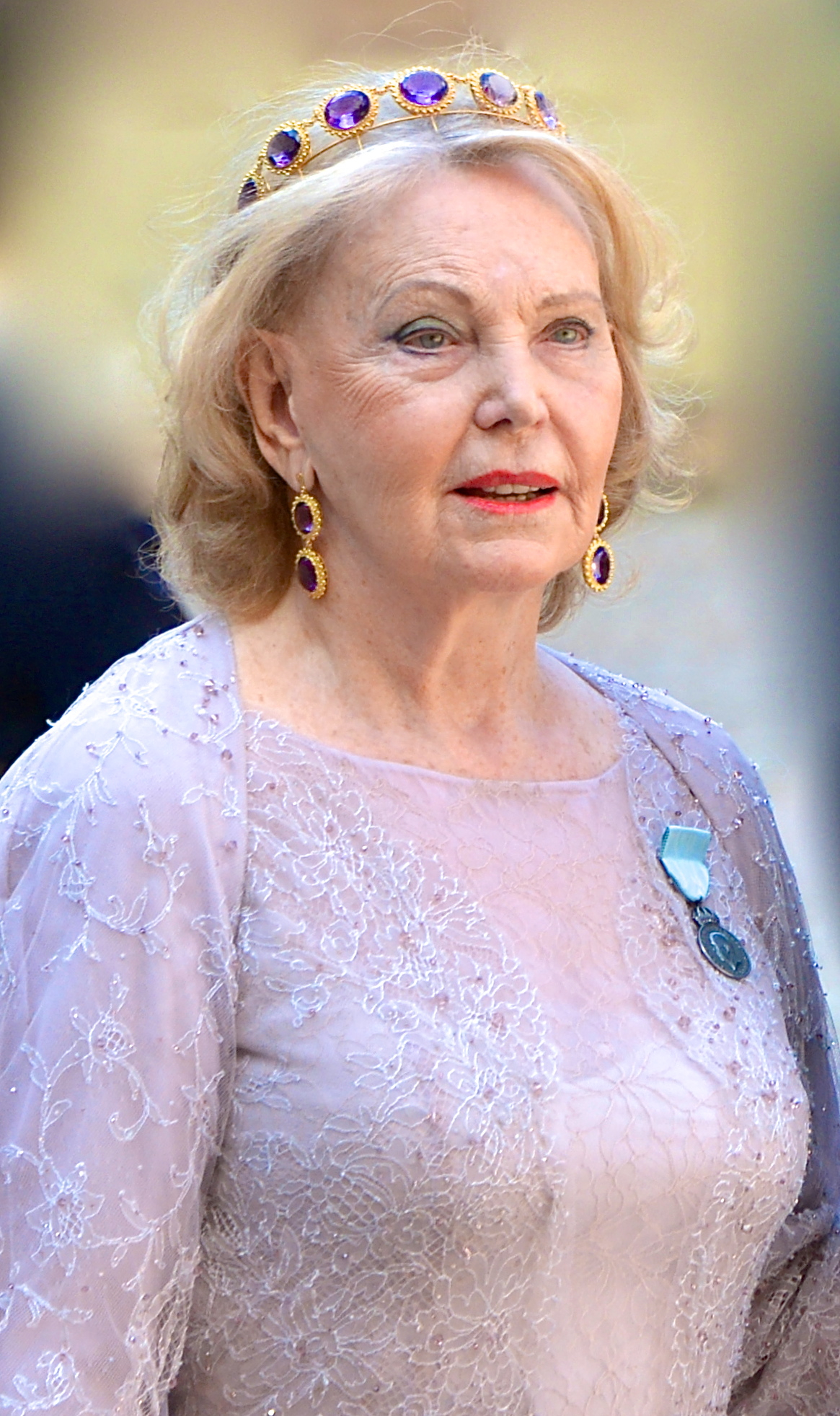
Марианна Бернадот

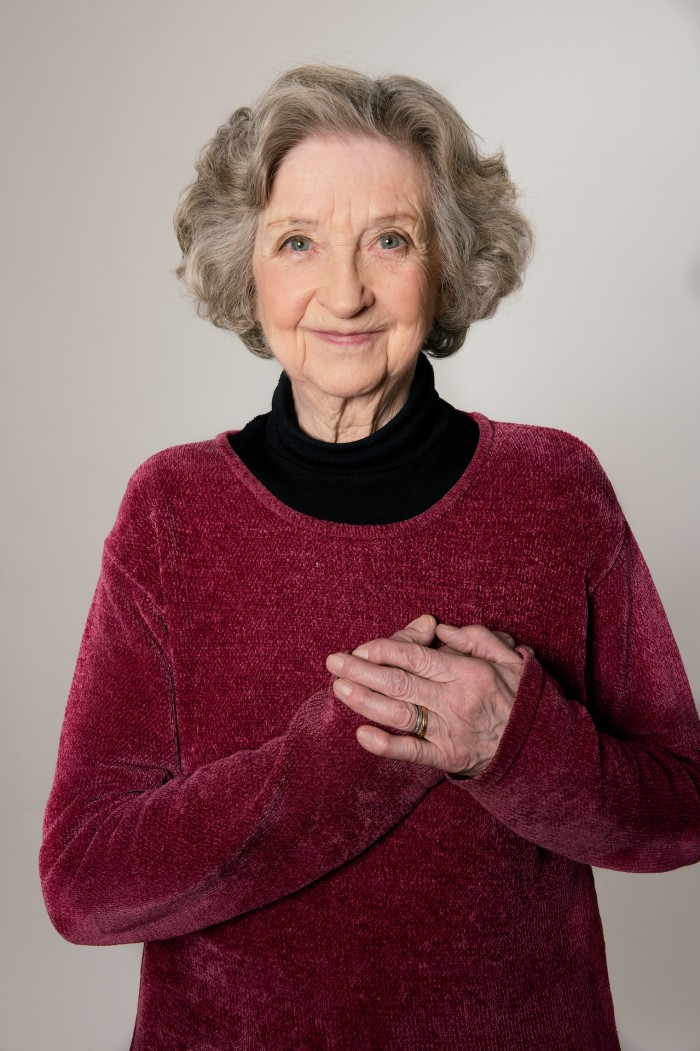
Мета Веландер

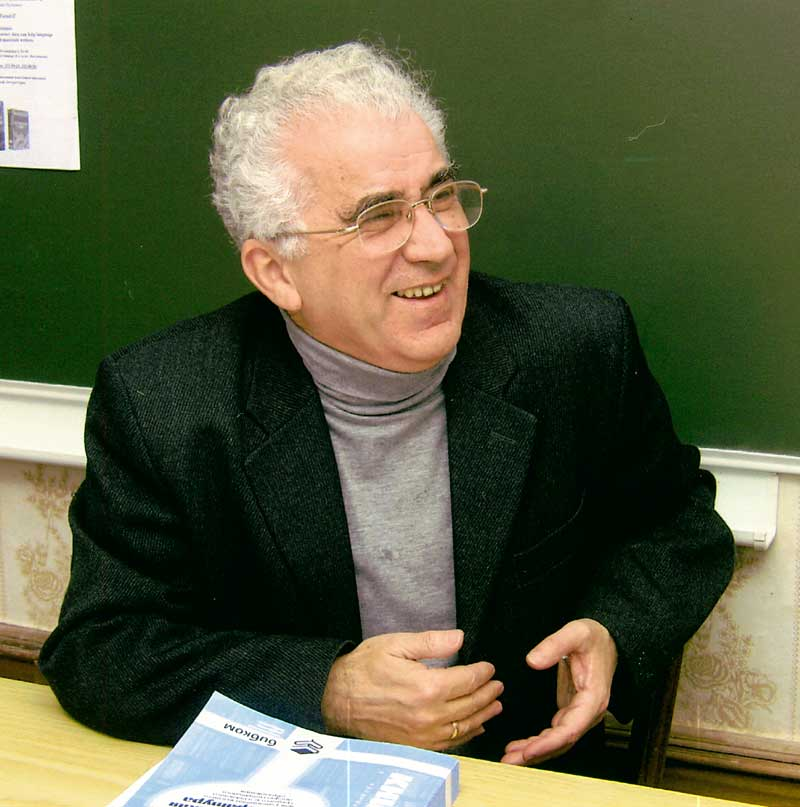
Виктор Кабакчи

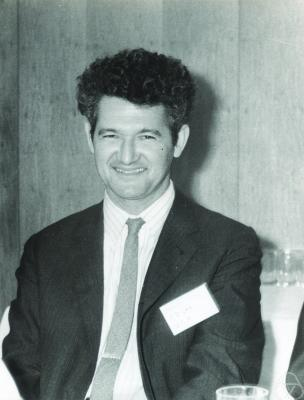
Питер Лакс

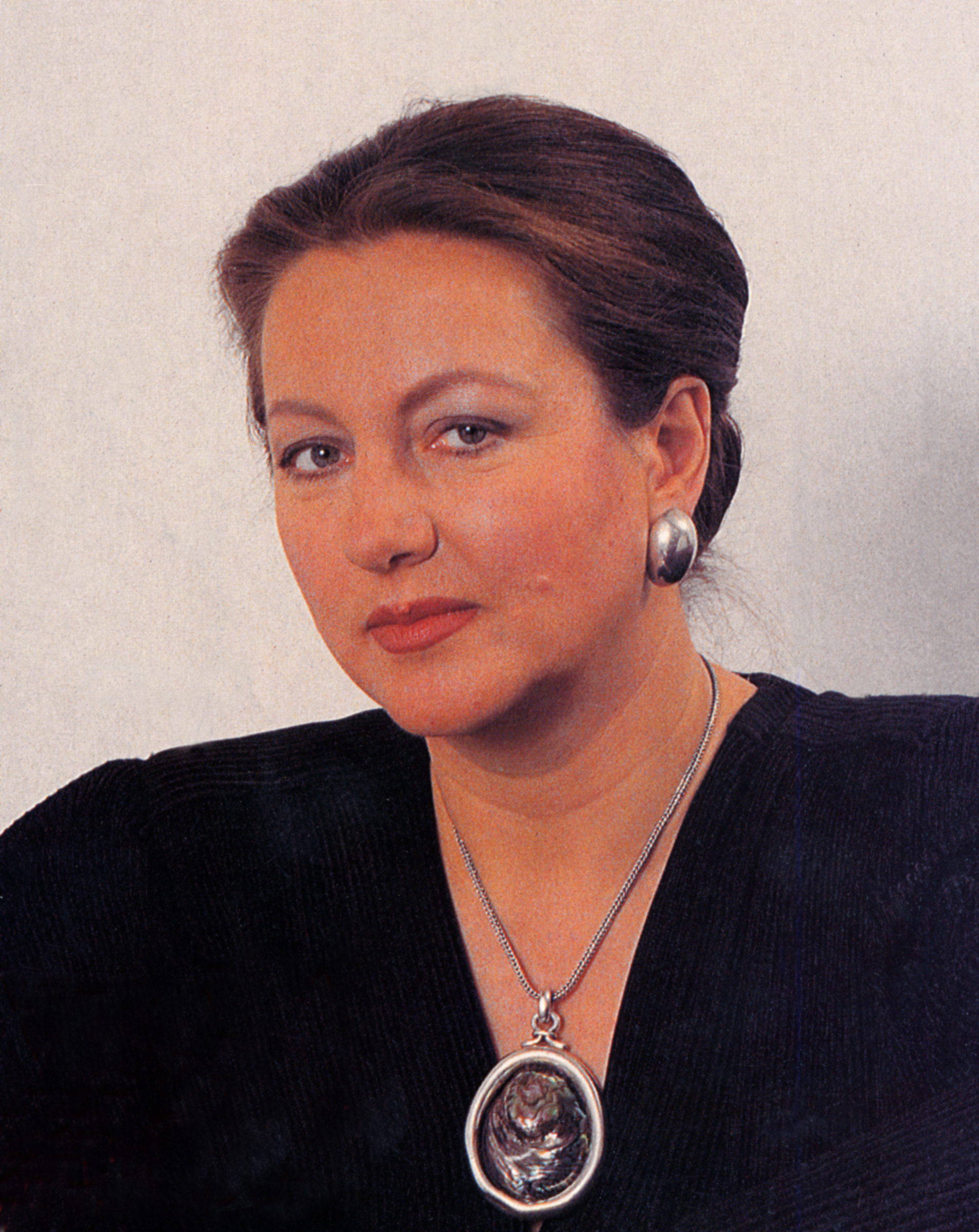
Ядвига Раппе

- Бернадот, Марианна (100) — шведская актриса, член шведской королевской семьи[англ.][223].
- Бонора, Рене[исп.] (73) — кубинский футболист, игрок национальной сборной, участник Олимпийских игр (1976) (о смерти объявлено в этот день)[224].
- Веландер, Мета (100) — шведская актриса[225].
- Голдман, Аллен[англ.] (87) — американский физик-экспериментатор, член НАН США (2007)[226].
- Грушко, Леонид Алексеевич (68) — советский политический деятель, депутат Верховного Совета СССР (1984—1989)[227].
- Деннис, Шон (55) — шотландский футболист и футбольный тренер[228].
- Джонсон, Милтон (75) — американский серийный убийца[229].
- Диак, Таппи[англ.] (94) — новозеландский регбист, игрок национальной сборной[230].
- Кабакчи, Виктор Владимирович (87) — советский и российский лингвист и филолог[231].
- Ключевский, Вячеслав Васильевич (85) — советский и российский травматолог и ортопед, заслуженный деятель науки Российской Федерации (1996)[232].
- Лакс, Питер (99) — американский математик, член НАН США (1970), иностранный член РАН (1991; иностранный член АН СССР c 1988), лауреат Абелевской премии (2005)[233].
- Палеев, Николай Романович (96) — советский и российский терапевт, академик АМН СССР / РАМН (1988—2013), академик РАН (2013)[234].
- Пападопулос, Манолис[англ.] (57) — греческий футболист[235].
- Раппе, Ядвига (73) — польская певица[236].
- Сутеман, Герард[нидерл.] (88) — нидерландский сценарист[237].
- Тайри, Энди (85) — североирландский политик, председатель Ассоциации обороны Ольстера (1973—1988)[238].
- Терлау, Ян[нидерл.] (93) — нидерландский государственный деятель и писатель, член Палаты представителей (1971—1981), министр экономики (1981—1982), сенатор (1999—2003)[239].

## 15 мая

Луиджи Альва

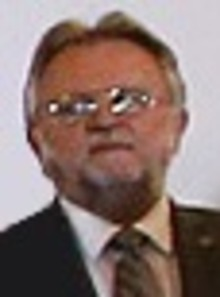
Душан Вуйович

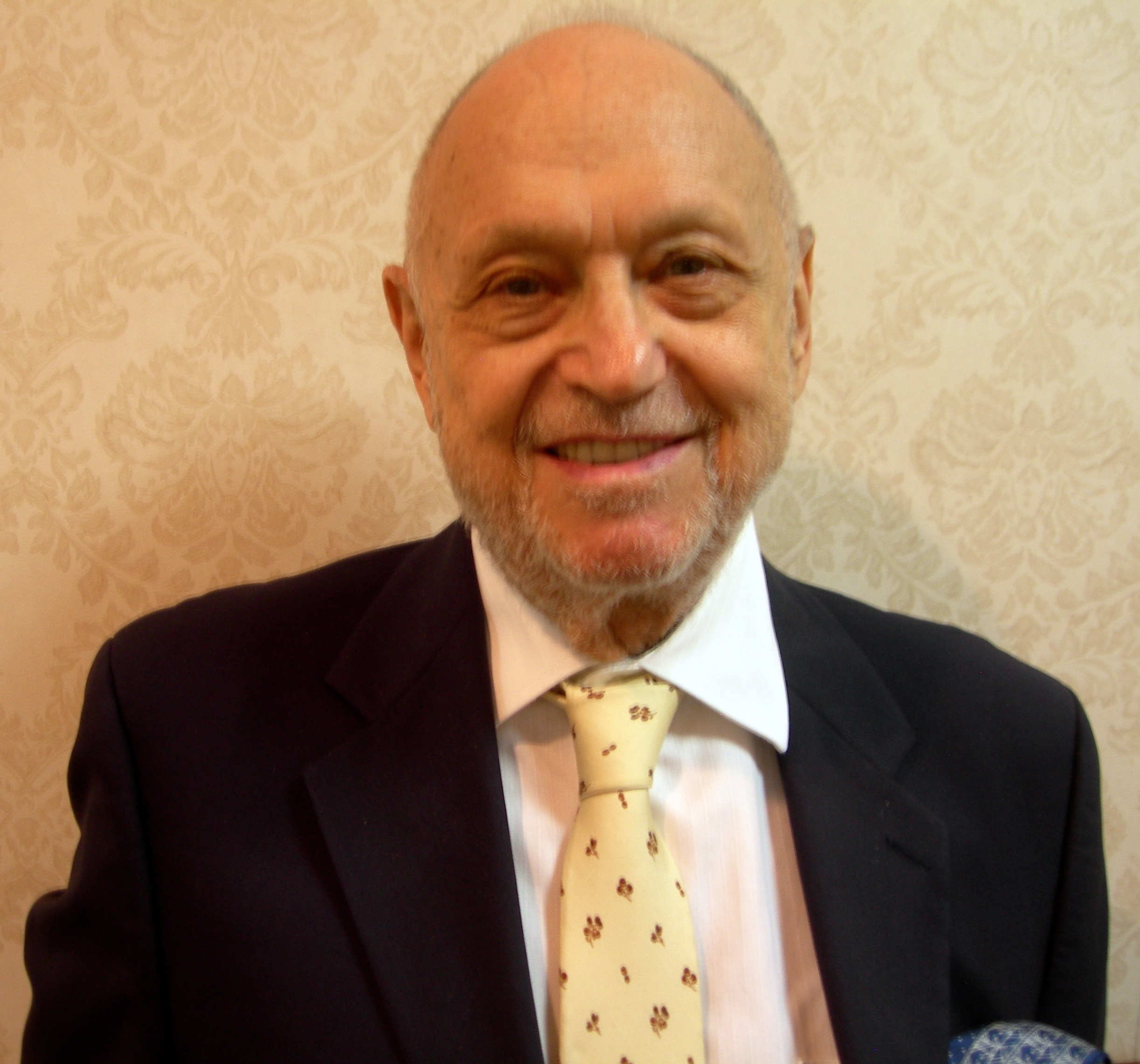
Чарльз Страуз

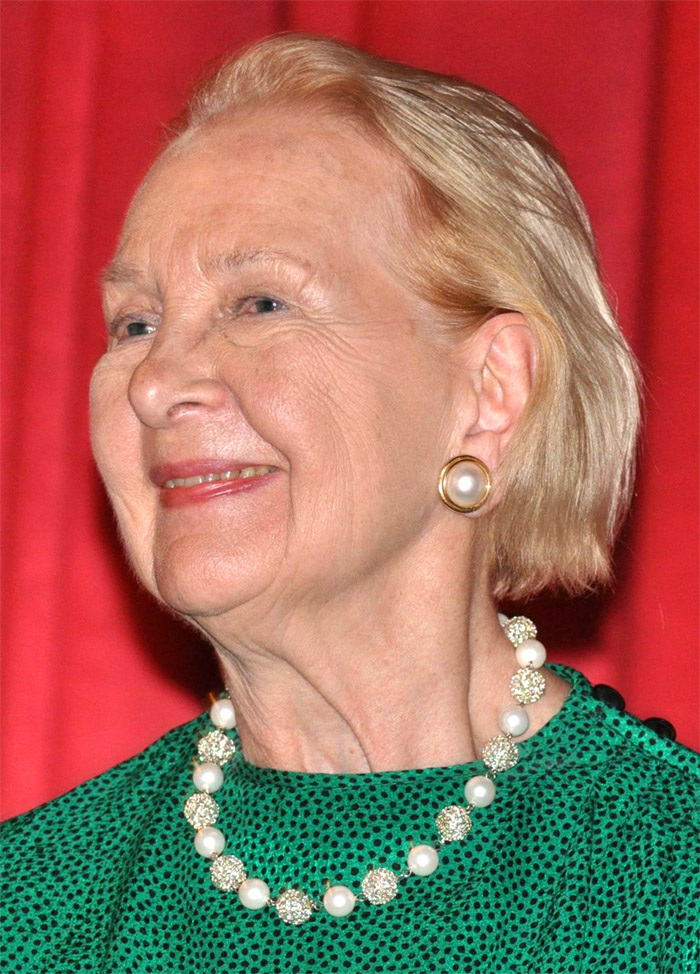
Тайна Элг

- Альва, Луиджи (98) — перуанский оперный певец (тенор)[240].
- Бононо, Анжелин Соланж[фр.] (50) — камерунская писательница[241].
- Бруннер, Томас[нем.] (64) — швейцарский политик депутат Национального совета (2019—2023)[242].
- Вагнер, Ханс-Георг[нем.] (86) — немецкий политик, депутат Бундестага (1990—2005)[243].
- Вуйович, Душан (73) — сербский экономист и государственный деятель, министр финансов (2014—2018)[244].
- Деляну, Кристина[рум.] (84) — румынская актриса[245].
- Джуниор Байлз[англ.] (77) — ямайский регги-исполнитель[246].
- Копиторн, Джудит[англ.] (85) — канадская поэтесса[247].
- Кошта Маседу, Тереза[порт.] (82) — португальский политик, депутат Ассамблеи Республики (1981)[248].
- Кюнде, Эмманюэль (68) — камерунский футболист и футбольный тренер, игрок национальной сборной[249].
- Лихнарас, Костас[греч.] (86) — греческий режиссёр[250].
- Озгентюрк, Али (79) — турецкий режиссёр, сценарист и продюсер[251].
- Пикар, Тьерри[фр.] (68) — французский регбист, игрок национальной сборной[252].
- Сальвадор, Монтсеррат[исп.] (97) — испанская актриса[253].
- Страуз, Чарльз (96) — американский композитор[254].
- Франческетти, Бруно[итал.] (84) — итальянский гимнаст, участник Олимпийских игр (1964, 1968)[255].
- Хёинк, Вильгельм (91) — немецкий дипломат, генеральный секретарь ОБСЕ (1993—1996)[256].
- Шиколенко, Наталья Ивановна (60) — советская и белорусская легкоатлетка (метание копья), серебряный призёр Олимпийских игр (1992), чемпионка мира (1995)[257].
- Элг, Тайна (95) — финско-американская актриса[258].

## 14 мая

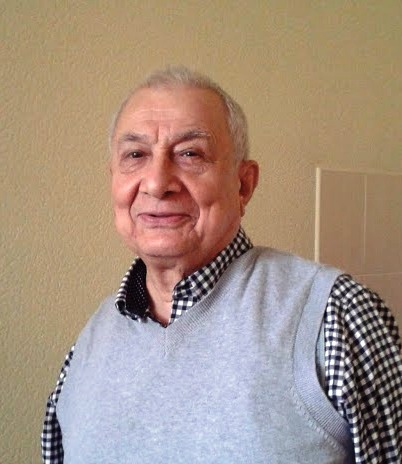
Герберт Камалов

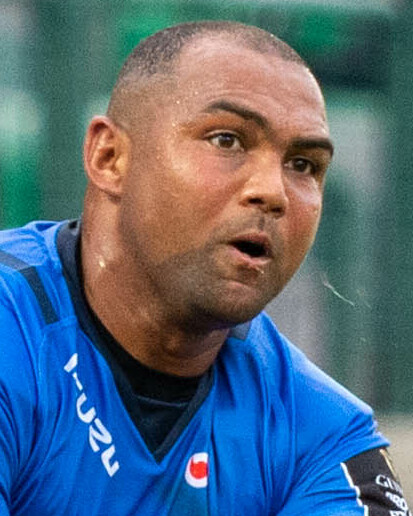
Корнал Хендрикс

- Бейтс, Крис[англ.] (75) — английский футболист и футбольный тренер (о смерти объявлено в этот день)[259].
- Доан Вьет Хоат (82) — вьетнамский журналист и политический диссидент[260].
- Зубковский, Евгений Васильевич (94) — советский борец классического стиля, чемпион СССР (1957)[261].
- Камалов, Герберт Леонович (84) — советский и украинский химик-органик, академик НАНУ (2009)[262].
- Ллоренс, Чуфо[исп.] (94) — испанский писатель[263].
- Мрабет, Фадела[англ.] (90) — алжирская писательница[264].
- Мясников, Владимир Степанович (93) — советский и российский востоковед-китаист, академик РАН (1997)[265][266].
- Панаттони, Джорджо[итал.] (88) — итальянский политик, член Палаты депутатов (1996—2006)[267].
- Токарев, Александр Юрьевич (52) — российский муниципальный деятель, глава города Ачинска (2021—2022) (о смерти объявлено в этот день)[268].
- Хендрикс, Корнал (37) — южноафриканский регбист, игрок национальной сборной[269].
- Холден, Кип[англ.] (72) — американский политик, мэр Батон-Ружа (1996—2000)[270].
- Чжу Сэньюань[кит.] (94) — китайский учёный в области жидкостных ракетных двигателей, академик КАН (1995)[271].
- Шевченко, Владимир Ярославович (84) — советский и российский химик, академик РАН (2000), директор Института химии силикатов имени И. В. Гребенщикова РАН (1998—2018)[272].

## 13 мая

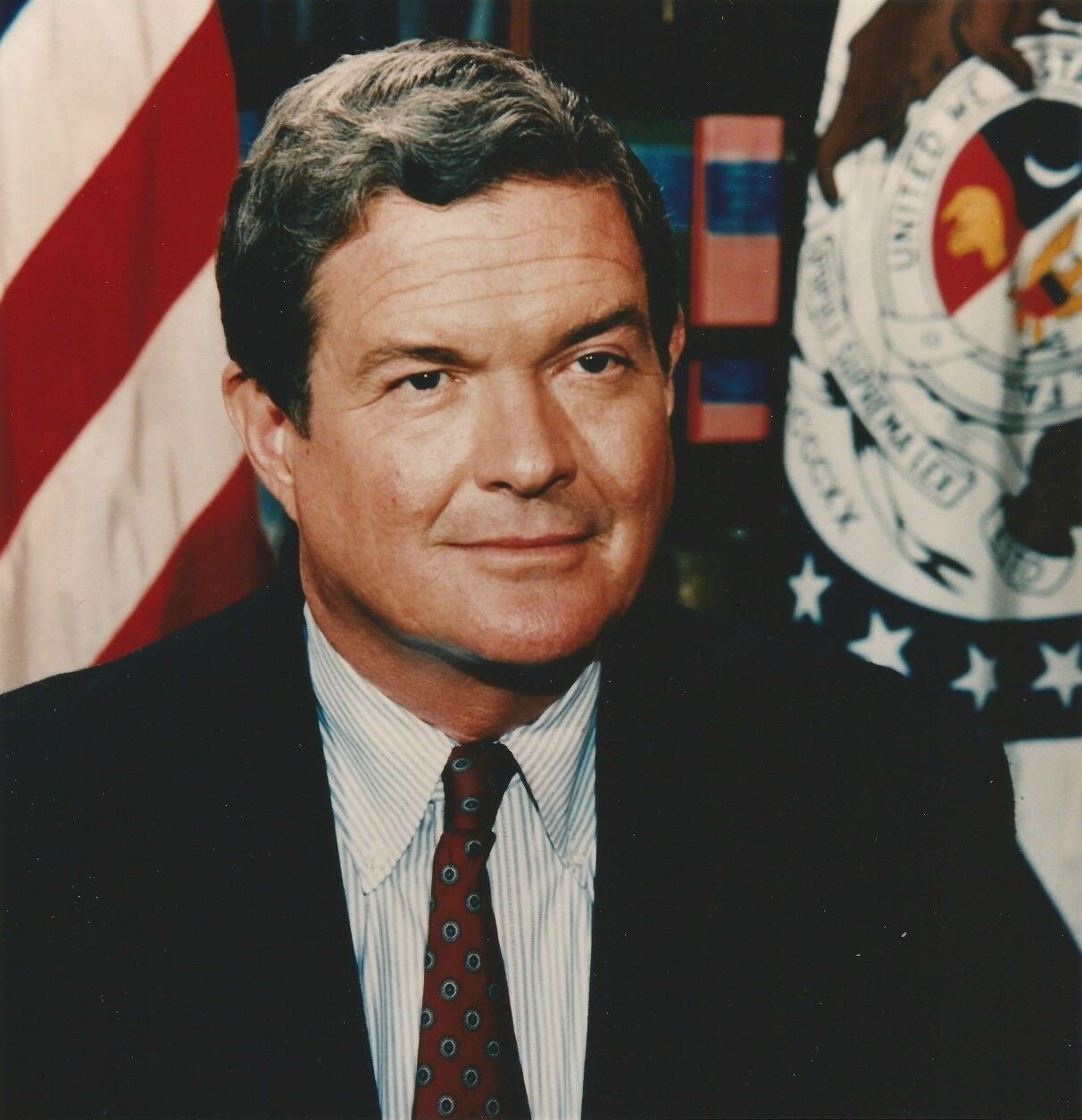
Кит Бонд

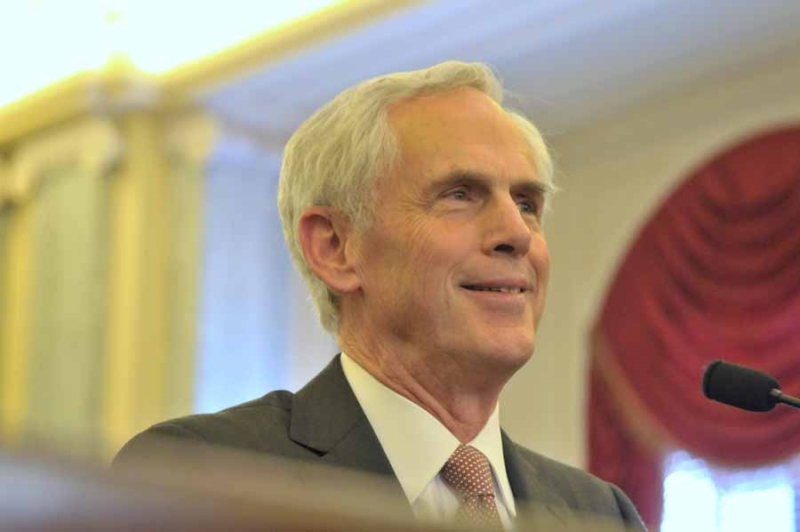
Джон Брайсон

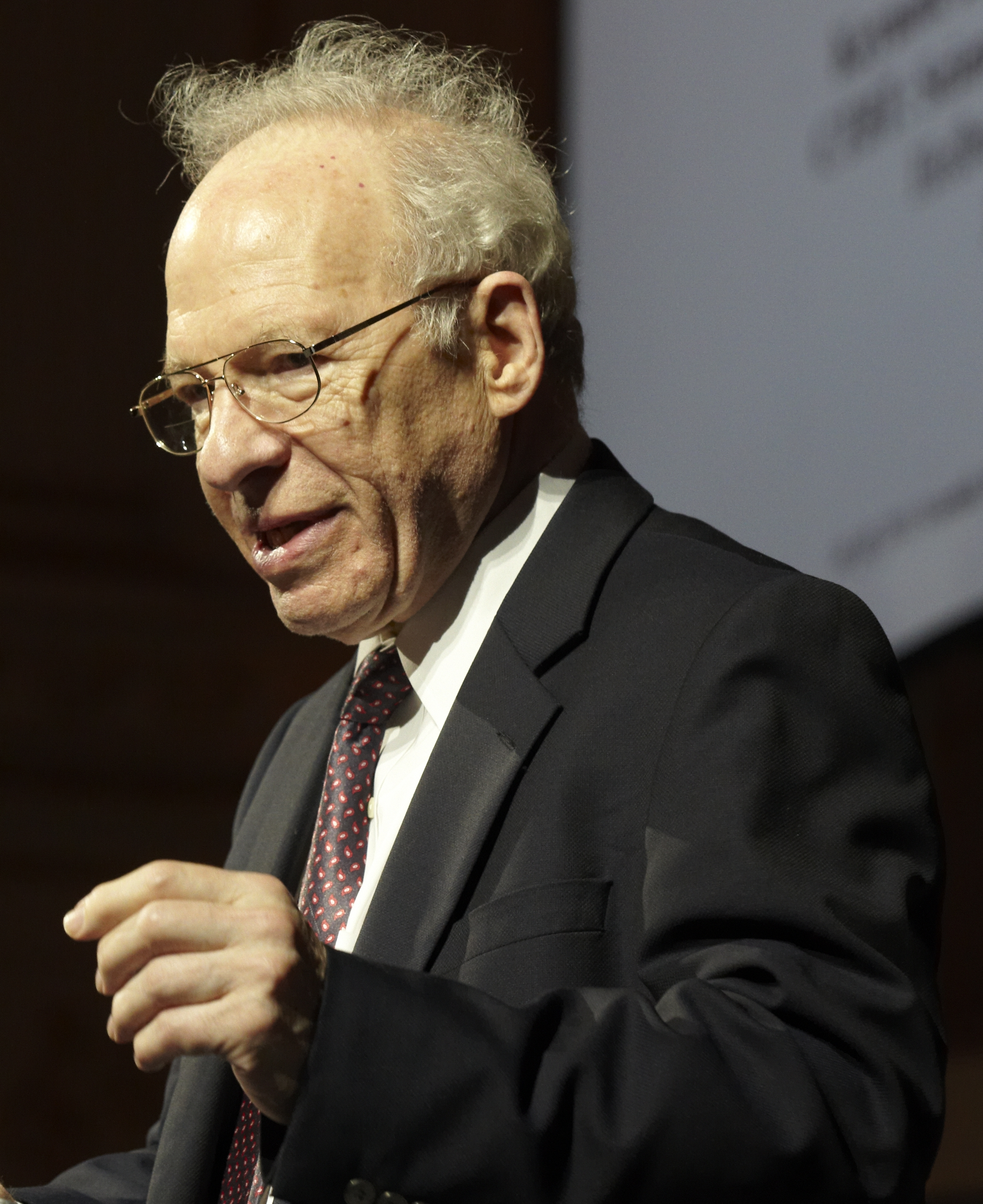
Ричард Гарвин

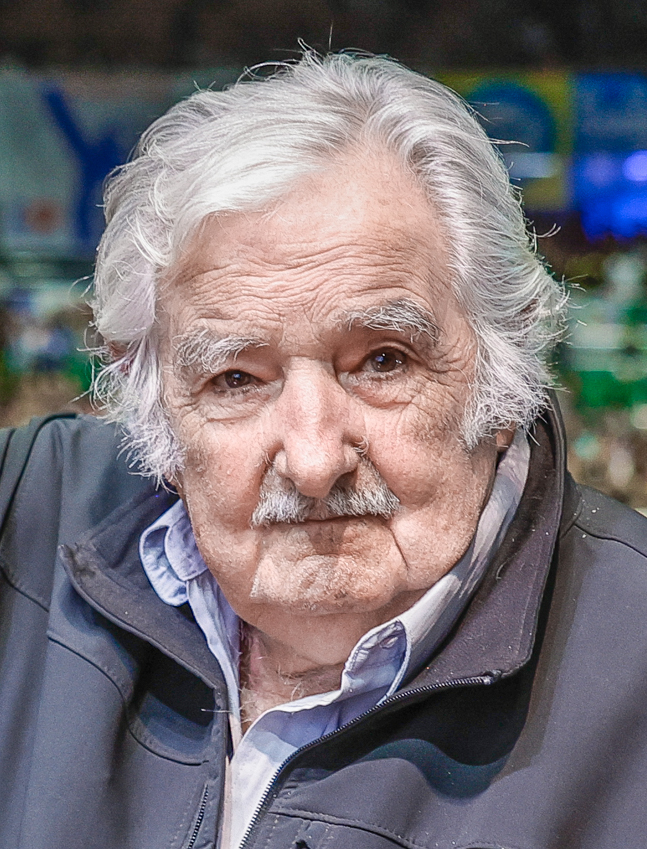
Хосе Мухика

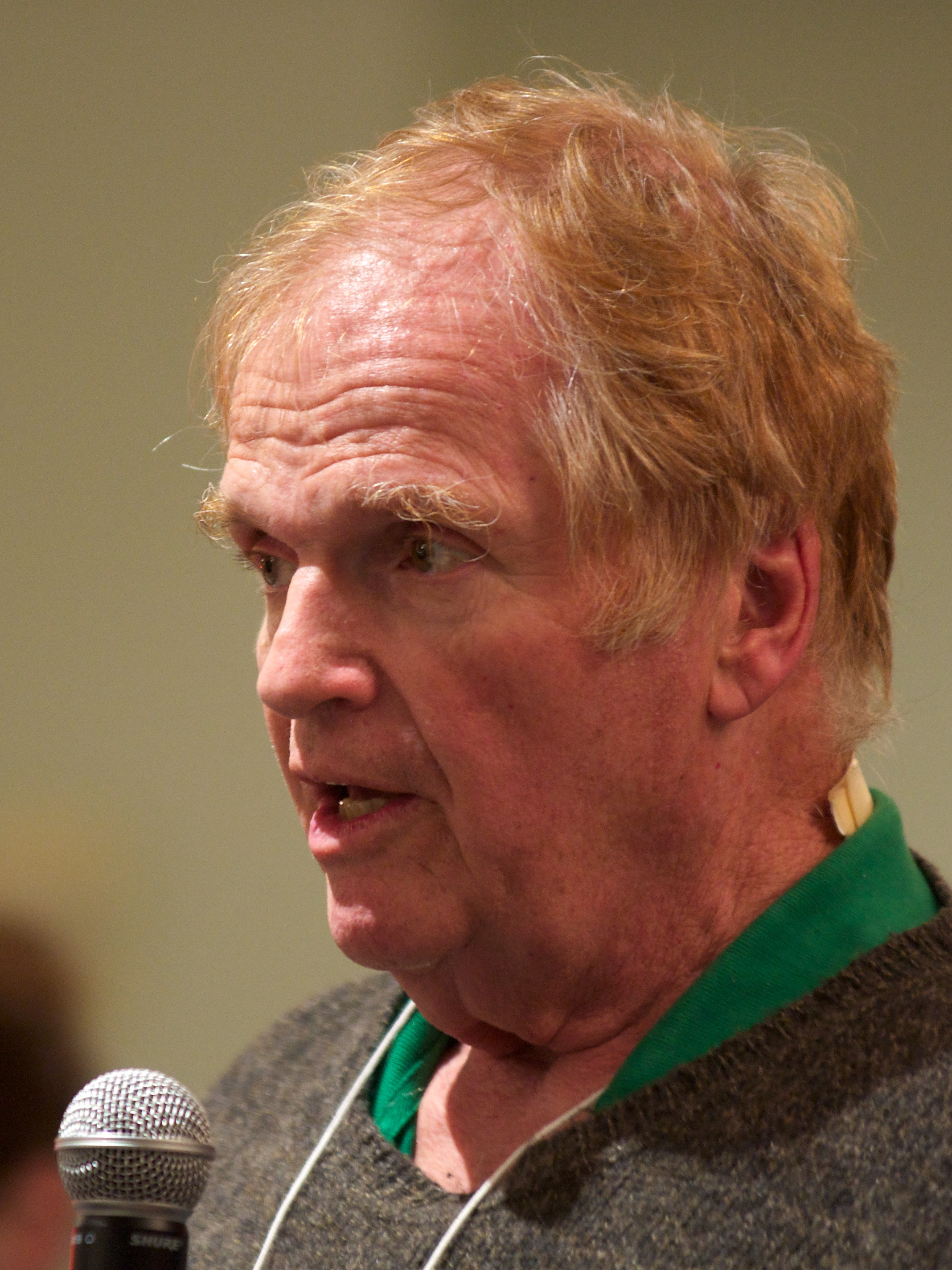
Джон Росс

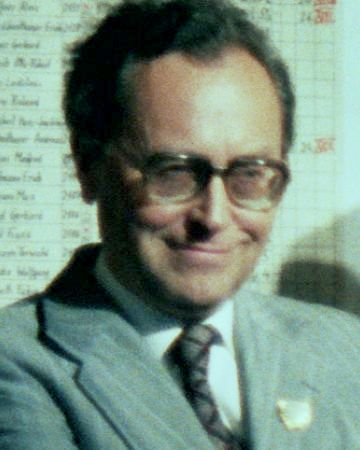
Курт Юнгвирт

- Андерсон, Мюррей[англ.] (75) — канадский хоккеист («Вашингтон Кэпиталз»)[273].
- Бонд, Кит (86) — американский политический и государственный деятель, губернатор Миссури (1973—1977, 1981—1985), сенатор (1987—2011)[274].
- Брайсон, Джон (81) — американский юрист, предприниматель и политик, министр торговли (2011—2012)[275].
- Гарвин, Ричард (97) — американский физик, член НАН США (1966)[276].
- Кордова Диас, Луис Армандо[исп.] (56) — мексиканский политик, член Палаты депутатов (2012—2014, 2015); убит[277].
- Кривченко, Юрий Сергеевич (89) — советский и украинский учёный-металлург (о смерти объявлено в этот день)[278].
- Мромбе, Робсон[англ.] (79) — родезийский марафонец, участник Олимпийских игр (1964)[279].
- Мухика, Хосе (89) — уругвайский государственный деятель, президент (2010—2015)[280].
- Палади, Георге[рум.] (96) — советский и молдавский гинеколог и акушер, академик АН Молдовы (1993)[281].
- Панчишкина, Евгения Григорьевна (102) — молдавская долгожительница, участница Великой Отечественной войны[282].
- Ремесленников, Владимир Никанорович (86) — советский и российский математик[283].
- Росс, Джон Роберт (87) — американский поэт и лингвист[284].
- Синвар, Мохаммед (49) — палестинский боевик и террорист, лидер ХАМАС в Секторе Газа (с 2024); авиаудар[285].
- Таникава, Тэйдзиро (92) — японский пловец, серебряный призёр Олимпийских игр (1952)[286].
- Унгпхакорн, Йон[тайск.] (77) — таиландский политический деятель, сенатор (2000—2006)[287].
- Фитиан-Адамс, Чарльз (87) — британский историк, краевед[288].
- Шашич, Светислав[венг.] (77) — венгерский спортсмен (современное пятиборье), бронзовый призёр Олимпийских игр (1976)[289].
- Юнгвирт, Курт (95) — австрийский шахматист, вице-президент ФИДЕ (1978—1986)[290].

## 12 мая

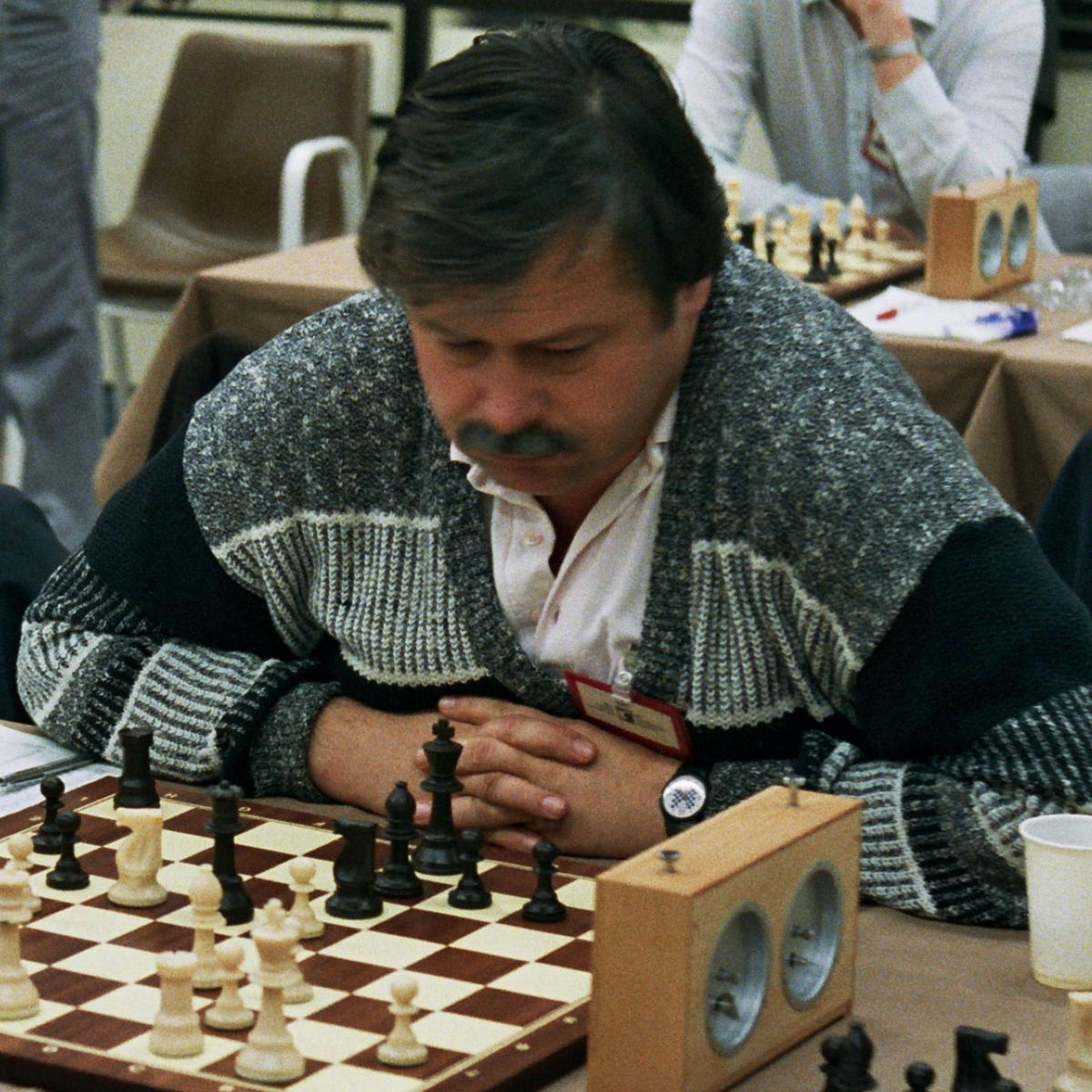
Властимил Горт

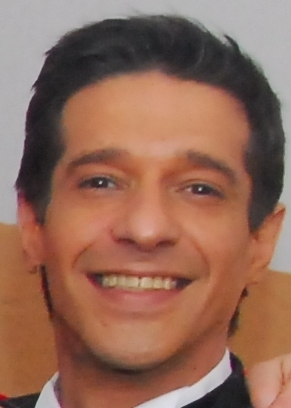
Максим Нелипа

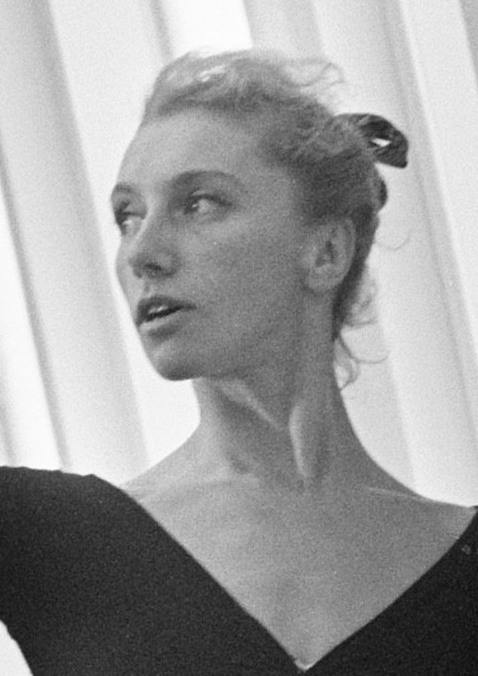
Алла Осипенко

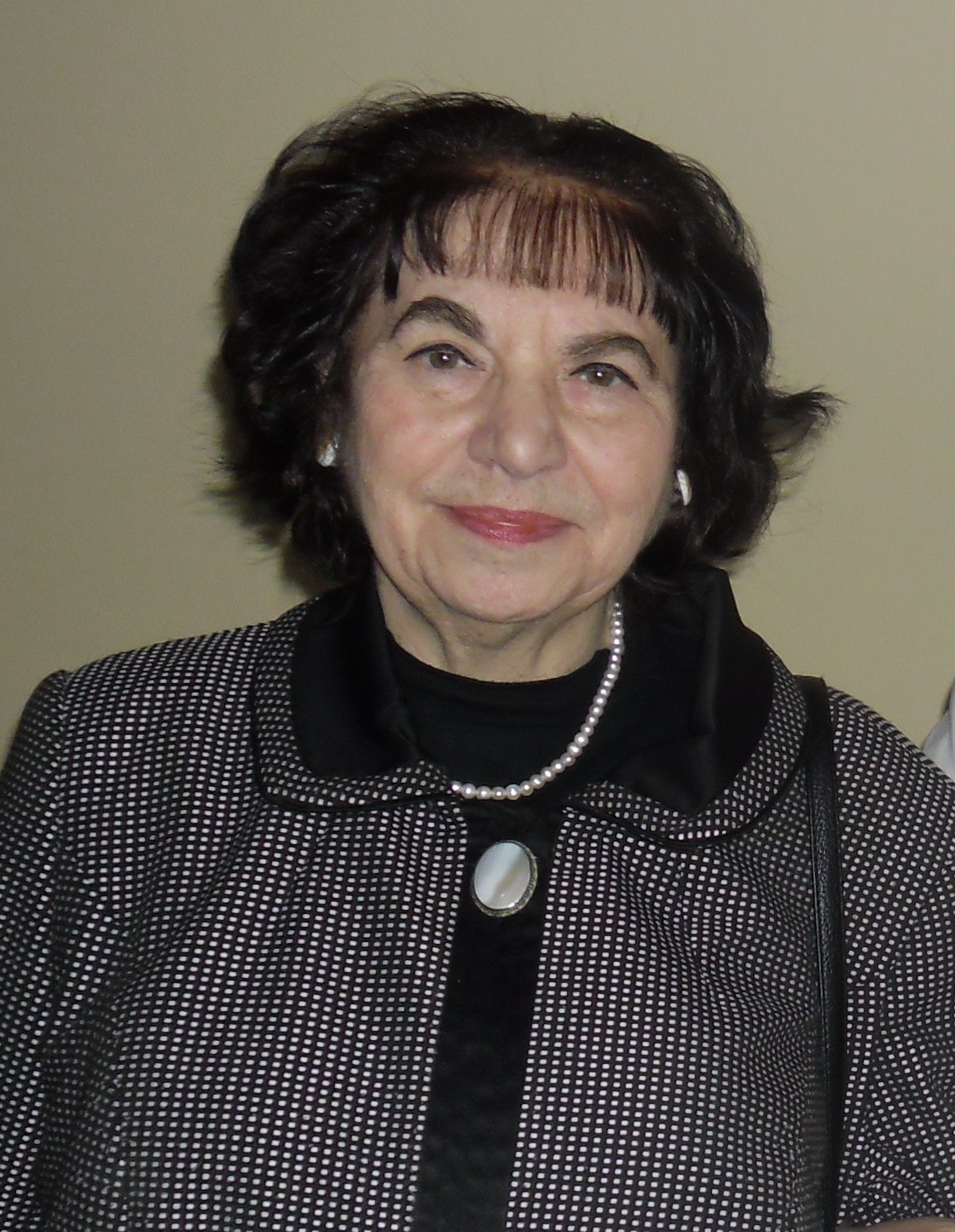
Валентина Холопова

- Алтынбеков, Сейлбек Алтынбекович (80) — советский и казахстанский военачальник, командующий Республиканской гвардией (1992—1993), генерал-майор (1992)[291].
- Барлетта, Исабель (113) — аргентинская супердолгожительница[292].
- Буллер, Виктор Дмитриевич (79) — советский и казахстанский предприниматель, президент АО «Стройконструкция», почётный гражданин Астаны (2015)[293].
- Бартрам, Пер[дат.] (81) — датский футболист, игрок национальной сборной[294].
- Бут, Колин (90) — английский футболист[295].
- Геллер, Григорий Михайлович (79) — советский и израильский кларнетист, саксофонист, музыкальный педагог, заслуженный артист Казахской ССР (1986)[296].
- Горт, Властимил (81) — чехословацкий и немецкий шахматист, гроссмейстер (1965)[297].
- Калиниченко, Александр Анатольевич (58) — советский и украинский каноист, призёр чемпионатов мира (1986, 1993); погиб на российско-украинской войне[298].
- Лассаль, Роже[фр.] (89) — французский политик, депутат Национального собрания (1981—1986)[299].
- Мале, Эрнст[порт.] (96) — немецкий и бразильский дирижёр и композитор[300].
- Нелипа, Максим Владимирович (48) — украинский актёр и телеведущий; погиб на российско-украинской войне[301].
- Осипенко, Алла Евгеньевна (92) — советская балерина и балетный педагог, народная артистка РСФСР (1960)[302].
- Рейвер, Лорна (81) — американская актриса[303].
- Савченко, Антон Олегович (32) — штатный военный священник Русской православной церкови, участник российско-украинской войны, Герой Российской Федерации (2025, посмертно); погиб в результате ракетного удара[304].
- Схиппер, Герард[нидерл.] (76) — нидерландский шоссейный велогонщик, чемпион мира (1982)[305].
- Титов, Евгений Иванович (79) — российский учёный в области технологии пищевых продуктов, академик РАСХН (2007—2013), академик РАН (2013)[306].
- Холопова, Валентина Николаевна (89) — советский и российский музыковед и музыкальный педагог, заслуженный деятель искусств Российской Федерации (1995)[307].
- Широкова, Ольга Александровна (79) — советская и российская актриса, народная артистка Российской Федерации (2007)[308].

## 11 мая

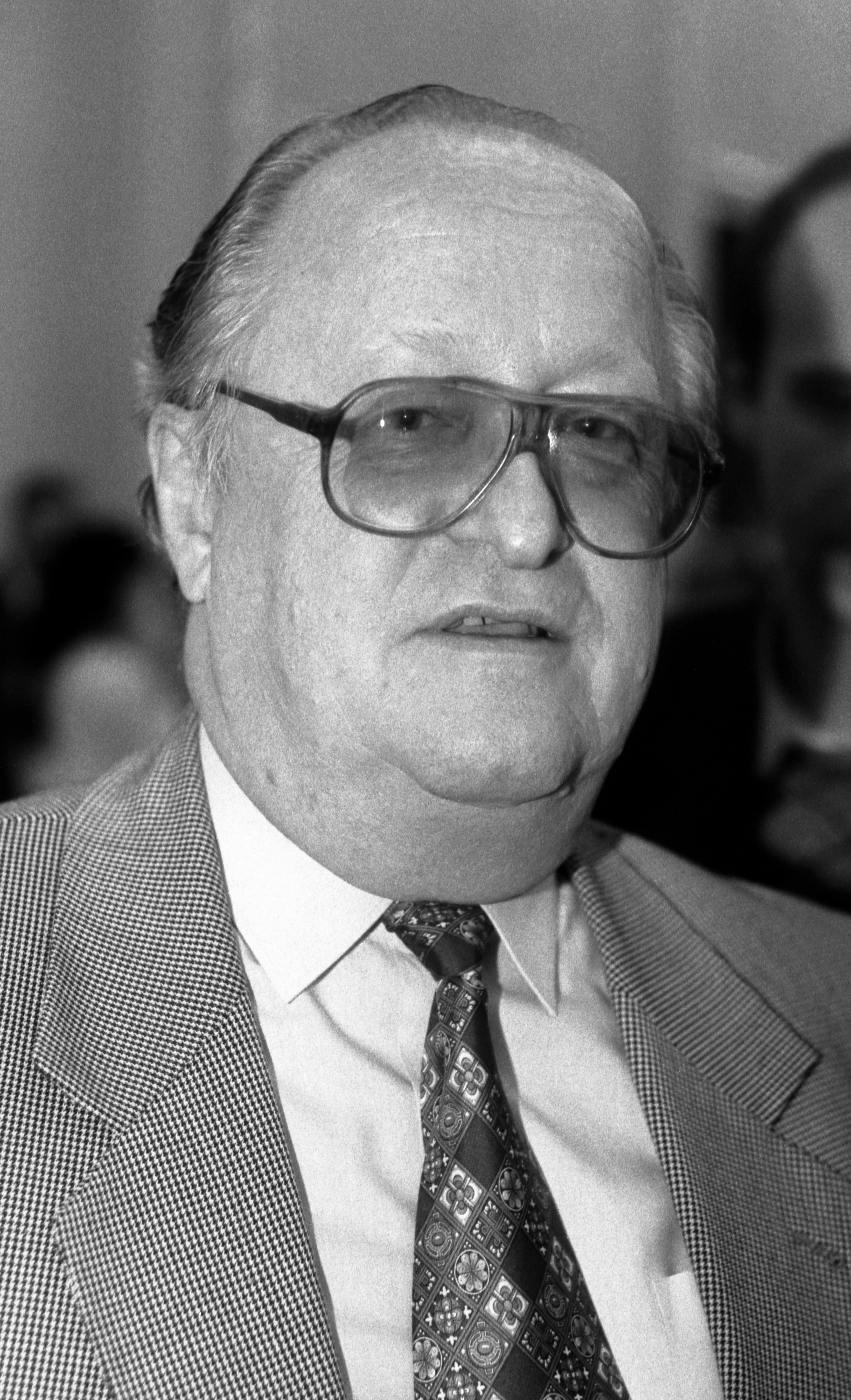
Виктор Геращенко

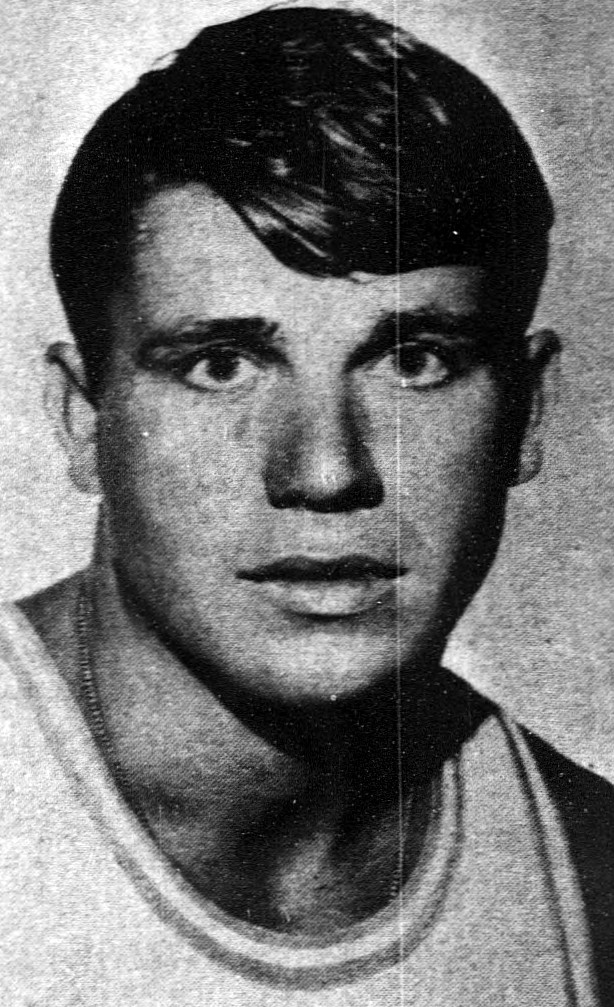
Ларри Миллер

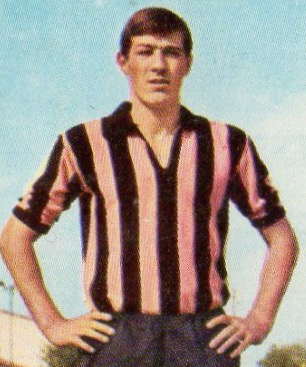
Энцо Феррари

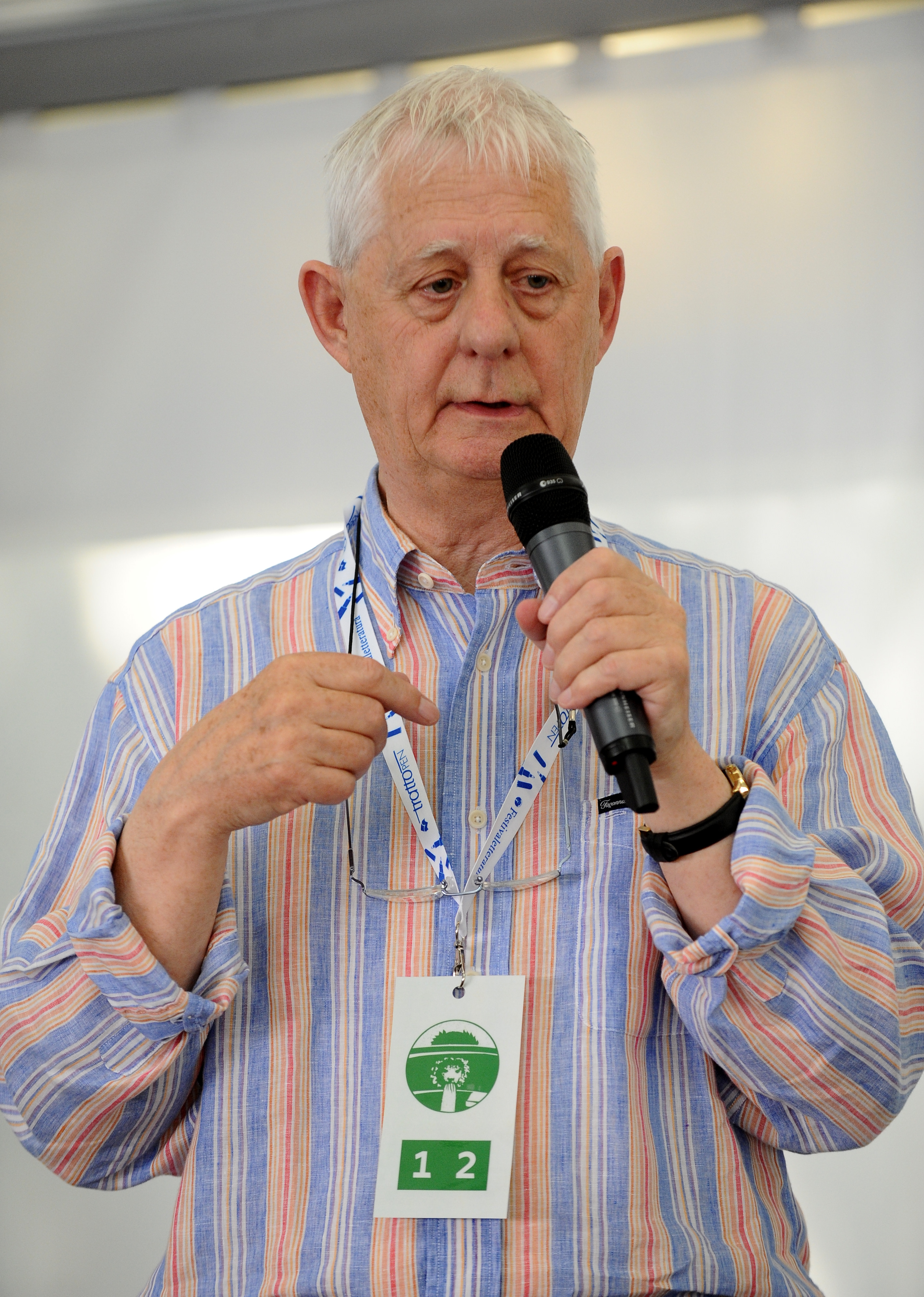
Эйден Чемберс

- Бентон, Роберт (92) — американский режиссёр и сценарист, лауреат премий «Оскар» за лучшую режиссуру (1980) и за лучший оригинальный сценарий (1985)[309].
- Бьорнфлатен, Нильс[англ.] (83) — норвежский политический деятель, депутат Стортинга (1985—1989)[287].
- Весела, Алена[чеш.] (101) — чешская органистка и музыкальный педагог, ректор Академии музыки имени Яначека (1990—1997)[310].
- Геращенко, Виктор Владимирович (87) — советский и российский экономист и банкир, председатель правлений Государственного банка СССР (1989—1991) и Центрального банка Российской Федерации (1992—1994, 1998—2002)[311].
- Данэм, Энн[англ.] (76) — британская спортсменка (конный спорт), шестикратная чемпионка Паралимпийских игр (1996—2016)[312].
- Джеймс, Шарп[англ.] (89) — американский политик, мэр Ньюарка (Нью-Джерси) (1986—2006)[313].
- Кобозев, Александр Александрович (80) — советский актёр[314].
- Кузнецов, Артур Иванович (80) — российский дипломат, посол в Эстонии (1992)[315].
- Мельчарек, Януш (88) — польский фотохудожник, журналист и писатель[316].
- Миллер, Ларри (79) — американский баскетболист[317].
- Моховая, Ольга Ярославна (54) — российская актриса театра и кино[318].
- Мфум, Уилберфорс (88) — ганский футболист, игрок национальной сборной[319].
- О’Тул, Пэдди[англ.] (87) — ирландский политический деятель, сенатор (1973—1977, 1987)[320].
- Феррари, Энцо (82) — итальянский футболист и футбольный тренер[321].
- Чемберс, Эйден (90) — английский писатель[322].
- Чито, Джанкарло[итал.] (79) — итальянский политик, мэр Таранто (1993—1996), член Палаты депутатов (1996—2001)[323].
- Шишлов, Фёдор Васильевич (93) — советский и российский передовик промышленного производства, Герой Социалистического Труда (1969)[324].

## 10 мая

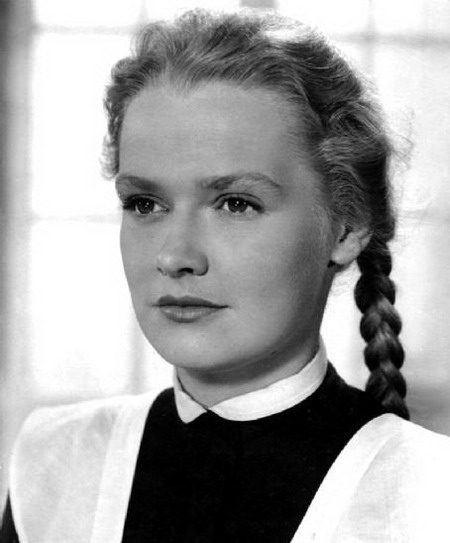
Нина Гребешкова

Александр Пожарский

- Гребешкова, Нина Павловна (94) — советская и российская киноактриса, заслуженная артистка Российской Федерации (2001), вдова Леонида Гайдая[325].
- Драве, Шарлотта[фр.] (88) — французский педиатр и эпилептолог, описавшая синдром Драве[англ.][326].
- Кислова, Калерия Венедиктовна (99) — советский и российский деятель телевидения, главный режиссёр программы «Время» (1977—2006), заслуженный деятель искусств РСФСР (1985)[327].
- Кучеренко, Владимир Захарович (83) — советский и российский деятель здравоохранения, член-корреспондент РАМН (2000—2014), член-корреспондент РАН (2014)[328].
- Маниаччо, Альдо[итал.] (90) — итальянский хоккеист, участник Олимпийских игр (1956)[329].
- Медетбек, Темирхан (80) — казахский поэт и переводчик, народный писатель Казахстана (2024)[330].
- Панкратова, Ирина Павловна (38) — российский журналист-расследователь[331]
- Пожарский, Александр Фёдорович (86) — советский и российский химик-органик, заслуженный деятель науки Российской Федерации (2009)[332].
- Рауш, Вольфганг[нем.] (78) — западногерманский футболист («Бавария»)[333].
- Слесарев, Юрий Степанович (77) — советский и российский пианист, народный артист Российской Федерации (2005)[334].
- Уйвари, Любомир[чеш.] (76) — чехословацкий хоккеист, бронзовый призёр чемпионата мира (1970)[335].
- Kafon[араб.] (42) — тунисский рэпер[336].

## 9 мая

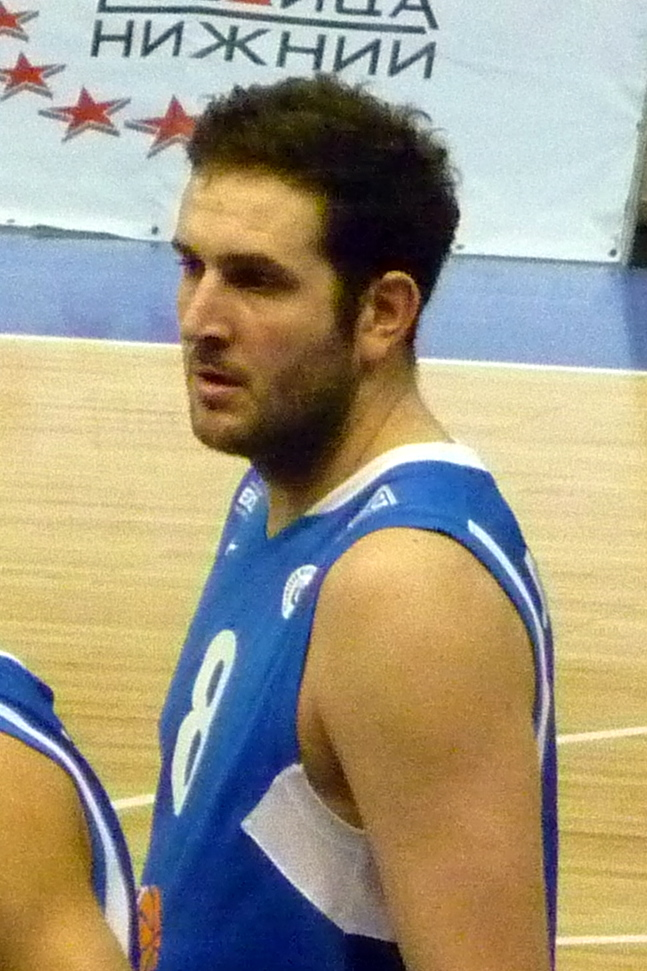
Драган Лабович

- Базини, Джузеппе[итал.](78) — итальянский политик, член Палаты депутатов (2018—2022), сенатор (1996—2001)[337].
- Гибсон, Дуглас[англ.] (82) — южноафриканский политический деятель и дипломат, депутат Национальной ассамблеи (1994—2008), посол в Таиланде (2008—2012)[338].
- Джабале, Джон Марк (91) — британский католический прелат, епископ Меневии (2001—2008)[339].
- Кебедов, Багаутдин Магомедович (79/83) — дагестанский религиозный деятель[340].
- Клюев, Евгений Васильевич (71) — русский поэт, прозаик, драматург, переводчик[341].
- Кэнном, Грег (73) — американский художник-гримёр, лауреат премии «Оскар» (1993, 1994, 2009, 2019)[342].
- Лабович, Драган (38) — сербский баскетболист[343].
- Лемьё, Боб[англ.] (80) — канадский хоккеист[344].
- Мирчич, Милорад[серб.] (69) — сербский политический деятель, мэр Нови-Сада (1993—1994), депутат Национальной скупщины (1993—2007, 2016—2020), министр диаспоры (1998—2000)[345].
- Морвуд, Питер[англ.] (68) — ирландский писатель-фантаст, автор цикла романов «Сказки Древней Руси»[346].
- Пельисер, Ана[исп.] (79) — мексиканский скульптор и ювелир, лауреат Государственной премии в области искусства[347].
- Родригес, Джонни[англ.] (73) — американский певец в стиле кантри[348].
- Ротунно, Франсиско[исп.] (49) — чилийский футболист[349].
- Руйе, Андре (76/77) — французский историк и теоретик фотографии (о смерти объявлено в этот день)[350].
- Фридлендер, Марго[нем.] (103) — немецкий оратор и писательница, пережившая Холокост[351].
- Хазал, Сахиб[араб.] (82) — иракский футболист[352].

## 8 мая

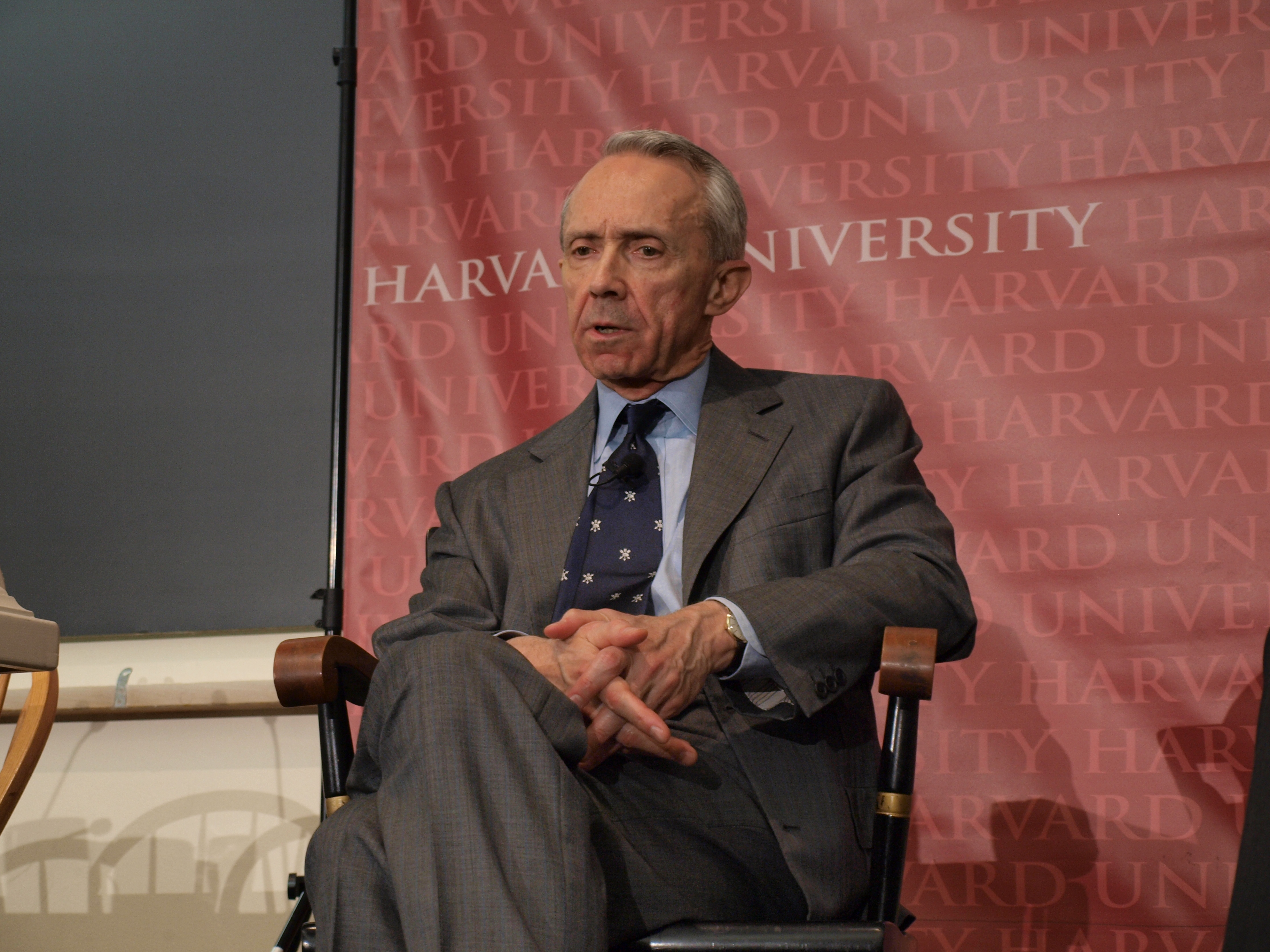
Дэвид Саутер

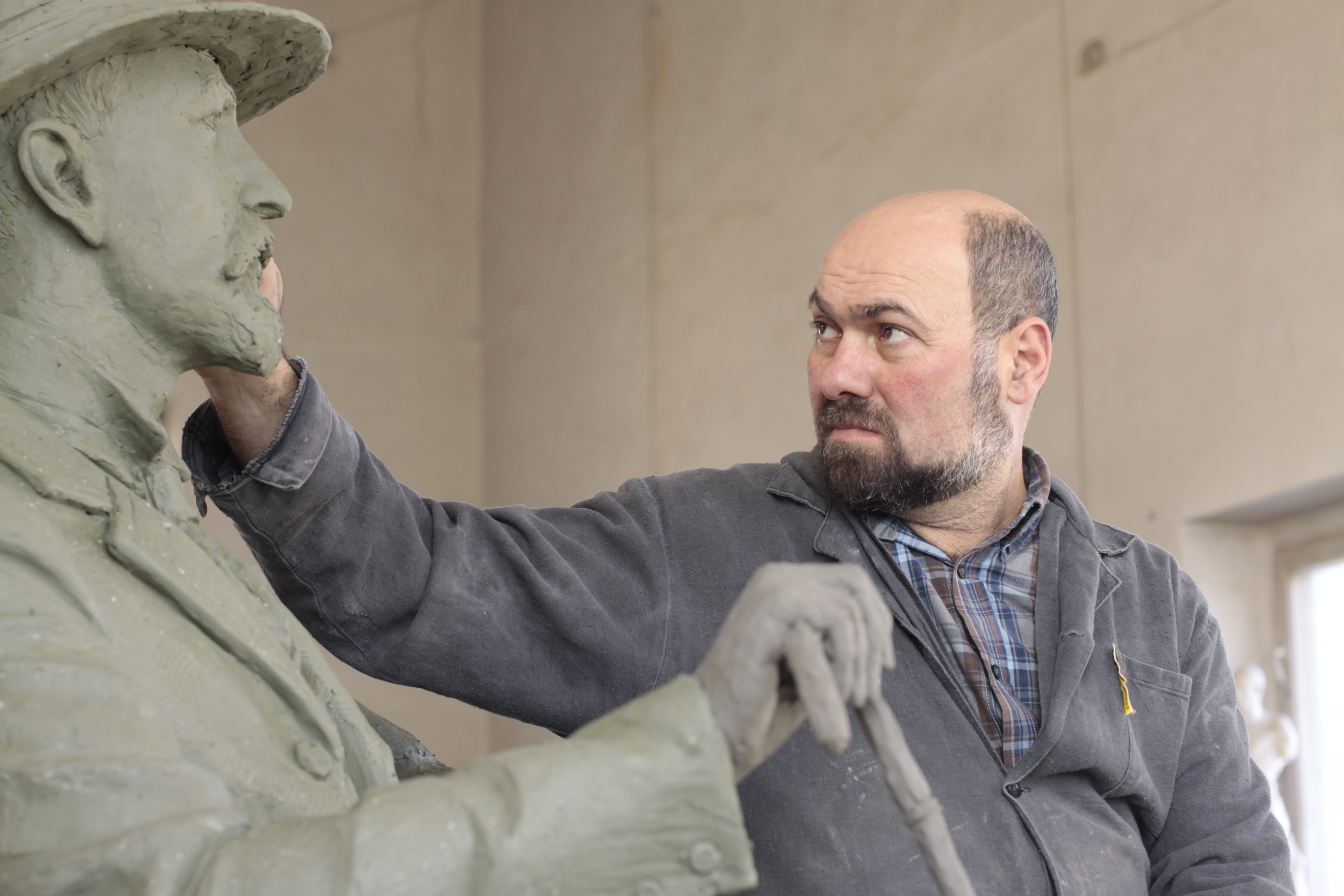
Роман Фашаян

- Айспуру, Эктор (84) —  мексиканский баскетболист, участник Олимпийских игр (1960)[353].
- Бартошка, Иржи[чеш.] (78) — чешский актёр, президент Международного кинофестиваля в Карловых Варах (с 1994)[354].
- Вада, Кикуо (74) — японский борец вольного стиля, серебряный призёр Олимпийских игр (1972)[355].
- Гарлини, Оливьеро[итал.] (68) — итальянский футболист[356].
- Лемон, Чет[англ.] (70) — американский бейсболист[357].
- Каузи, Марко[итал.] (68) — итальянский политик, член Палаты депутатов (2008—2018)[358].
- Лингис, Альфонсо (91) — американский философ[359].
- Манн, Саймон (72) — английский наёмник, руководитель попытки государственного переворота в Экваториальной Гвинее (2004)[360].
- Пелинов, Пелин[болг.] (89) — болгарский прозаик и драматург[361].
- Райсуке, Джосайя (30) — фиджийский регбист, серебряный призёр Олимпийских игр (2024); ДТП[362].
- Саутер, Дэвид (85) — американский юрист, член Верховного суда (1990—2009)[363].
- Фашаян, Роман Олегович (65) — российский скульптор, заслуженный художник Российской Федерации (2011)[364].
- Элегбе, Амос[фр.] (78) — бенинский политик, министр торговли, ремёсел и туризма (1989—1990), министр культуры, ремёсел и туризма (2001—2003), депутат Национального собрания (1991—1995)[365].
- Юн Ху Мён[кор.] (79) — южнокорейский писатель и поэт[366].

## 7 мая

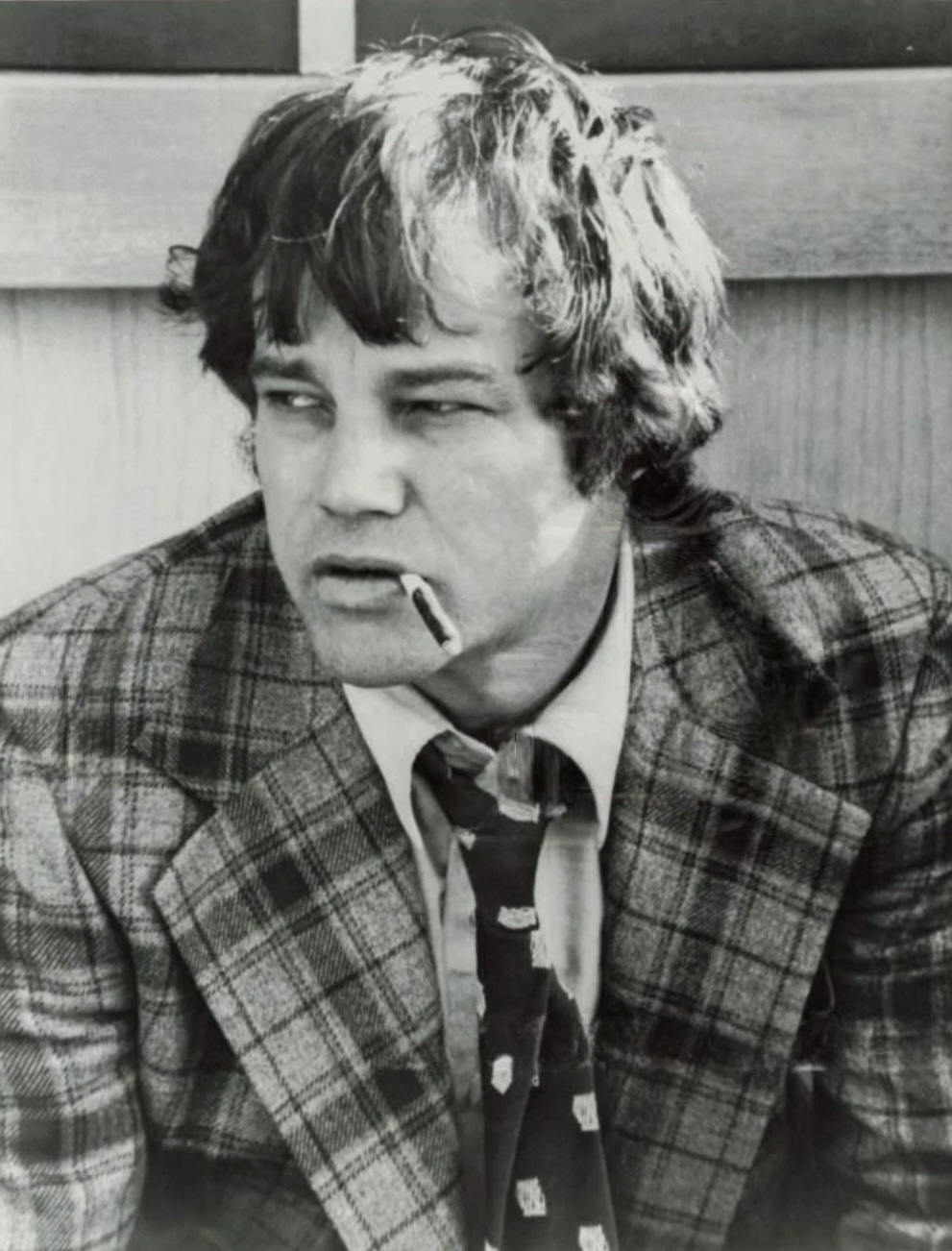
Джо Дон Бейкер

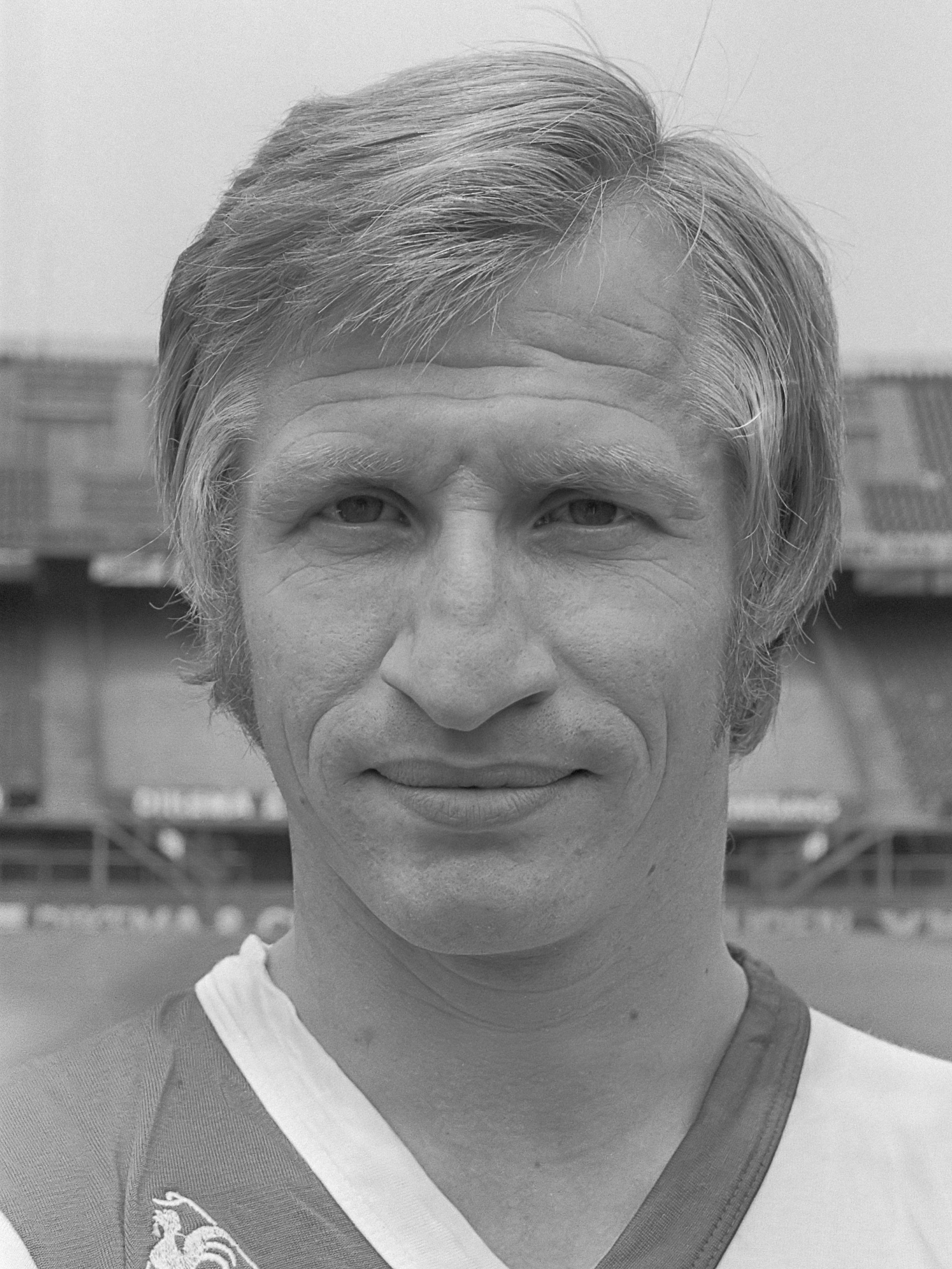
Йоп ван Дале

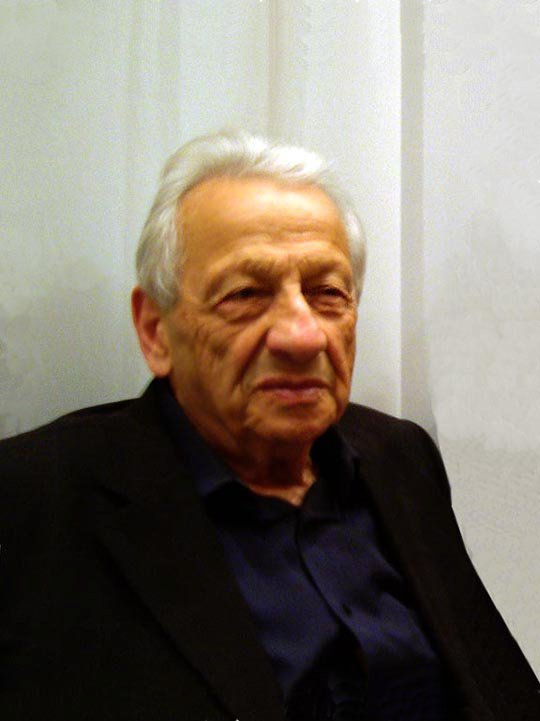
Алексей Гогуа

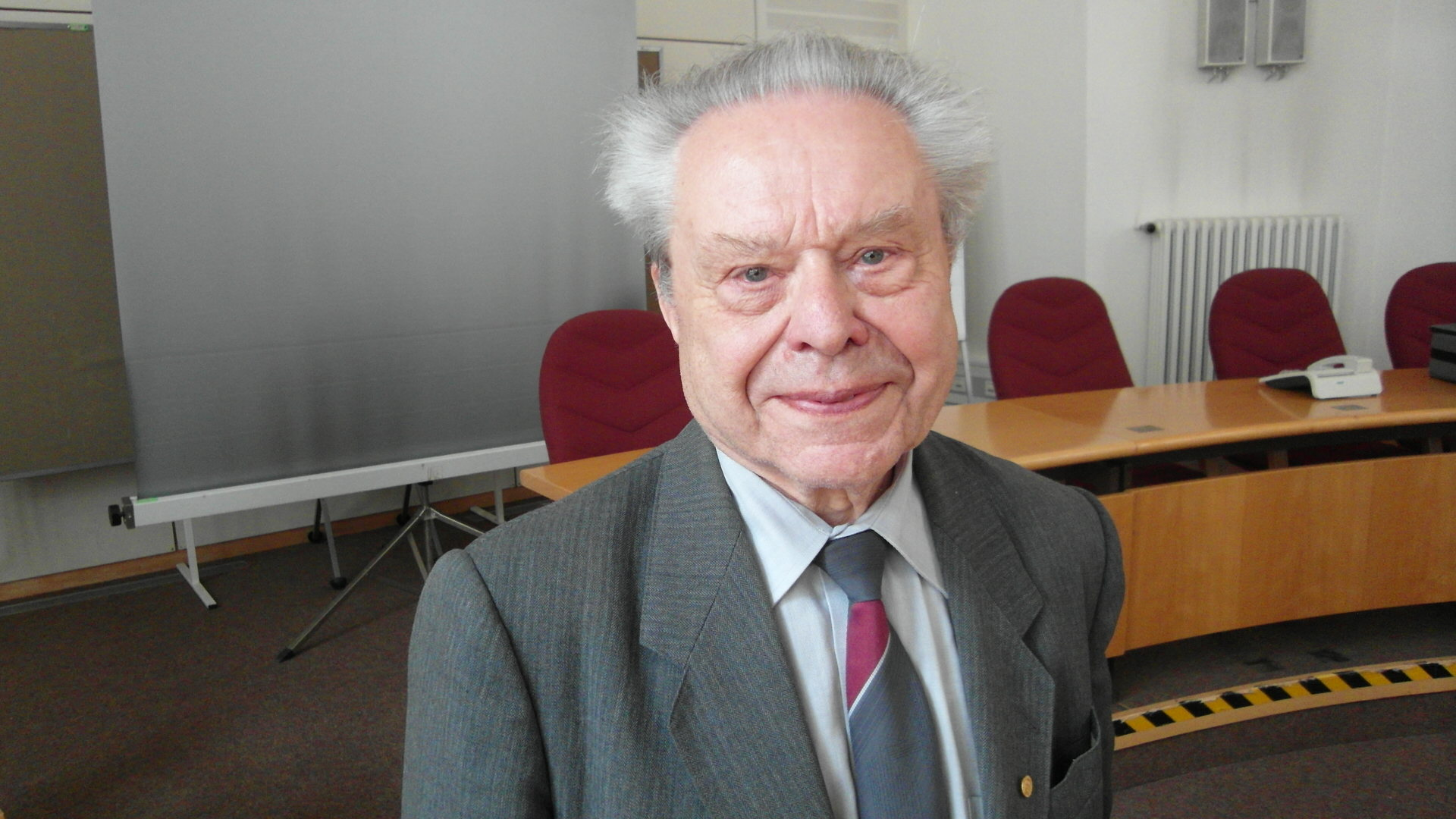
Лотар Кольдиц

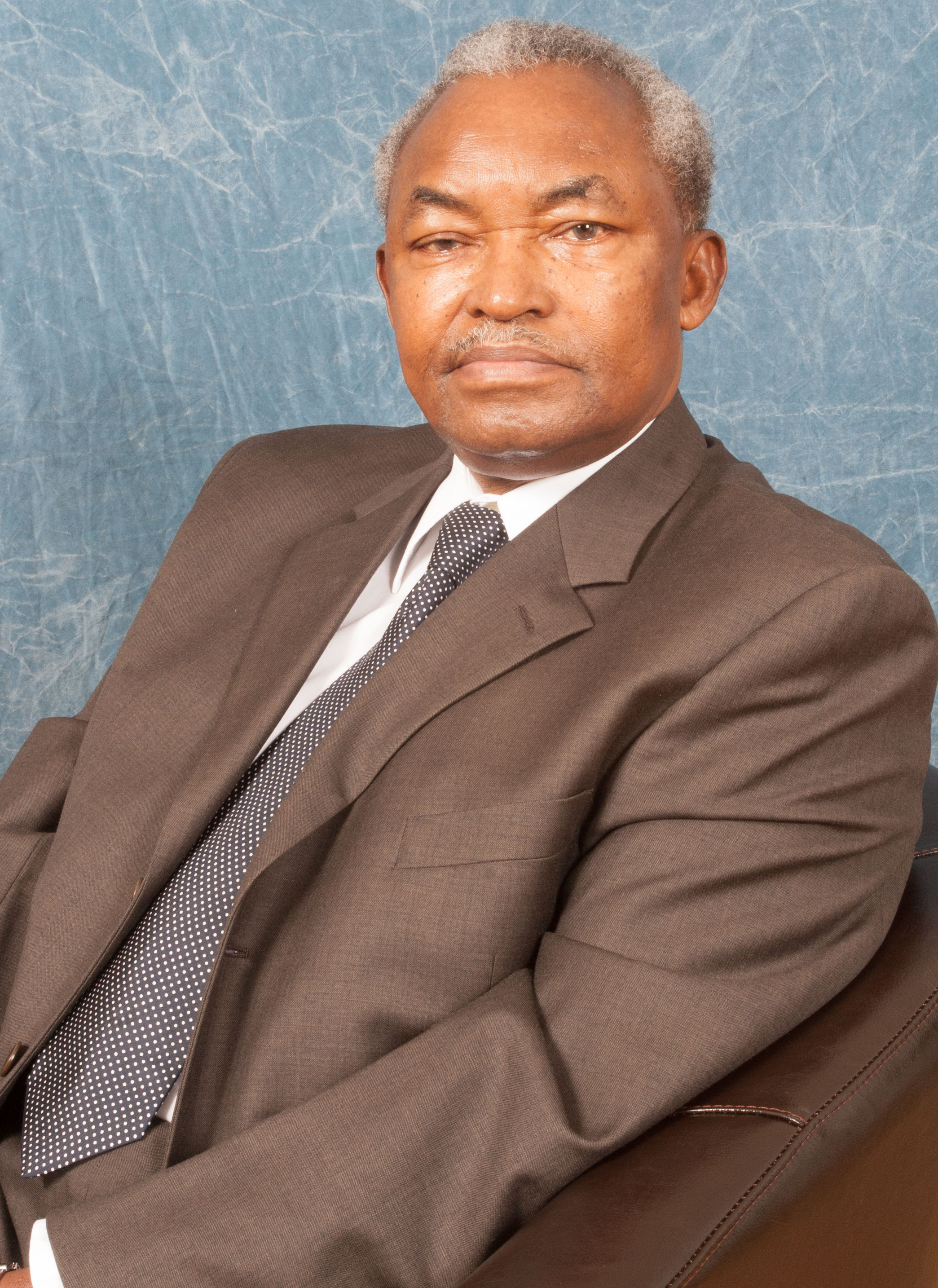
Клеопа Дэвид Мсуйя

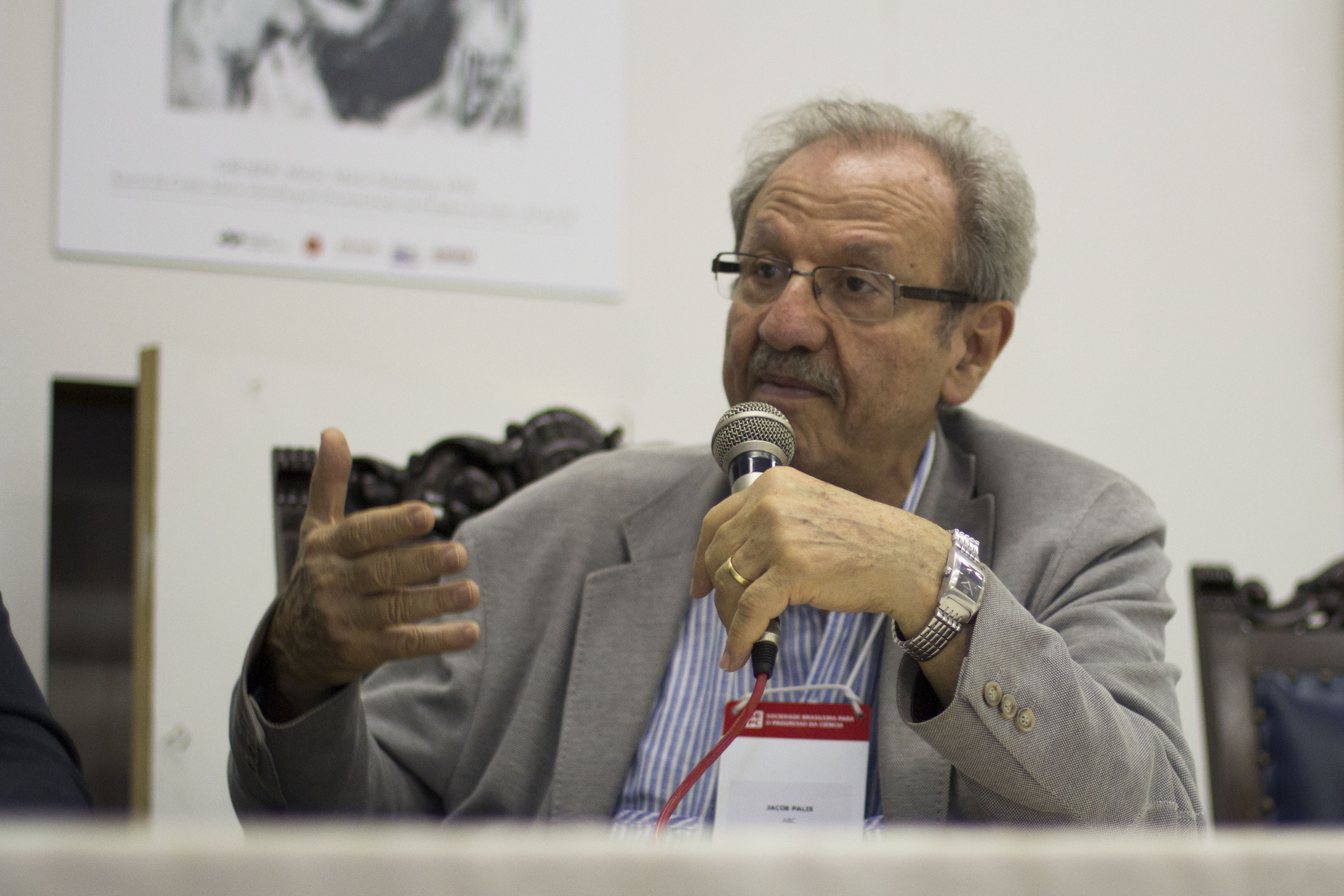
Жакоб Палис

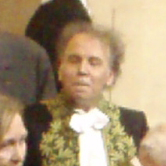
Анджело Ринальди

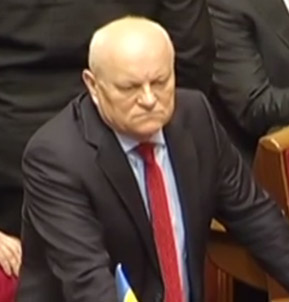
Николай Федорук

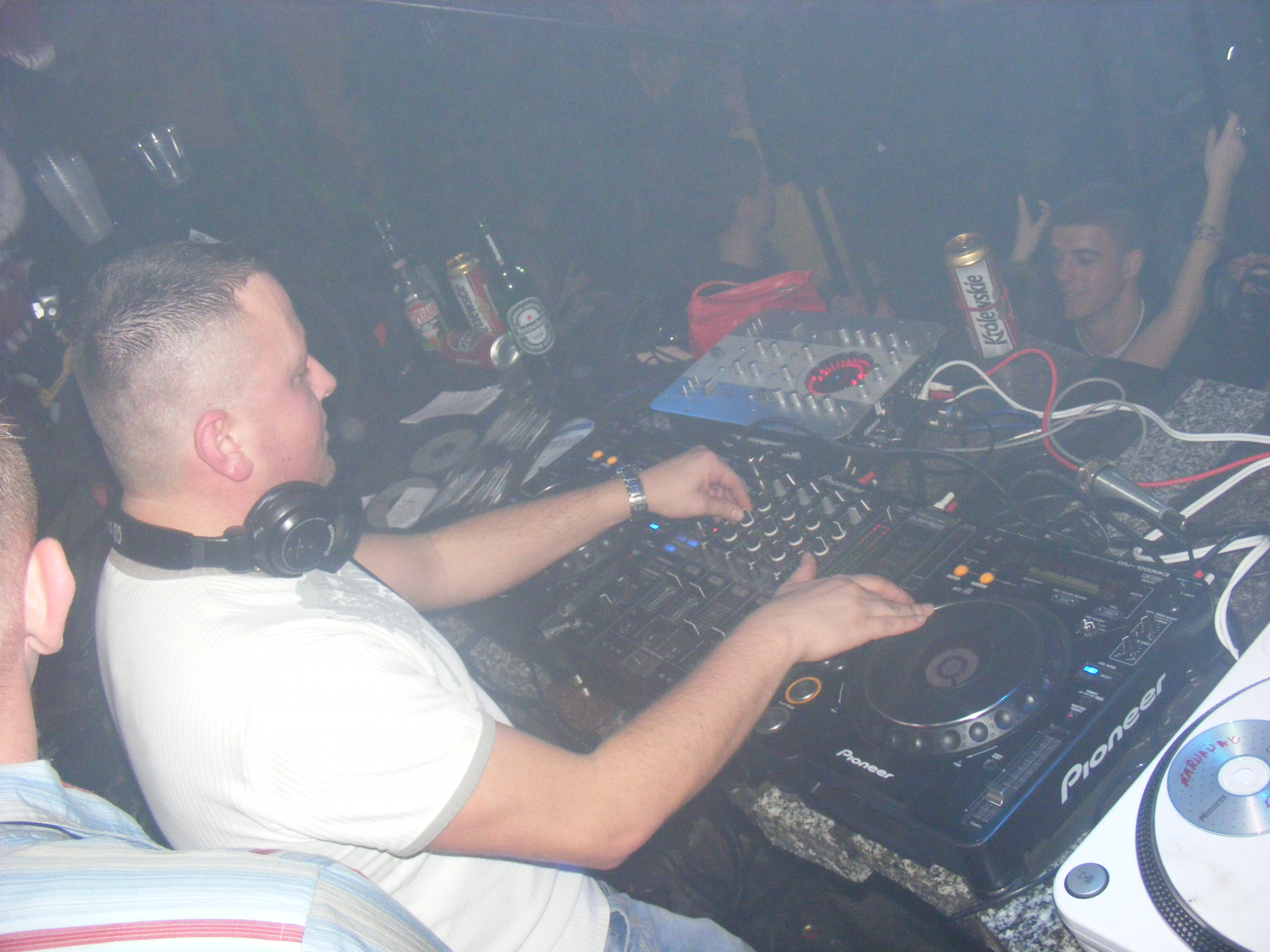
DJ Hazel

- Бейкер, Джо Дон (89) — американский актёр[367].
- Ван Дале, Йоп (77) — нидерландский футболист и футбольный тренер[368].
- Гогуа, Алексей Ночевич (93) — советский и абхазский писатель, народный писатель Абхазии[369].
- Добрынин, Виктор Георгиевич (89) — советский муниципальный деятель, председатель Копейского горисполкома (1979—1985)[370].
- Кольдиц, Лотар (95) — немецкий химик, иностранный член РАН (1991; иностранный член АН СССР с 1988), член Государственного совета ГДР (1982—1990) и Народной палаты ГДР (1986—1990)[371].
- Кэприс, Фрэнк[англ.] (63) — канадский хоккеист («Ванкувер Кэнакс»)[372].
- Мсуйя, Клеопа Дэвид (94) — танзанийский политик и общественный деятель, премьер-министр (1980—1983, 1994—1995)[373].
- Назим, Салим (70) — пакистанский игрок в хоккей на траве, бронзовый призёр Олимпийских игр (1976)[374].
- Нанн, Тони (97) — британский игрок в хоккей на траве, бронзовый призёр Олимпийских игр (1952)[375].
- Нортон, Розанна[англ.] (80) — американский дизайнер костюмов, лауреат Премии «Сатурн» за лучший дизайн костюмов (1983)[376].
- Палис, Жакоб (85) — бразильский математик, президент Бразильской академии наук (2007—2016), иностранный член РАН (2006)[377].
- Прокофьева, Софья Леонидовна (96) — советская и российская детская писательница, поэтесса, переводчик, драматург, сценаристка[378].
- Ринальди, Анджело (84) — французский писатель и литературный критик, член Французской академии (с 2001)[379].
- Салабула, Лосена[англ.] — фиджийский политик, член Парламента (2001—2006), государственный министр (2006)[380].
- Федорук, Николай Трофимович (71) — украинский политик, городской голова Черновцов (1994—2011), депутат Верховной рады (2012—2019)[381].
- Фернандес, Эрнесто[англ.] (79) — тиморский политик, депутат Парламента Восточного Тимора (2017—2023)[382].
- DJ Hazel (44) — польский диджей и музыкальный продюсер[383].
- Xatar[нем.] (43) — немецкий рэпер[384].

## 6 мая

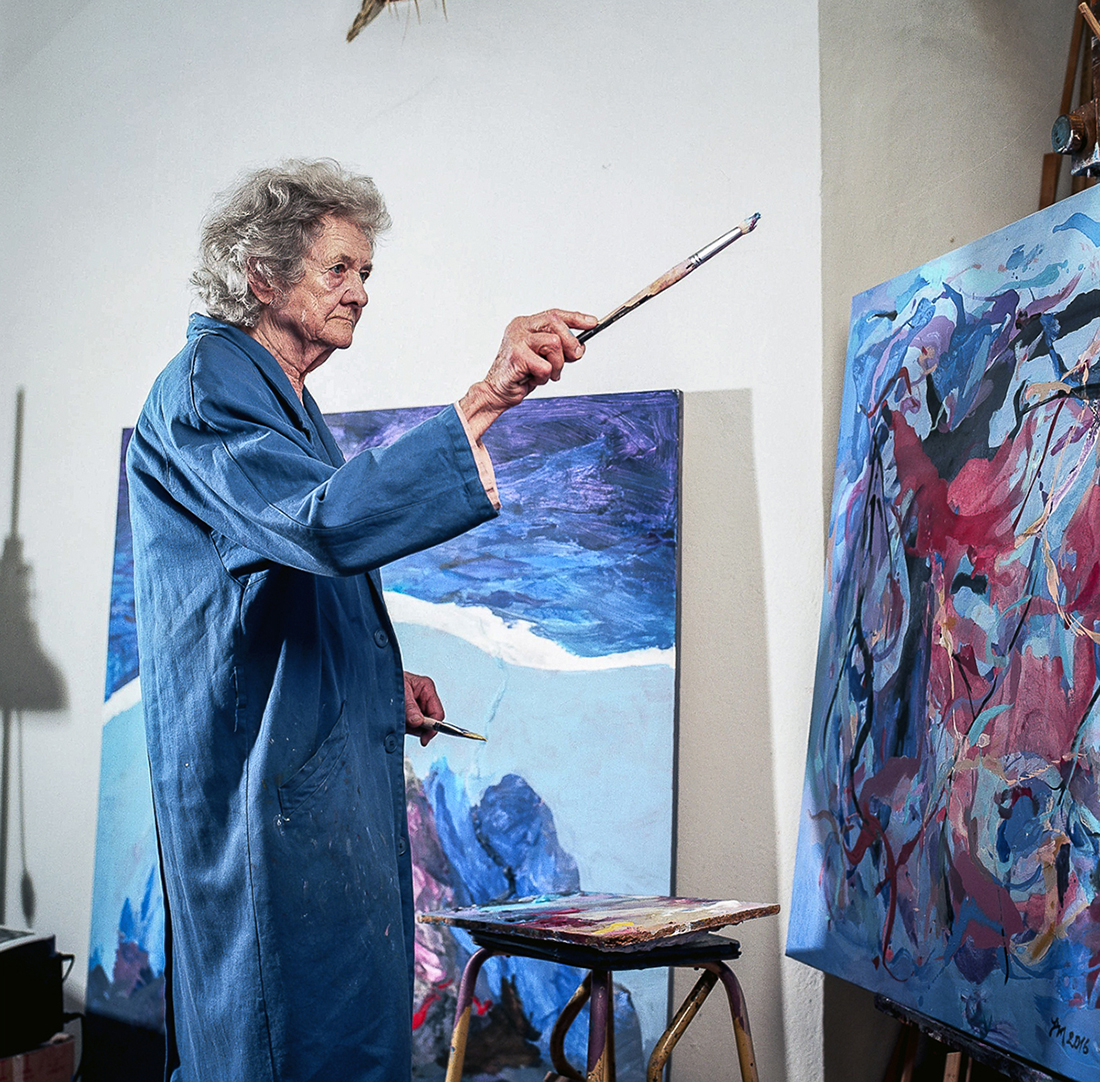
Лола Лийват

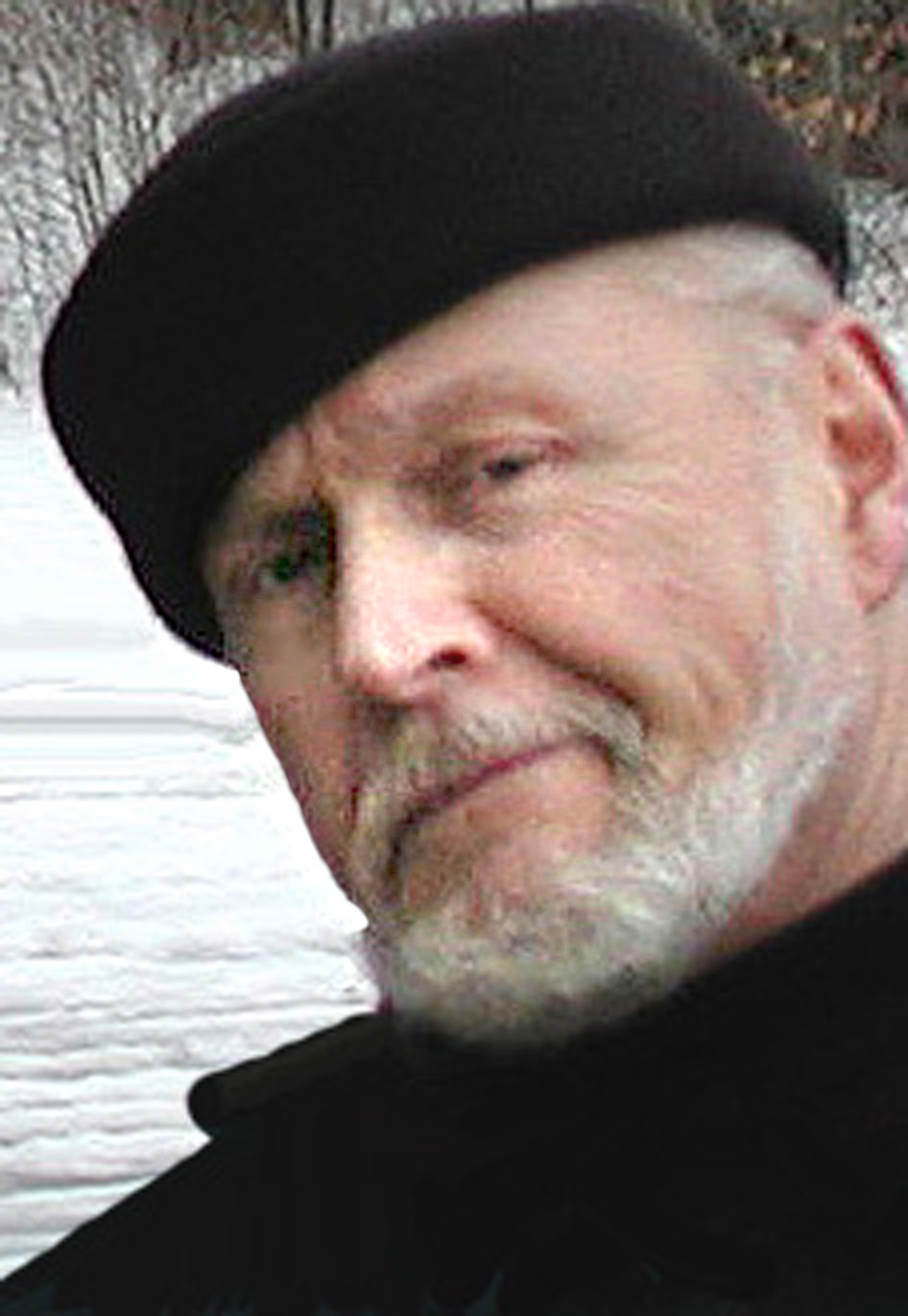
Барри Лонгиер

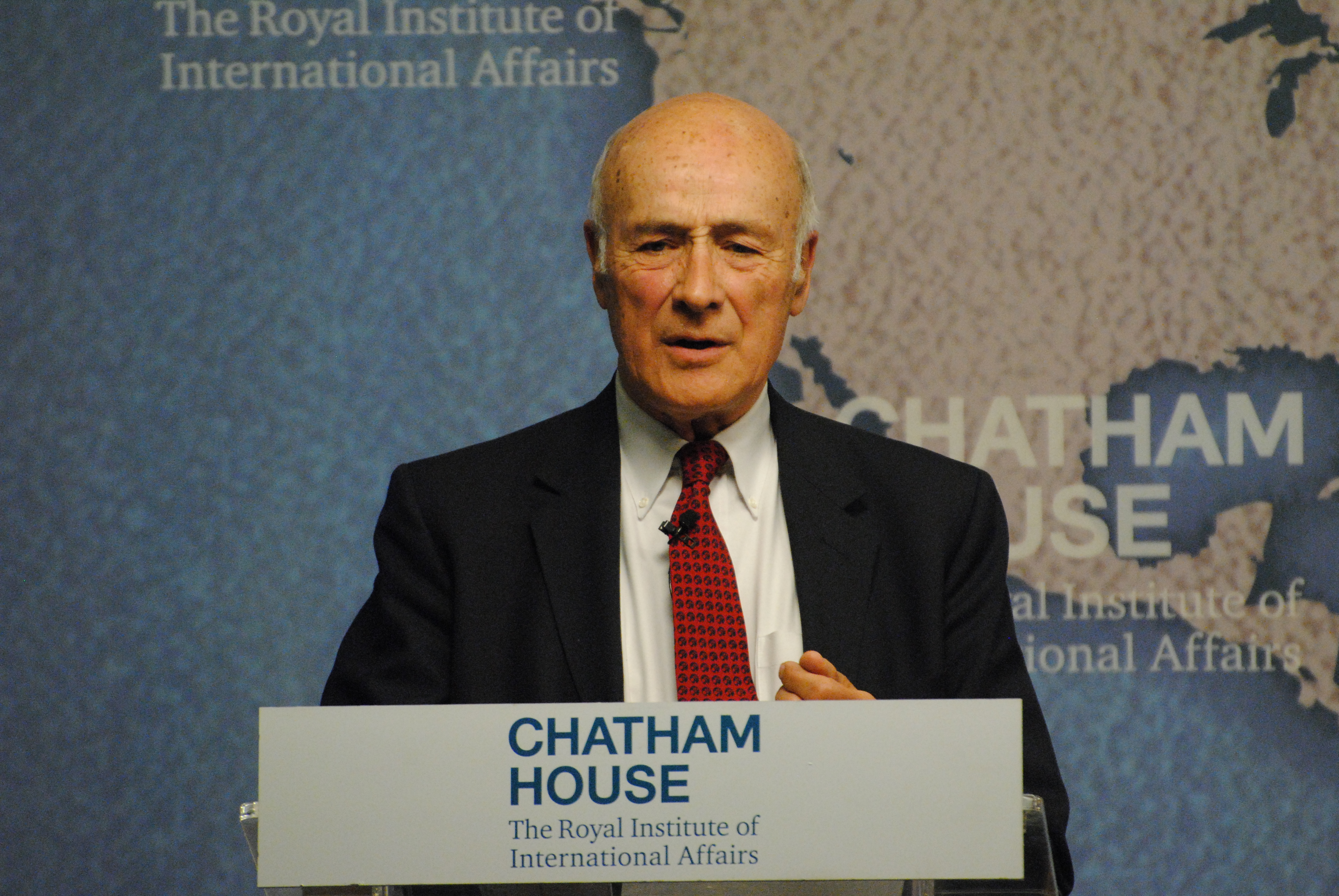
Джозеф Най

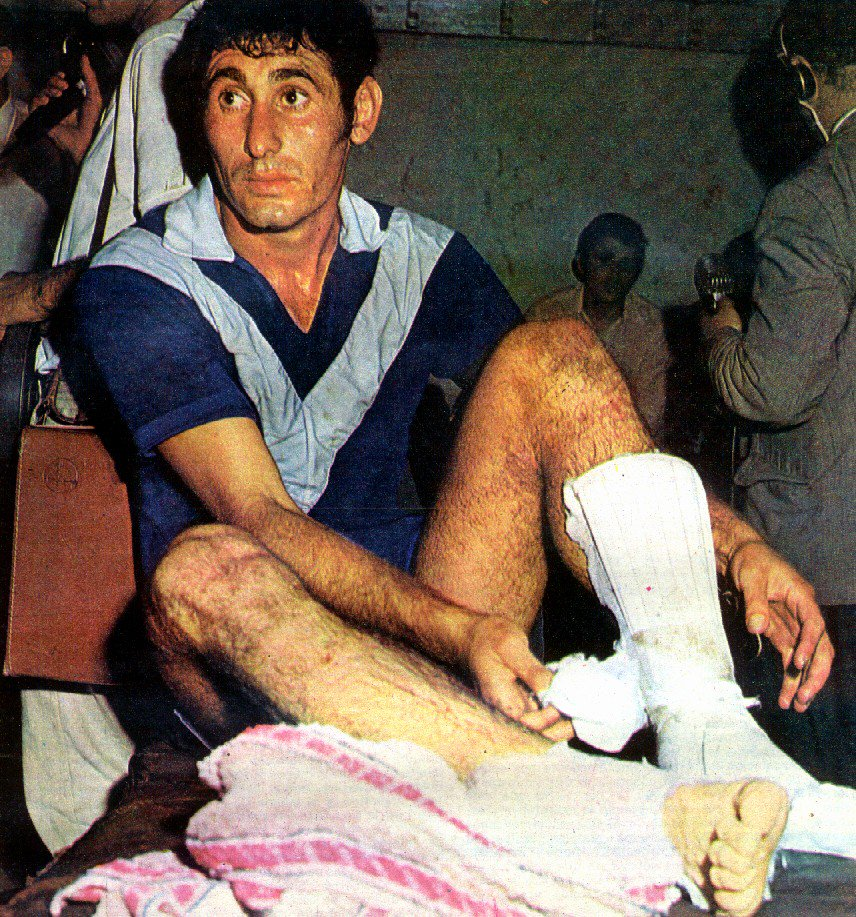
Эдуардо Соттола

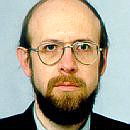
Виктор Таланов

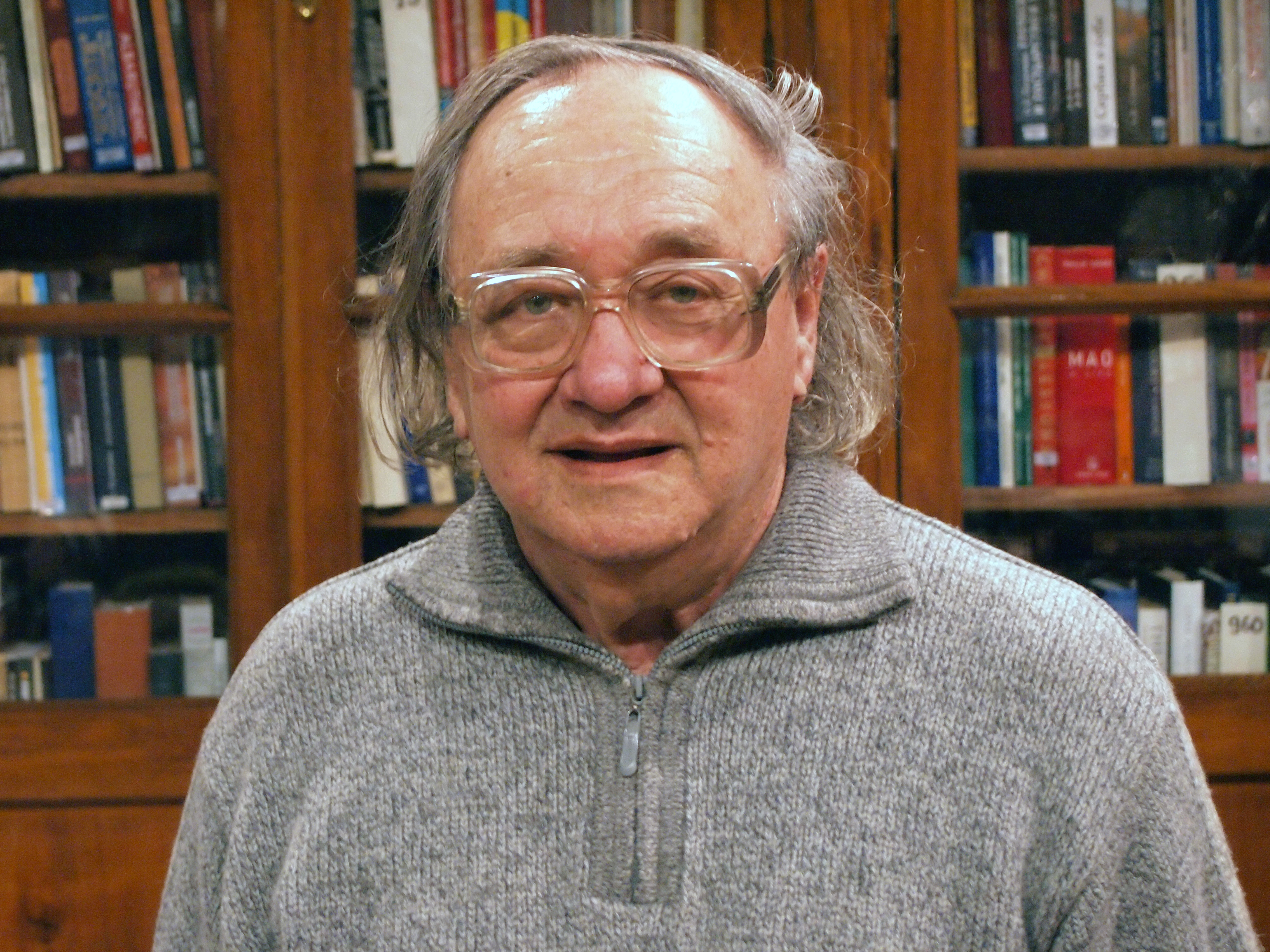
Валерий Шевчук

- Исаев, Алексей Николаевич (70) — советский и белорусский певец, заслуженный артист Республики Беларусь (1997)[385].
- Лийват, Лола (96) — советская и эстонская художница[386].
- Лонгиер, Барри Брукс (82) — американский писатель-фантаст[387].
- Маккоу, Билл[англ.] (97) — новозеландский регбист, игрок национальной сборной[388].
- Мачавариани, Вахтанг Алексеевич[груз.] (74) — советский, российский и грузинский дирижёр, сын А. Д. Мачавариани[389].
- Най, Джозеф (88) — американский политолог[390].
- Непал, Прадип[непальск.] (71) — непальский политический деятель, министр информации (1994—1995)[391].
- Палакондраюду, Сугаваси[англ.] (78) — индийский политический деятель, депутат Лок сабхи (1984—1989)[392].
- Ройс, Аламуддин Димиати[индон.] (44) — индонезийский политик, депутат Совета народных представителей (с 2009); ДТП[393].
- Соттола, Эдуардо (80) — аргентинский футболист[394].
- Таланов, Виктор Львович (74) — российский политик, депутат Государственной думы (1993—1995)[395].
- Фабиан, Стивен[англ.] (95) — американский художник[396].
- Фассель, Герда[нем.] (83) — австрийский скульптор[397].
- Фоули, Джеймс (71) — американский режиссёр и сценарист[398].
- Шевчук, Валерий Александрович (85) — украинский писатель[399].
- Этертон, Теренс, барон Этертон[англ.] (73) — британский аристократ и политический деятель, барон, канцлер Верховного Суда, член Палаты лордов (c 2021)[400].
- Яшари, Качуша (78) — косовский политический деятель, председатель президиума ЦК Союза коммунистов Косова (1988), депутат Парламента (с 2007)[401].

## 5 мая

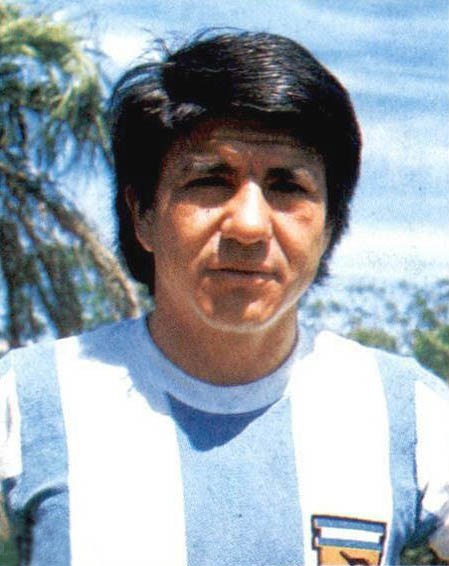
Луис Гальван

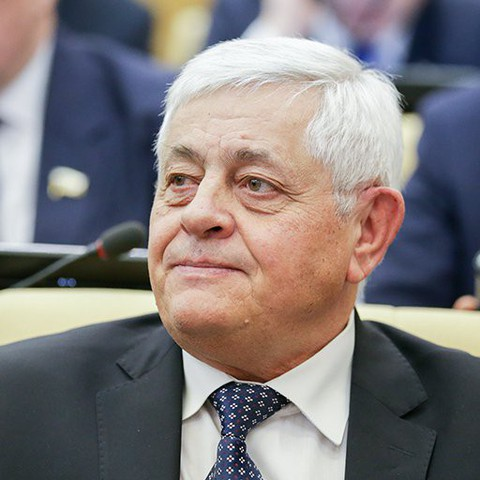
Павел Качкаев

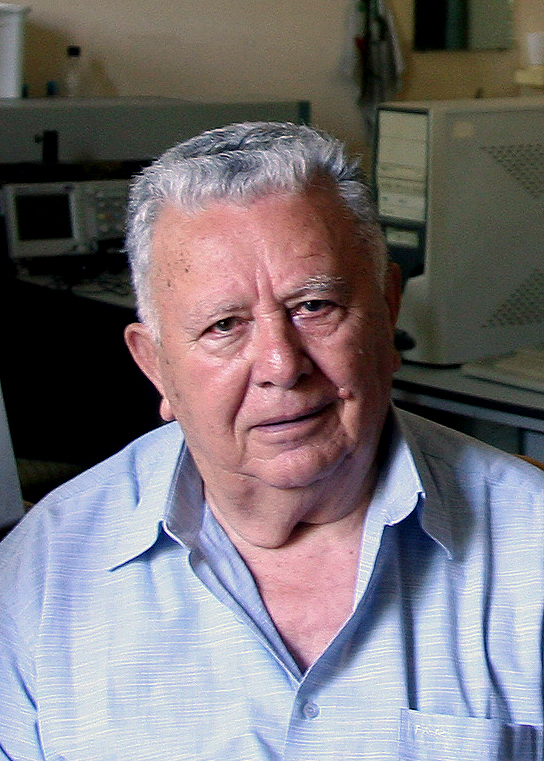
Радик Мартиросян

- Гальван, Луис (77) — аргентинский футболист, игрок национальной сборной, чемпион мира (1978)[402].
- Гамкрелидзе, Реваз Валерианович (98) — советский и российский математик, академик АН Грузинской ССР / НАН Грузии (1969), академик РАН (2003)[403].
- Горохов, Николай Анатольевич (74) — советский и российский актёр, народный артист Российской Федерации (1997)[404].
- Качкаев, Павел Рюрикович (73) — российский муниципальный и политический деятель, глава администрации Уфы (2003—2011), депутат Государственной думы (с 2011)[405].
- Луйяренда, Никлас о (69) — фарерский футболист и футбольный судья[406].
- Мартиросян, Радик Мартиросович (89) — советский и армянский физик, ректор ЕГУ (1993—2006), академик АН Армянской ССР / НАН Армении (1990), президент НАН Армении (2006—2021), иностранный член РАН (2016)[407].
- Мойоли, Джузеппе (97) — итальянский гребец академического стиля, олимпийский чемпион (1948), шестикратный чемпион Европы[408].
- Мэтьюз, Рейс[англ.] (90) — австралийский политик, депутат Палаты представителей (1972—1975)[409].
- О'Брайен, Джоан[англ.] (89) — американская актриса и певица[410].
- Ругос, Бендик[норв.] (82) — норвежский политик, министр администрации и планирования (1996—1997)[411].

## 4 мая

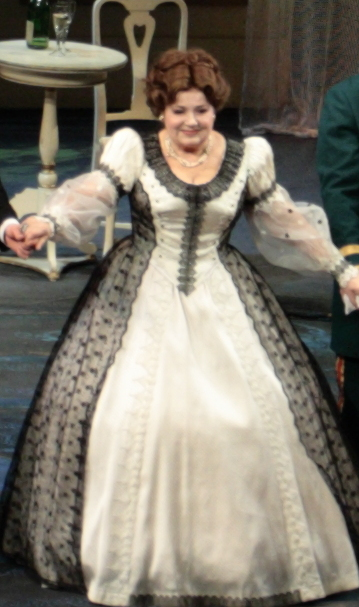
Алефтина Евдокимова

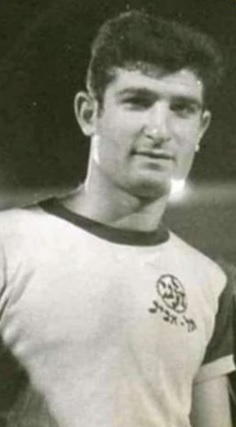
Давид Карако

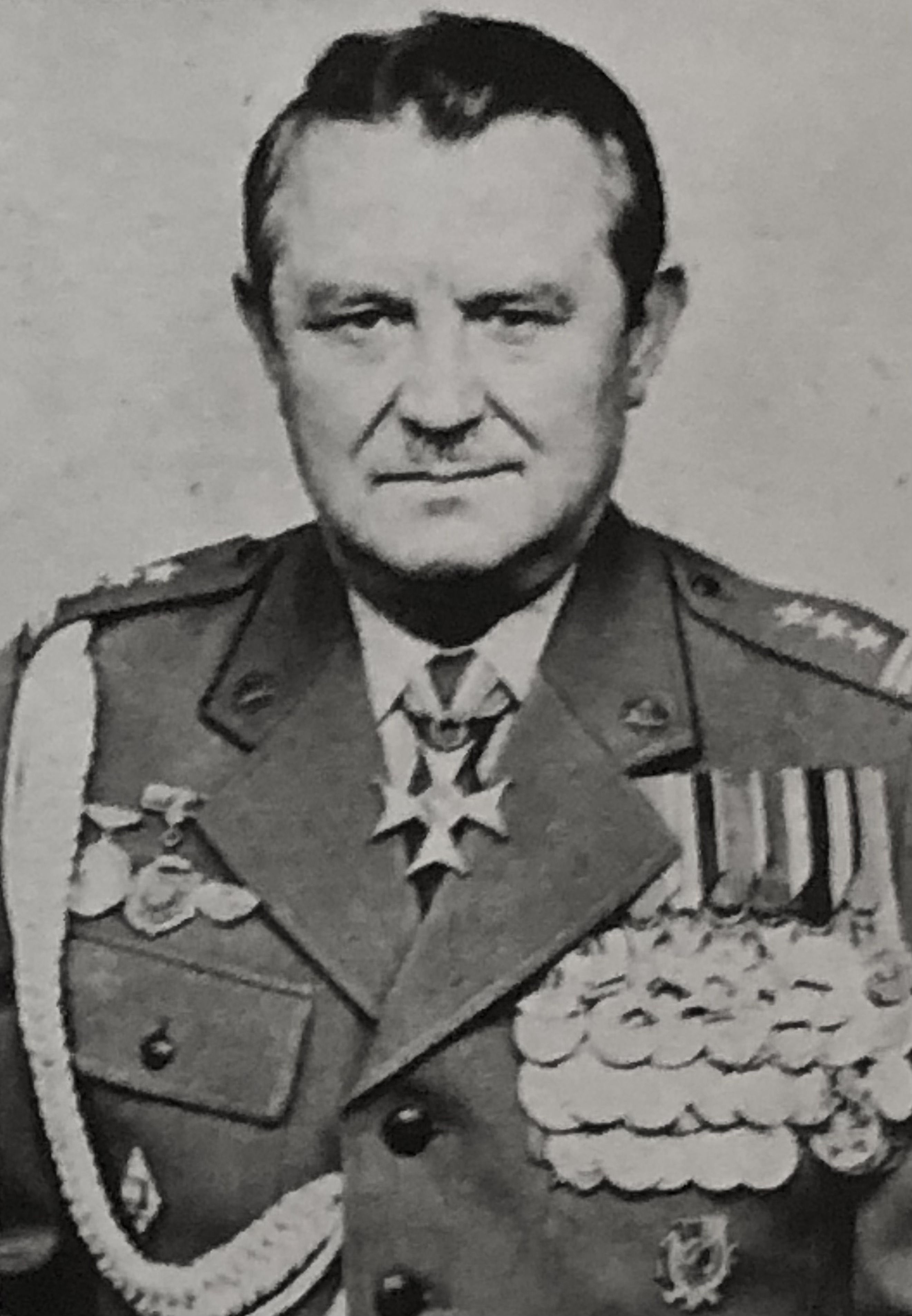
Тадеуш Макаревич

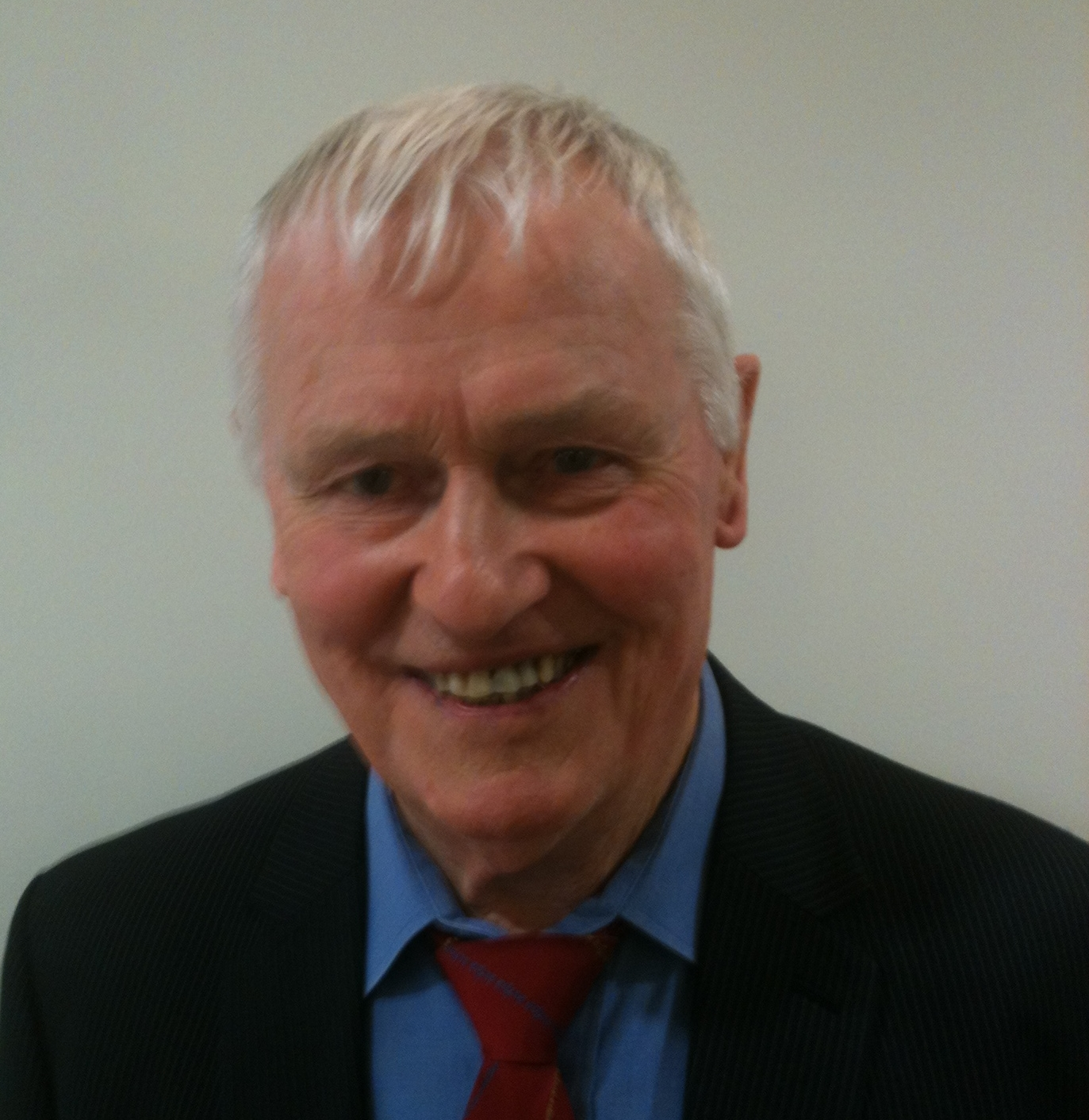
Питер Макпарланд

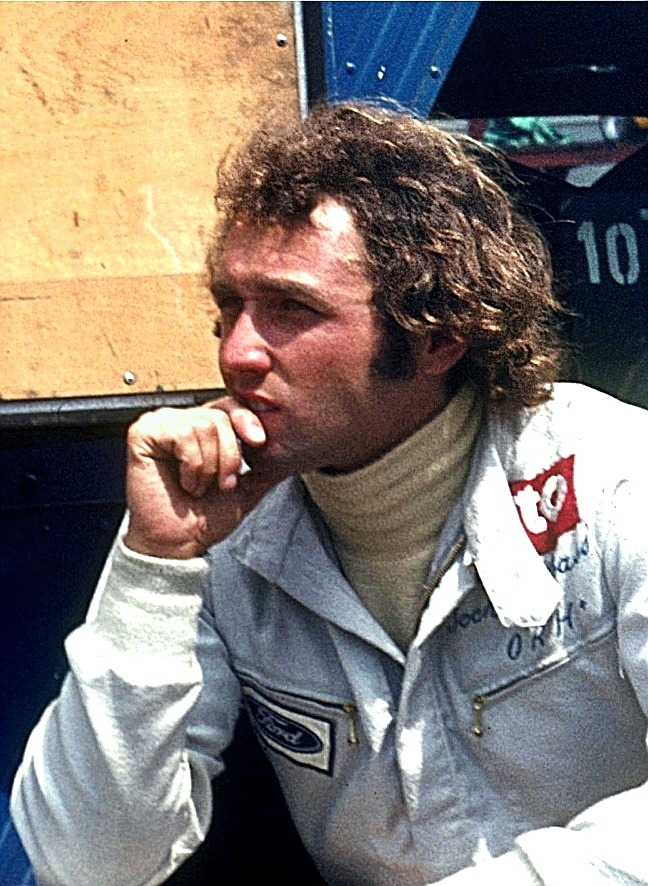
Йохен Масс

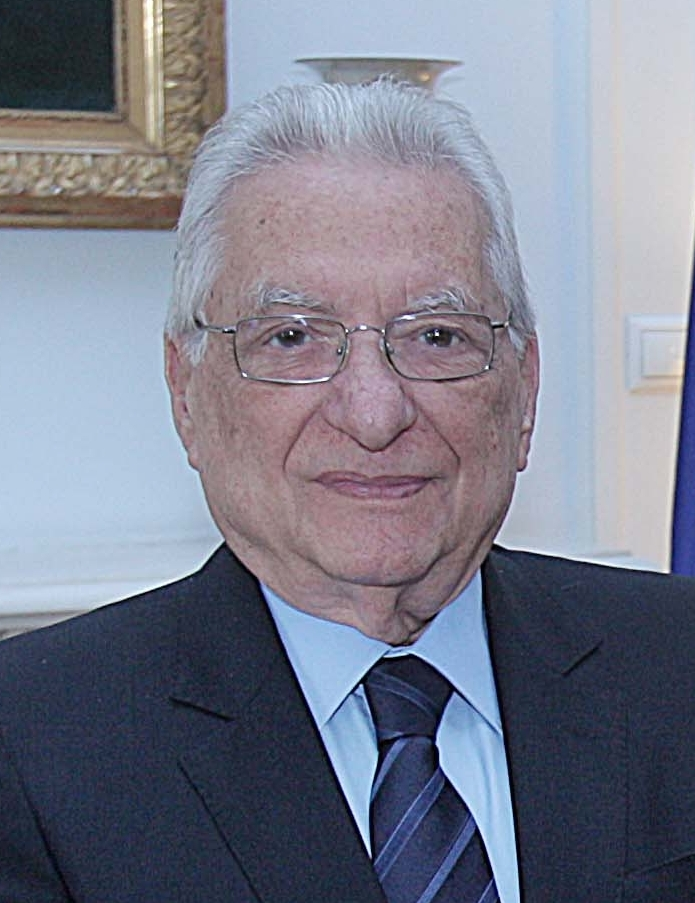
Петрос Моливиатис

- Аванесов, Сергей Михайлович (90) — советский и российский тренер по гандболу, главный тренер женской сборной России (1993—1994), заслуженный тренер СССР (1976)[412].
- Авдышев, Виктор Юрьевич (69) — советский борец греко-римского стиля, бронзовый призёр чемпионатов мира (1978, 1983) и Европы (1983)[413].
- Атанасова, Милена[болг.] (77) — болгарская актриса, вдова композитора Александра Райчева[414].
- Гаврилов, Александр Леонидович (73) — советский и российский актёр, организатор культурных мероприятий, заслуженный работник культуры Российской Федерации (2006)[415].
- Гунель, Андре[фр.] (91) — французский протестантский богослов[416].
- Евгешенков, Александр Прокопьевич (91) — советский военный строитель, полный кавалер ордена Трудовой Славы[417].
- Евдокимова, Алефтина Николаевна (85) — советская и российская актриса, народная артистка РСФСР (1992)[418].
- Карако, Давид (80) — израильский футболист и футбольный тренер, игрок национальной сборной[419].
- Коуп, Дэвид (83) — американский писатель, композитор и учёный[420].
- Кочканян, Артур Александрович (60) — советский и российский актёр, режиссёр, педагог[421].
- Макаревич, Тадеуш (99) — польский военный деятель[422].
- Макпарланд, Питер (91) — североирландский футболист и футбольный тренер, игрок национальной сборной[423].
- Масс, Йохен (78) — немецкий автогонщик[424].
- Меи, Роже[фр.] (90) — французский политик, депутат Национального собрания (1996—2002)[425].
- Моливиатис, Петрос (96) — греческий политик и дипломат, депутат Парламента (1996—2004), министр иностранных дел (2004—2006, 2012, 2015)[426].
- Пийр, Уно (95) — советский и эстонский футболист и футбольный тренер, тренер сборной Эстонии[427].
- Потанин, Андрей Николаевич (85) — советский и российский теннисист и теннисный тренер, чемпион СССР (1962)[428].
- Рульян, Рафаэль[исп.] (73) — испанский баскетболист, серебряный призёр чемпионата Европы (1973)[429].
- Типпинг, Деннис[англ.] (85) — австралийский спринтер, участник Олимпийских игр (1960)[430].

## 3 мая

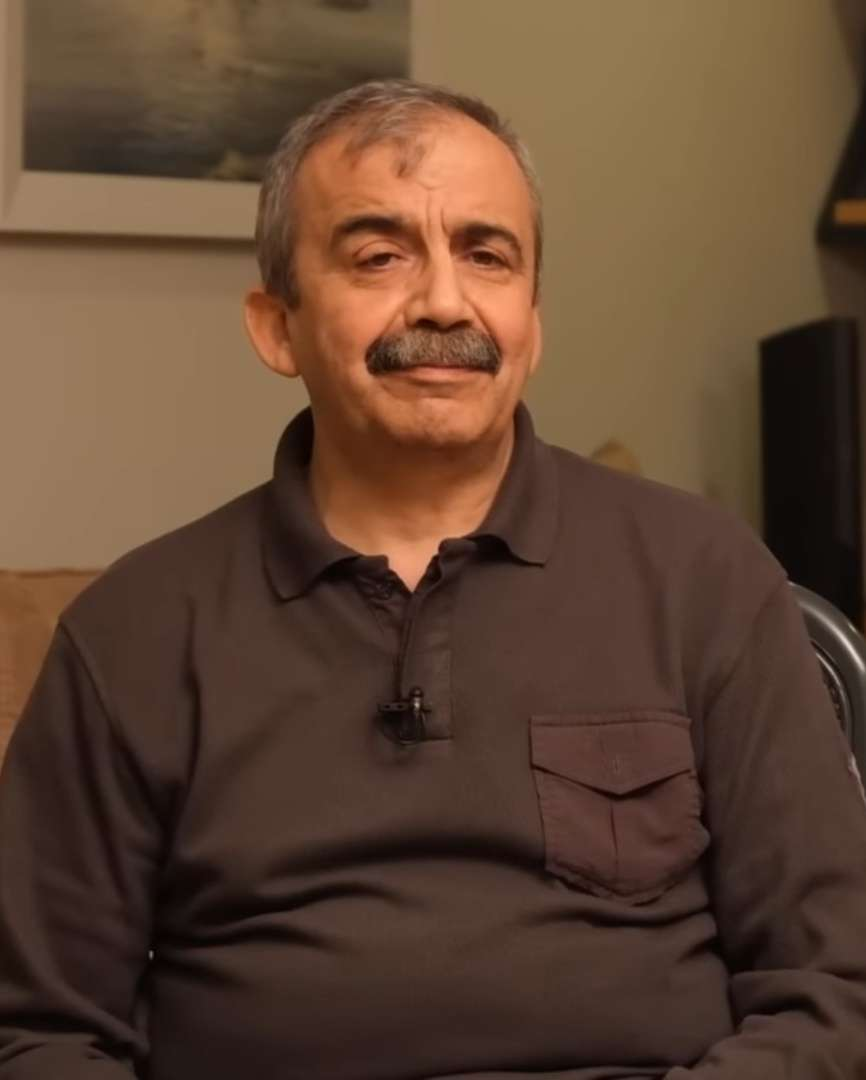
Сырры Сюрейя Ондер

- Бенедетти, Франческа[итал.] (89) — итальянская актриса[431].
- Ван Хойдонк, Пол[нем.] (99) — бельгийский художник[432].
- Гутьеррес, Лино[англ.] (74) — американский дипломат, посол в Никарагуа[англ.] (1996—1999) и в Аргентине[англ.] (2003—2006)[433].
- Идальго, Педро[исп.] (88/89) — чилийский политик, министр сельского хозяйства (1973)[434].
- Липскар, Шолом (78/79) — американский ортодоксальный раввин и еврейский просветитель[435].
- Мир, Саджид[зап. пандж.] (86) — пакистанский богослов и политический деятель, сенатор (1994—1999, 2003—2025)[436].
- Ондер, Сырры Сюрейя (62) — турецкий актёр, сценарист и политик, член Великого национального собрания (2011—2018, с 2023)[437].
- Полмир, Ян[англ.] (97) — австралийский металлург и учёный в области алюминиевых сплавов[438].
- Свами Шивананда (128?) — индийский неверифицированный долгожитель, монах и учитель йоги, кавалер ордена Падма Шри (2022)[439].
- Тейлор, Лоррейн (63) — новозеландская футболистка, игрок национальной сборной[440].
- Финдли, Джейк (70) — шотландский футболист[441].
- Штольц, Карстен[нем.] (60) — западногерманский толкатель ядра, участник Олимпийских игр (1984), двукратный серебряный призёр чемпионатов Европы по лёгкой атлетике в помещении (1988, 1989)[442].
- Эгеланн, Альв[норв.] (93) — норвежский физик, член Норвежской академии наук[443].
- Янг, Дэвид[англ.] (88) — американский поэт[444].

## 2 мая

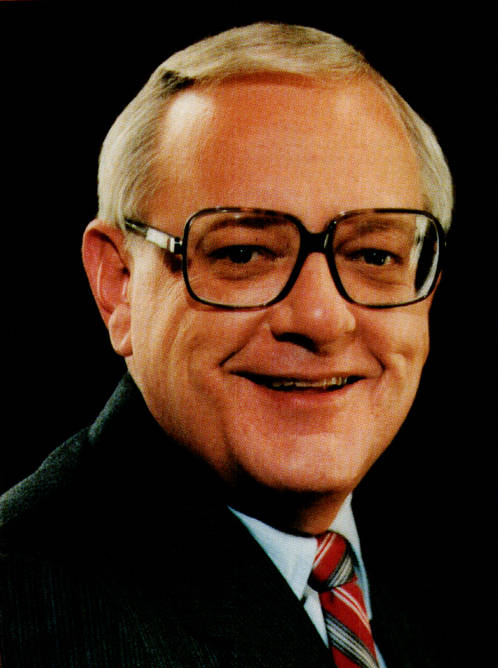
Джордж Райан

- Беллоу, Александра[англ.] (89) — американский математик[445].
- Браун-Миллер, Лайза[англ.] (58) — американская хоккеистка, олимпийская чемпионка (1998)[446].
- Горман, Дэйв[англ.] (70) — канадский хоккеист («Атланта Флэймз»)[447].
- Дави, Жан-Франсуа[фр.] (79) — французский режиссёр, сценарист и продюсер[448].
- Карандей, Иван Николаевич (81) — советский, украинский и российский тренер по боксу, заслуженный тренер России (2020)[449].
- Кассар, Аднан[араб.] (94) — ливанский банкир и политик, министр экономики и торговли (2004—2005)[450].
- Кастаньо Рубио, Хорхе Иван[исп.] (89) — колумбийский католический прелат, епископ Кибдо (1983—2001)[451].
- Квазимодо, Алессандро[итал.] (82) — итальянский актёр, поэт и театральный режиссёр[452].
- Корриган, Кэтлин[англ.] (80) — американская гимнастка, участница Олимпийских игр (1964)[453].
- Медведев, Святослав Всеволодович (75) — советский и российский физиолог, директор Института мозга человека РАН (1991—2017), академик РАН (2016), правнук В. М. Бехтерева[454].
- Райан, Джордж (91) — американский политик, губернатор Иллинойса (1999—2003)[455].
- Эррера Бельтран, Фидель[исп.] (76) — мексиканский политик, член Палаты депутатов (1973—1976, 1979—1982, 1991—1994, 1997—2000), сенатор (2000—2004), губернатор штата Веракрус[исп.] (2004—2010)[456].
- Эскудеро Торрес, Эстебан[исп.] (79) — испанский католический прелат, епископ Паленсии (2010—2015)[457].

## 1 мая

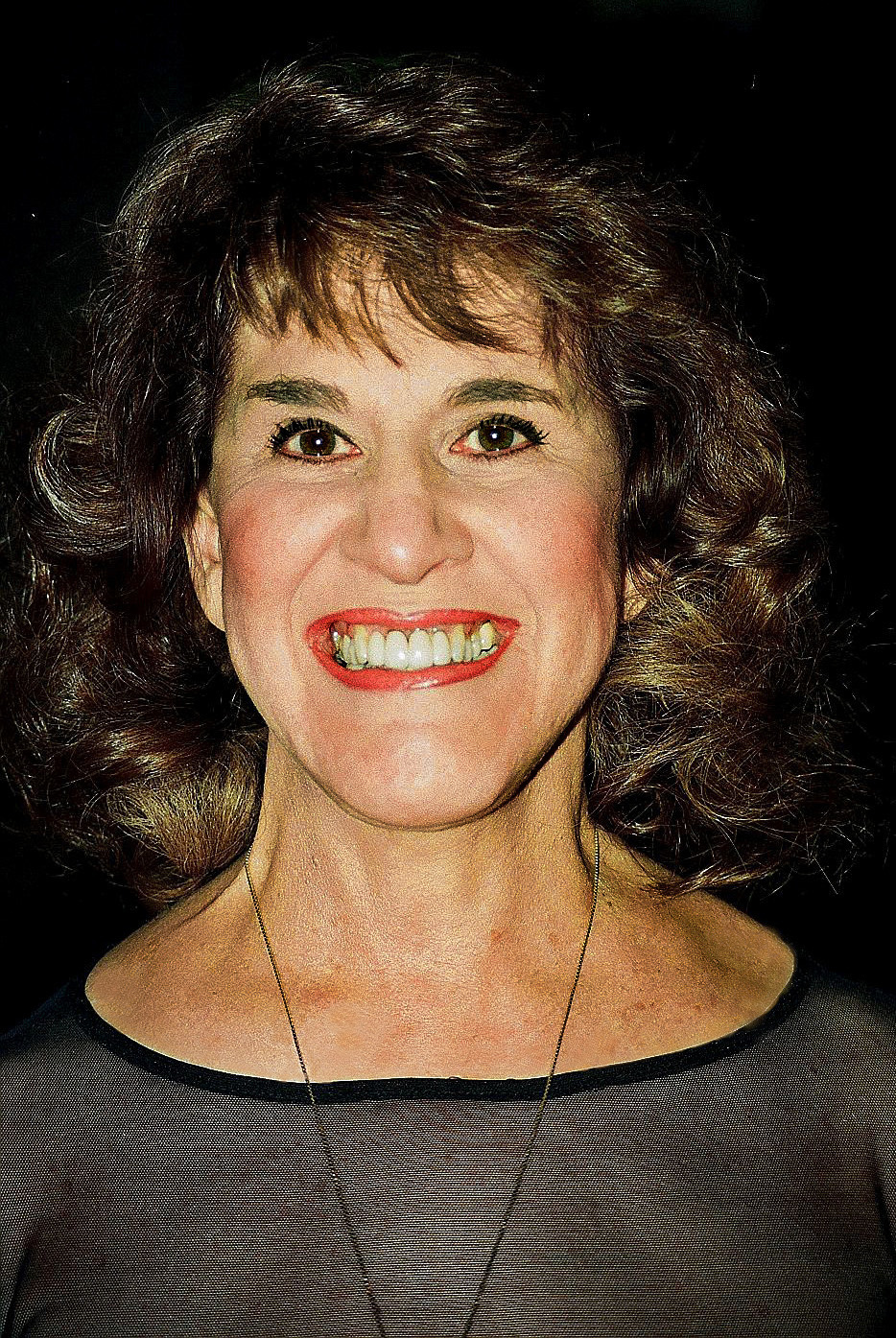
Рут Бацци

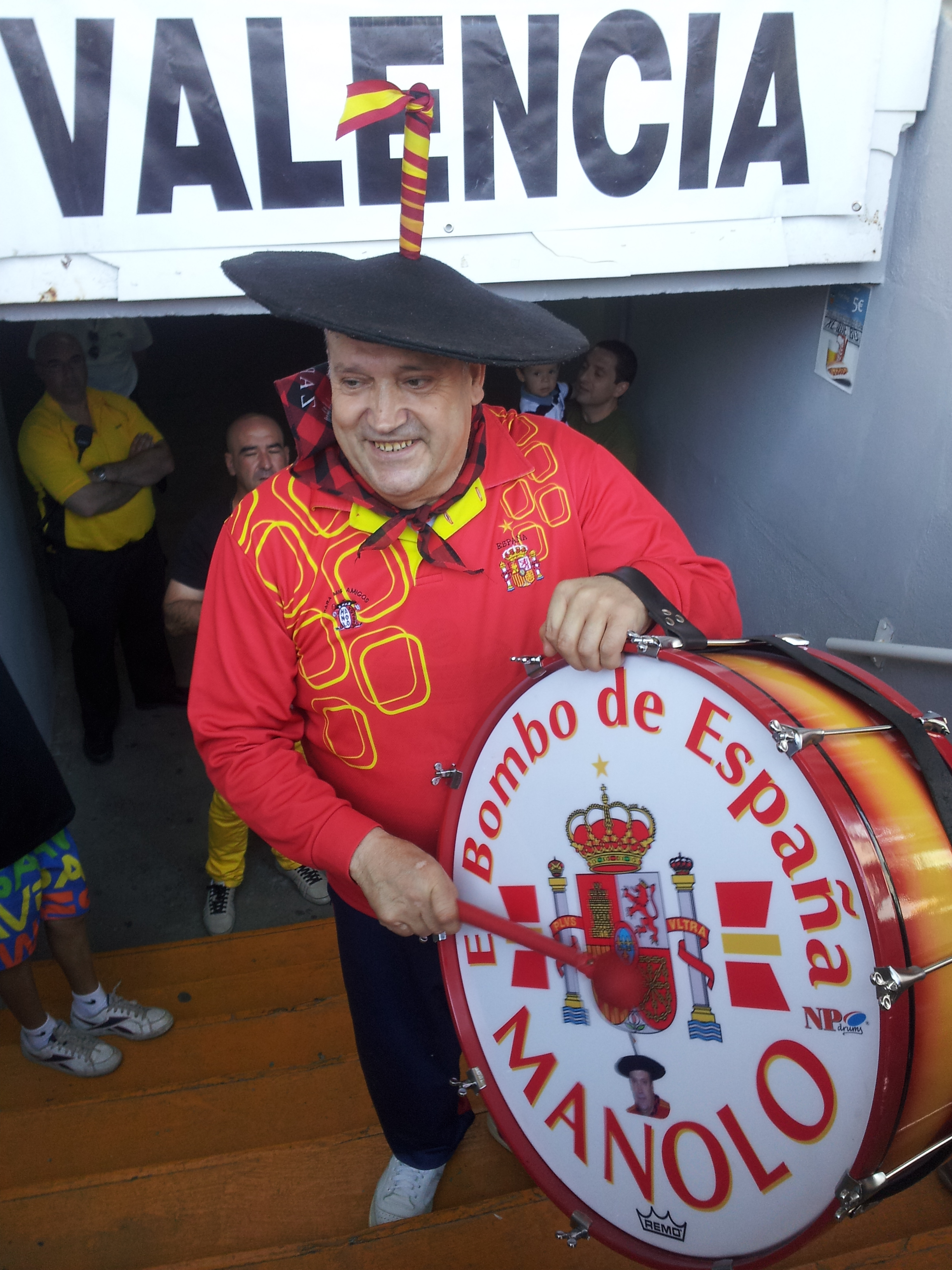
Маноло Касерес

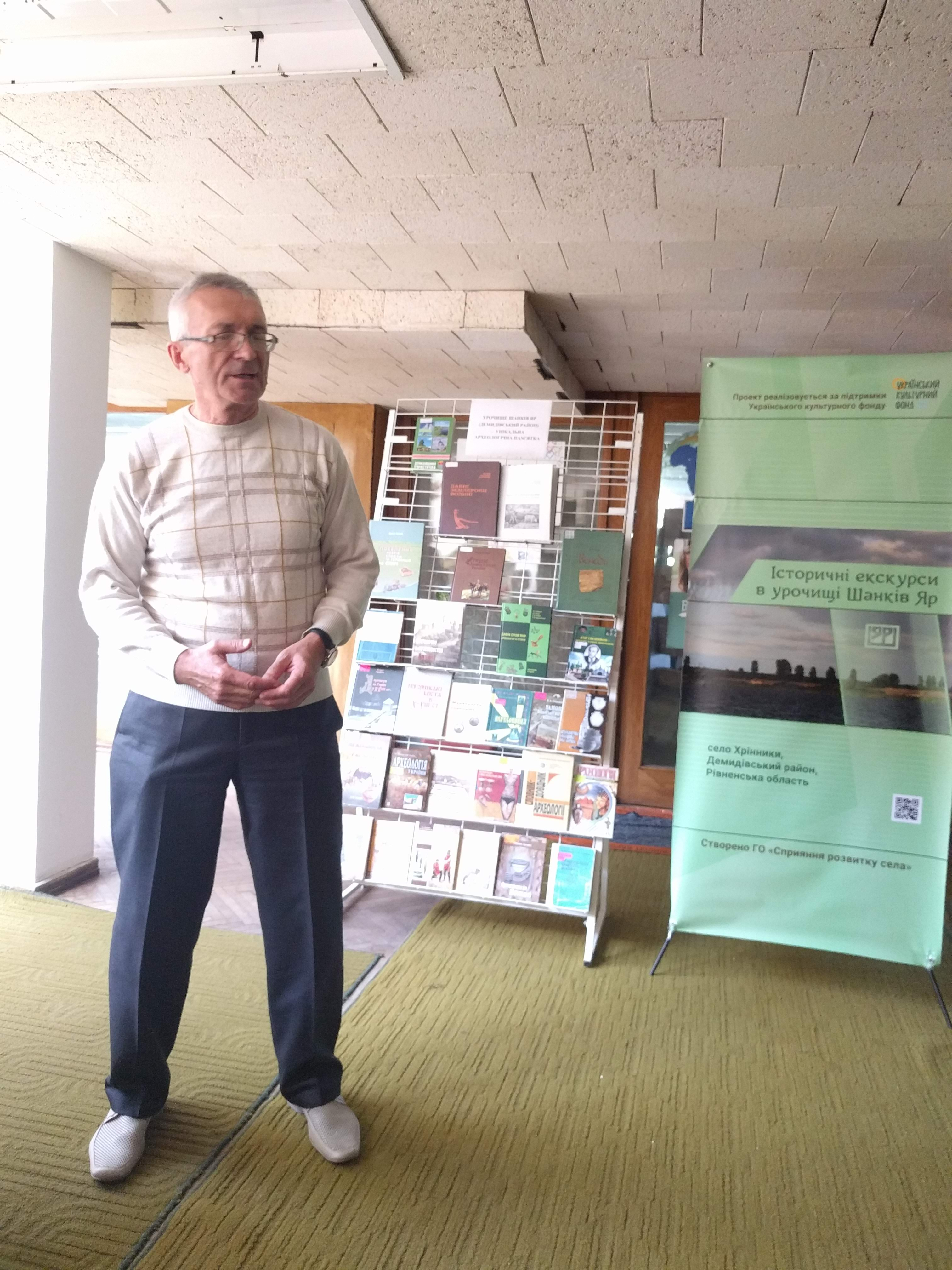
Богдан Прищепа

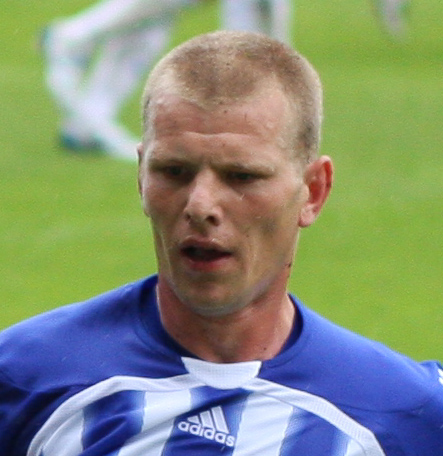
Андрей Прохоренков

- Бацци, Рут (88) — американская актриса[458].
- Вайслик, Мари[фр.] (94) — французская писательница, пережившая Холокост[459].
- Вудфилд, Дэвид (81) — английский футболист и футбольный тренер[460].
- Вьяс, Гириджа[англ.] (78) — индийский политик, депутат Лок сабхи (1991—2004), министр жилищного строительства и борьбы с городской бедностью (2013—2014); несчастный случай[461].
- Горовых, Евгений Данилович (95) — советский и российский живописец, заслуженный художник Российской Федерации (2005)[462].
- Давао, Рикки[англ.] (63) — филиппинский актёр[463].
- Каймми, Нана[порт.] (84) — бразильская певица[464].
- Касерес, Маноло (76) — испанский футбольный болельщик[465].
- Кострова, Ирина Васильевна (102) — советская и российская актриса, заслуженная артистка Российской Федерации (1999)[466].
- Ленкович, Барнабаш[венг.] (74) — венгерский юрист, член (2007—2016) и председатель (2015—2016) Конституционного суда (о смерти объявлено в этот день)[467].
- Леонарди, Эцио[итал.] (95) — итальянский политик, мэр Новары (1971—1978), сенатор (1987—1994)[468].
- Никсон, Питер[англ.] (97) — австралийский политик, член Палаты представителей (1961—1983), министр внутренних дел (1967—1971)[469].
- Прищепа, Богдан Анатольевич (67) — украинский археолог и общественный деятель[470].
- Прохоренков, Андрей (48) — латвийский футболист[471].
- Собьюл, Джилл[англ.] (66) — американская певица и автор песен; несчастный случай[472].
- Яхкаши, Али[перс.] (86) — иранский профессор экологии и писатель[473].